# José Bono
Vous lisez un « article de qualité » labellisé en 2020.
Pour les articles homonymes, voir Bono et Martinez.
Bono  Martínez est un nom espagnol. Le premier nom de famille, en général paternel, est Bono ; le second, en général maternel, souvent omis, est Martínez.
José Bono Martínez (prononcé en espagnol : [xoˈse ˈβono maɾˈtineθ]), né le 14 décembre 1950 à Salobre (province d'Albacete), est un homme d'État espagnol membre du Parti socialiste ouvrier espagnol (PSOE). Il est président de Castille-La Manche entre 1983 et 2004, ministre de la Défense de 2004 à 2006 et président du Congrès des députés entre 2008 et 2011.
Fils d'un maire phalangiste et avocat exerçant à Madrid dans les années 1970, il entre en politique à 18 ans. Il est d'abord syndicaliste étudiant puis militant du Parti socialiste populaire (PSP). Il échoue à être élu député en 1977 et soutient le rapprochement du PSP et du PSOE, qui se produit en 1978. Il entre l'année suivante au Congrès des députés, dont il est quatrième secrétaire jusqu'en 1982.
Il est investi en 1983 chef de file socialiste aux élections parlementaires de Castille-La Manche. Il remporte le scrutin avec la majorité absolue des sièges, une performance qu'il répète cinq fois consécutivement. Il devient président de la Junte des communautés de Castille-La Manche, un poste qu'il conserve 21 ans. Il s'illustre par plusieurs conflits avec le gouvernement de l'État, sur l'installation d'un champ de tir militaire ou le transfert des eaux du Tage vers le Segura. En 2001, il fait voter la première loi relative à la violence conjugale en Espagne.
En raison de son pouvoir institutionnel et de son influence au sein du PSOE, il gagne le surnom de « baron du socialisme », qu'il partage avec Manuel Chaves et Juan Carlos Rodríguez Ibarra. Ils se caractérisent par leur engagement pour l'unité du pays et de leur parti, notamment à la fin des années 1990. Ils signent ensemble la « déclaration de Mérida » qui s'oppose aux nationalismes basque et catalan, et soutiennent Joaquín Almunia au secrétariat général du PSOE. Après que le parti a lourdement perdu les élections générales de 2000, il se présente sans succès à la succession d'Almunia lors du XXXVe congrès : le député social-libéral José Luis Rodríguez Zapatero le devance de neuf voix, grâce aux manœuvres d'Alfonso Guerra.
Bono se fait alors l'un des plus fervents soutiens de Zapatero, qu'il conseille pendant la campagne victorieuse des élections de 2004. Il est ensuite nommé ministre de la Défense, et met en œuvre la promesse de retirer les troupes déployées en Irak. Ayant apporté une réponse politique aux erreurs de gestion du crash ayant tué 62 soldats en 2003, il destitue en 2006 le général José Mena après ses critiques sur le nouveau statut d'autonomie de la Catalogne. Il mène à bien la réforme législative prévoyant l'autorisation du Congrès des députés pour le déclenchement d'opérations extérieures.
Lui-même opposé à la réforme du statut catalan, il démissionne du gouvernement au bout de deux ans, invoquant des raisons familiales. Il refuse quelques mois plus tard de postuler à la mairie de Madrid, mais accepte finalement de revenir en politique lors des élections générales de 2008.
Élu député de Tolède, il est ensuite désigné président du Congrès des députés à la majorité relative, une première depuis 1977. Son mandat est marqué tant par ses mesures de réduction des dépenses et de transparence de l'activité parlementaire que par des polémiques sur son patrimoine, sa foi catholique ou la tenue vestimentaire du ministre Miguel Sebastián.
Il décide de mettre un terme définitif à sa carrière politique à la fin de la législature, en 2011, en ne se représentant pas aux élections anticipées. Il reste néanmoins présent dans l'actualité en publiant entre 2012 et 2019 ses mémoires, basés sur le journal qu'il tient quotidiennement depuis 1992.

## Famille

### Parents

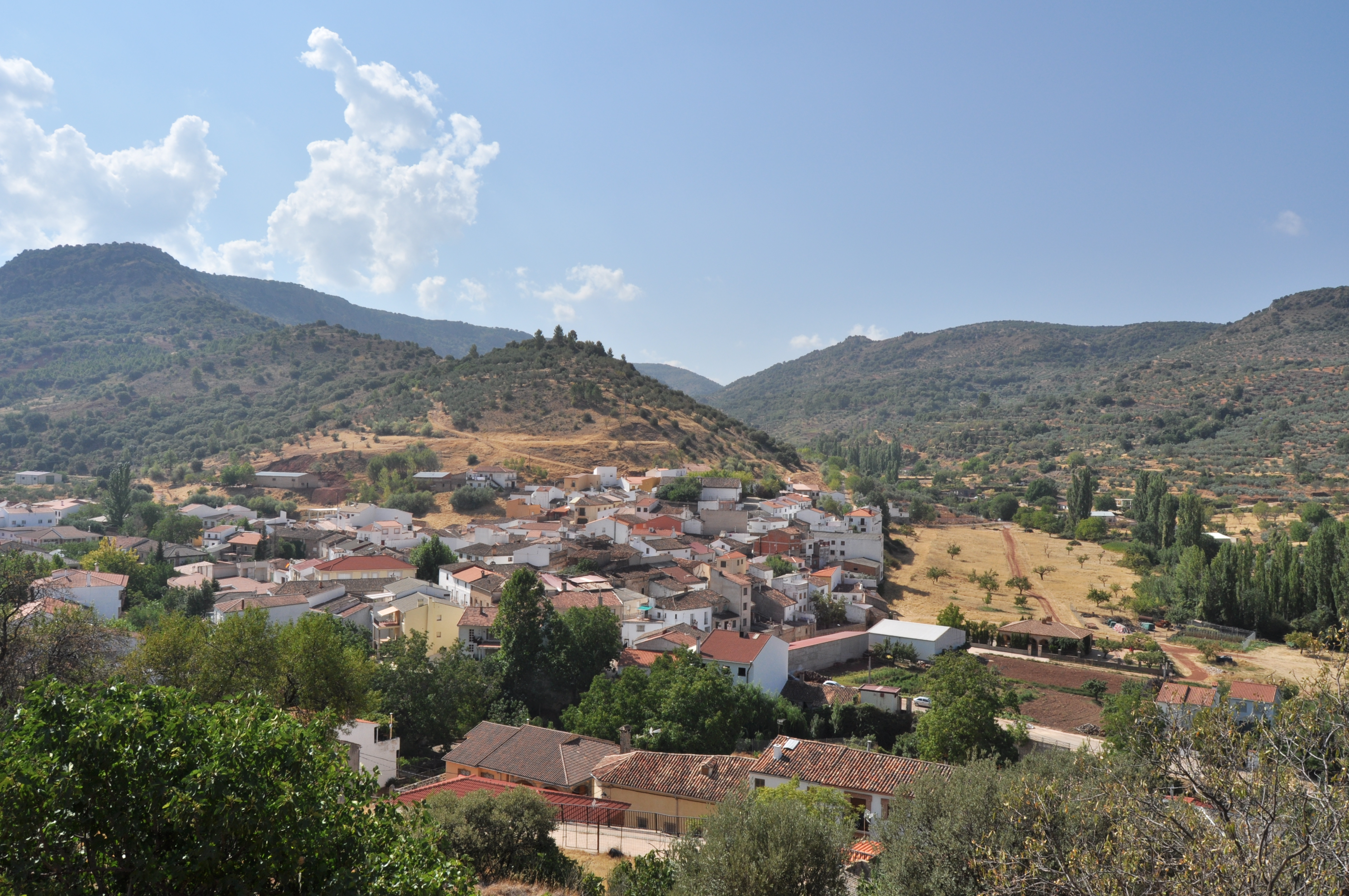
José Bono naît à Salobre, en Albacete, en 1950.

José Bono Martínez naît le 14 décembre 1950 à Salobre, un village du sud-ouest de la province d'Albacete. Il est le fils de José Bono Pretel, un marchand de tissu qui sera maire phalangiste de la ville entre 1957 et 1974, et d'Amelia Martínez Soria. Ils se sont mariés dix mois plus tôt, le 25 février 1950.
Sa mère meurt de manière totalement inattendue le 18 mars 1967 durant une grossesse, alors qu'il n'a que seize ans,.
Son père trouve la mort dans un accident de la circulation le 20 avril 1981 à Salobre : après avoir percuté un Land Rover de la Garde civile, la voiture termine sa course dans un précipice. José Bono apprend quelques jours plus tard, en récupérant ses effets personnels, qu'il avait adhéré au Parti socialiste ouvrier espagnol (PSOE) et à l'Union générale des travailleurs (UGT) après la tentative de coup d'État du lieutenant-colonel Tejero sans l'en informer.

### Épouse et enfants
Il épouse le 20 décembre 1980 à Madrid Ana María Rodríguez Mosquera, sociologue de formation. Le couple a quatre enfants : Amelia, Ana, José et Sofia (adoptée en 2001). Ils annoncent leur divorce par consentement mutuel le 19 juillet 2010, quatre ans après avoir vécu une grave crise qui avait amené José Bono à quitter le gouvernement espagnol.
Il revendique sa foi catholique et réside à Olías del Rey, dans la province de Tolède.

## Jeunesse

### Scolarité et profession

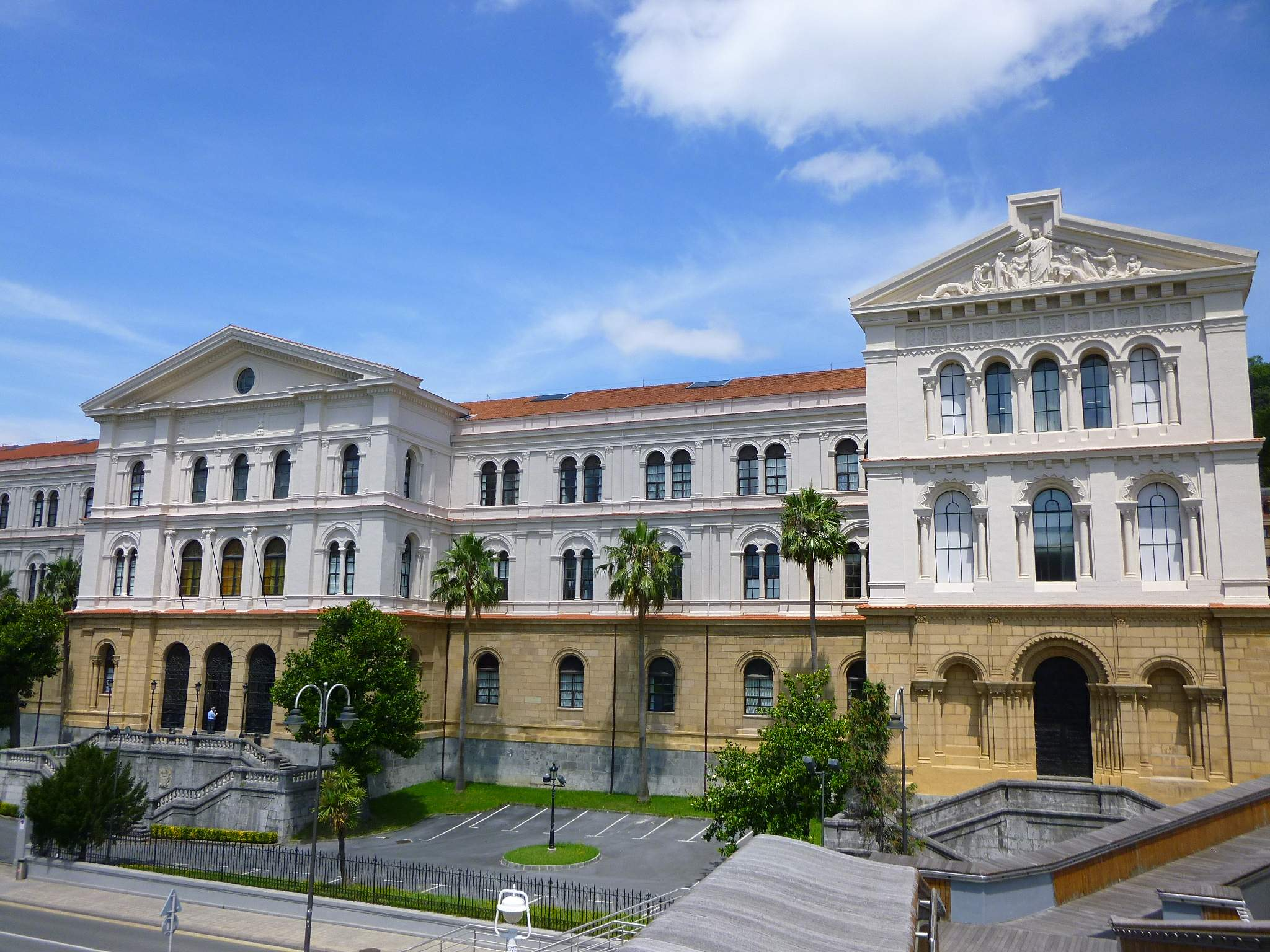
Bono étudie le droit à l'université de Deusto.

José Bono commence sa scolarité dans sa ville natale, puis intègre en octobre 1960 le collège jésuite de l'Immaculée, à Alicante. Il y entre sur les conseils que son père a reçus du gouverneur civil d'Albacete. Sept ans plus tard, alors qu'il est sur le point d'effectuer un noviciat, il y renonce pour poursuivre des études de droit et sciences économiques à l'Institut catholique d'administration des entreprises (ICADE) de Madrid.
Il obtient sa licence en 1970 à l'université de Deusto. Il devient deux ans plus tard avocat en droit de la famille et du travail, et professeur de droit politique de l'université pontificale de Comillas jusqu'en 1979. Il plaide à plusieurs reprises devant le tribunal de l'ordre public (TOP), la juridiction d'exception du régime franquiste chargée des « délits politiques ».
Il représente en 1980 la famille de l'avocat communiste Luis Javier Benavides, assassiné durant le massacre d'Atocha de 1977, lors du procès devant la chambre pénale de l'Audience nationale, qui condamne les accusés à plusieurs centaines d'années de prison.

### Débuts en politique

#### Au Parti socialiste populaire
Il débute en politique en adhérant en 1968 au Syndicat démocratique des étudiants universitaires madrilènes (SDEUM). Il est interpellé et brièvement arrêté alors qu'il transporte de la propagande clandestine dans le quartier ouvrier de Villaverde. Il rejoint en 1969 le Parti socialiste intérieur (PSI) d'Enrique Tierno Galván, qui se transforme ensuite en Parti socialiste populaire (PSP).
Ayant assisté en 1972 au congrès du Parti socialiste ouvrier espagnol (PSOE) à Toulouse qui consacre Felipe González au secrétariat général, il se réinstalle cinq ans plus tard à Albacete. Il forme alors une candidature de coalition avec un parti démocrate-chrétien pour les élections constituantes du 15 juin 1977 dans la circonscription d'Albacete, le Centre gauche d'Albacete (Centro Izquierda de Albacete, CCIA). Tête de liste, il recueille 7 % des voix et aucun siège, loin derrière les résultats de l'Union du centre démocratique (UCD) et du PSOE.

#### Du PSOE au Congrès des députés

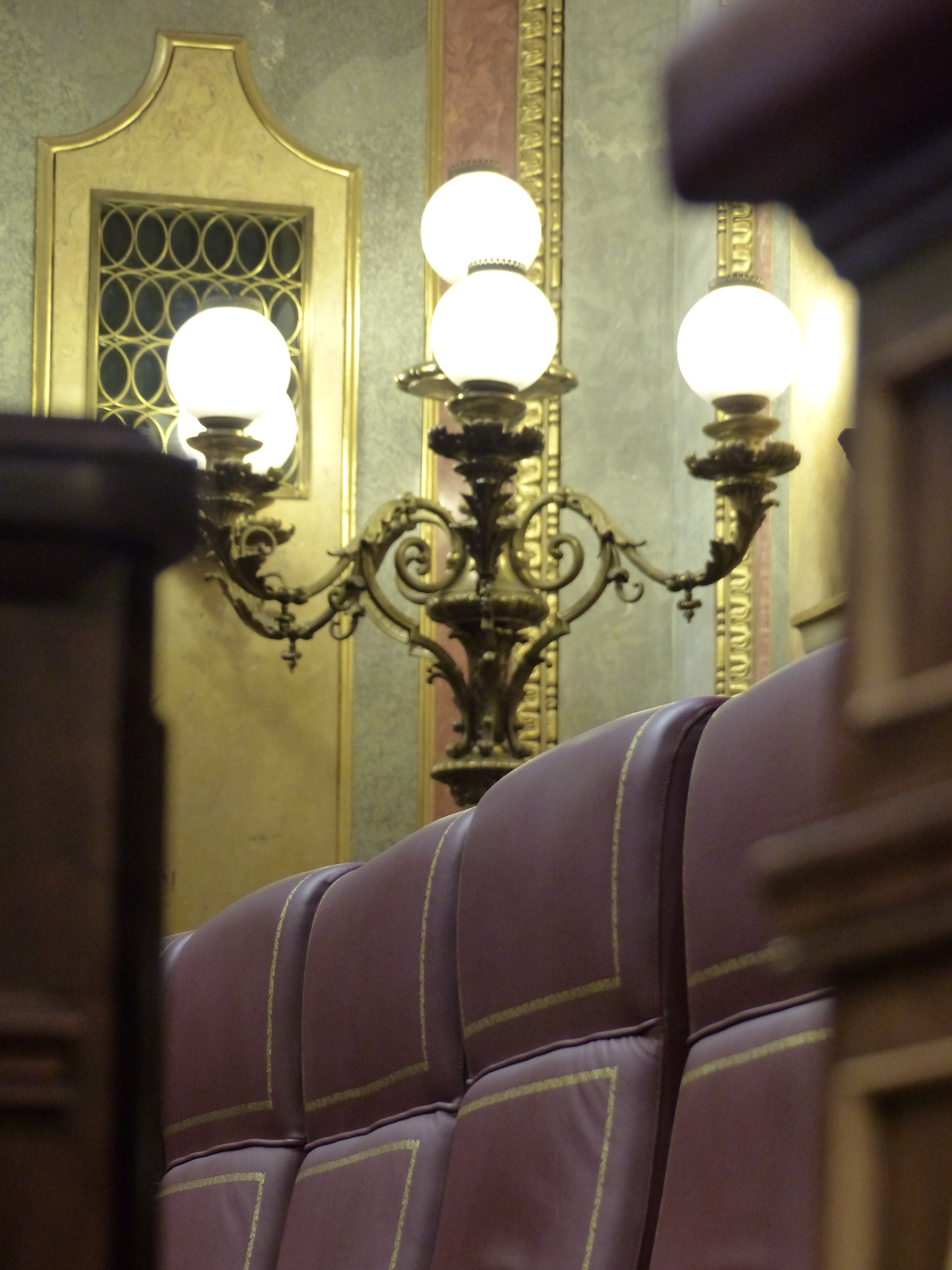
José Bono est nommé quatrième secrétaire du Congrès moins d'un an après sa première élection.

L'échec du PSP au cours du scrutin, qui totalise moins de 5 % des suffrages exprimés et seulement six députés sur 350, fait de José Bono l'un des plus fervents partisans de l'unité socialiste. Il obtient gain de cause lorsque le Parti socialiste populaire rallie le Parti socialiste ouvrier espagnol un an plus tard, en mai 1978.
Le comité fédéral du PSOE, réuni le 17 janvier 1979 à Madrid, l'investit en tête de la liste socialiste dans la circonscription électorale d'Albacete pour les élections générales du 1er mars suivant. Huit mois plus tard, il devient le quatrième secrétaire du bureau du Congrès des députés. Il succède à Leopoldo Torres, promu deuxième secrétaire en remplacement de María Izquierdo. Il est élu par 55 voix favorables ; Torres recueillant 76 suffrages tandis que 122 parlementaires votent blanc. Initialement, le groupe socialiste avait envisagé de proposer directement le nom de José Bono pour le poste de deuxième secrétaire.
Lorsque se produit la tentative de coup d'État du lieutenant-colonel Tejero le 23 février 1981, il est sur l'estrade du bureau du Congrès, où se tient le vote d'investiture de Leopoldo Calvo-Sotelo. À l'occasion de la rénovation de l'hémicycle sous la IIe législature, il acquiert pour 14 000 pesetas le siège sur lequel il se trouvait à ce moment-là.
Pour les élections générales du 28 octobre 1982, il est confirmé en première position sur la liste du PSOE d'Albacete. Après le scrutin, il quitte le bureau et prend la présidence de la commission du Statut des députés. Selon le journal ABC, il fait partie des huit parlementaires ayant voté « blanc » lors de l'élection de Gregorio Peces-Barba à la présidence du Congrès, afin de signifier son mécontentement d'avoir été exclu du bureau, ce qu'il nie vigoureusement.

## Président de Castille-La Manche

### Engagé dans le processus d'autonomie

José Bono est le porte-parole socialiste à l'Assemblée des parlementaires de Castille-La Manche pendant le processus d'autonomie.

Au sein de la Junte provisoire de Castille-La Manche, il exerce à partir de 1979 le rôle de porte-parole du groupe socialiste. Le 30 juillet, il organise le départ des élus du PSOE d'une réunion organisée à la députation provinciale de Guadalajara afin de protester contre le règlement proposé par le président Antonio Fernández-Galiano, de l'Union du centre démocratique (UCD) : alors que les socialistes souhaitent que seuls les membres du conseil exécutif puissent diriger un département administratif, les centristes veulent ouvrir cette possibilité à des personnalités extérieures. Le règlement est alors approuvé avec les seules voix de l'UCD. Le 1er février 1982, il indique que son groupe votera en faveur du centriste Gonzalo Payo pour prendre la succession de Fernández-Galiano à la présidence provisoire de la communauté autonome, saluant le travail réalisé par le sortant et son traitement équilibré des différentes forces politiques régionales.
Il annonce le 21 novembre 1980 que son parti votera en faveur d'un appel lancé par la Junte provisoire aux cinq députations provinciales et aux communes du territoire régional afin que celles-ci déclenchent le processus d'accession à l'autonomie de la Castille-La Manche. La requête est approuvée à l'unanimité des trois partis représentés au sein de l'institution. Lors de l'adoption du statut d'autonomie par le Congrès des députés le 18 juin 1982, il exprime sa satisfaction et rejette en bloc les arguments développés par le communiste Jordi Solé Tura, qui critique de son côté un texte convenu entre l'UCD et le PSOE afin de se répartir la carte électorale.

### Vingt ans de majorité absolue

#### Contestation originelle
Lors d'une réunion du comité régional du Parti socialiste de Castille-La Manche-PSOE (PSCM-PSOE) à Alcázar de San Juan le 5 mars, le président de la Junte des communautés provisoire Jesús Fuentes Lázaro est investi chef de file aux élections régionales du 8 mai 1983 contre son conseiller à la Présidence José María Gómez, qui devait initialement être choisi comme candidat,.
Pourtant le 18 mars, la commission exécutive fédérale du PSOE désavoue sa fédération régionale et investit José Bono. Cette décision est critiquée par les socialistes de Cuenca, de Guadalajara et de Tolède mais soutenue par ceux d'Albacete et de Ciudad Real. Au cours de sa réunion du 25 mars, le comité fédéral confirme l'investiture de José Bono, sans tenir compte des protestations émises par les délégués du PSCM-PSOE,.

#### Six victoires électorales consécutives

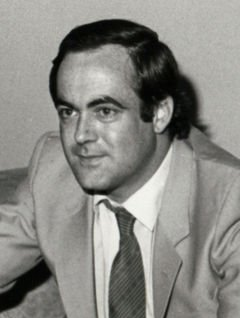
Bono devient en 1983 président de Castille-La Manche.

Le jour du scrutin, alors qu'il est lui-même élu député régional d'Albacete, il remporte 47 % des voix et 23 députés sur 44 aux Cortes, soit l'exacte majorité absolue. Le 6 juin suivant, à l'âge de 32 ans, José Bono est investi président de la Junte des communautés de Castille-La Manche, avec comme objectif prioritaire la mise en œuvre du statut d'autonomie. Il démissionne aussitôt du Congrès.
Aux élections régionales du 10 juin 1987, il confirme sa majorité absolue avec 46,8 % des suffrages et 25 élus sur 47. Quatre ans plus tard, en obtenant 52,6 % des voix et 27 députés régionaux, il obtient sa première majorité absolue en voix. Il parvient à se maintenir au pouvoir, avec 24 sièges et 46,1 % des voix, lors des élections du 28 mai 1995, étant alors le seul socialiste à remporter la majorité absolue au niveau régional.
Il est une nouvelle fois reconduit à la tête de la Castille-La Manche lors des élections régionales du 13 juin 1999, obtenant 54,1 % des voix et 26 députés sur 47. Candidat pour un sixième mandat consécutif aux élections régionales du 25 mai 2003, il y remporte 58,6 % des voix et 29 députés, son meilleur résultat depuis 1983, obtenant ainsi la majorité qualifiée des trois cinquièmes aux Cortes.
Avec le président de la Junte d'Andalousie Manuel Chaves, au pouvoir entre 1990 et 2009, et le président de la Junte d'Estrémadure Juan Carlos Rodríguez Ibarra, au pouvoir de 1983 à 2007, ils forment les trois « barons » (barones) originels du Parti socialiste de Felipe González. Le terme, qui faisait référence à l'obtention d'un important pouvoir dans un fief régional, a depuis été repris pour désigner de façon générique un dirigeant territorial d'un des deux grands partis espagnols.

### Opposition à un projet de champ de tir militaire

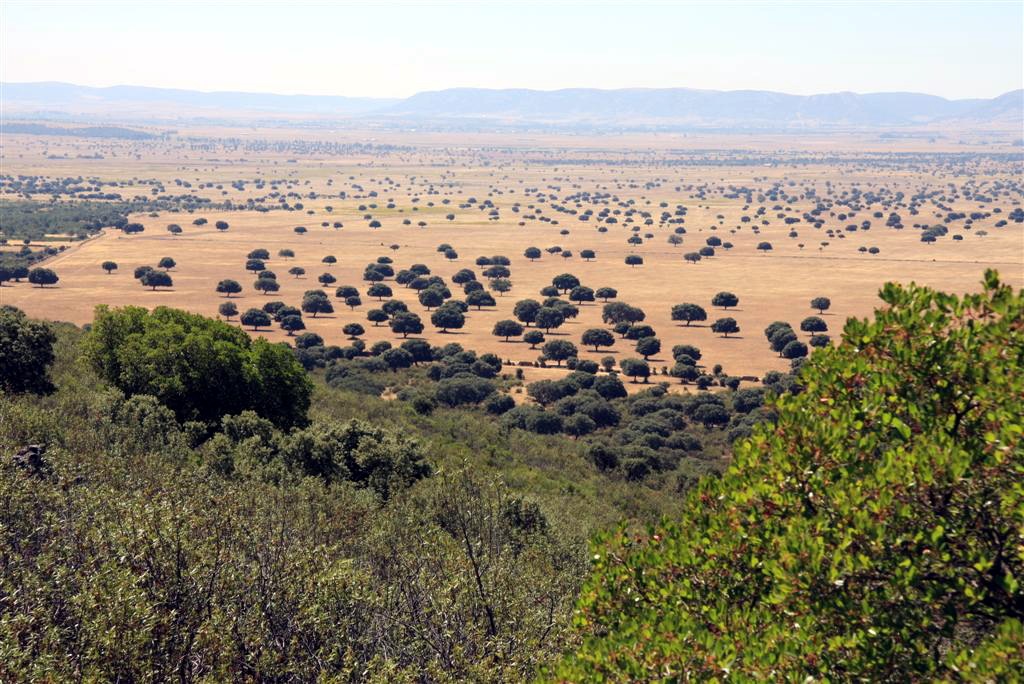
Bono s'oppose avec succès à l'installation d'un champ de tir de l'armée de l'air à Cabañeros.

À peine un mois après sa prise de fonction, José Bono signifie officiellement qu'il ne souhaite pas que le ministère de la Défense installe un champ de tir pour l'armée de l'air sur le domaine de Cabañeros, dans la province de Ciudad Real. Affirmant agir « sans crispation ni affrontement, et surtout pas contre le gouvernement socialiste de [son] pays auquel [il s']identifie pleinement », il appelle l'État à étudier des alternatives pour cette installation militaire et rappelle le rapport défavorable émis par la direction générale de l'Environnement du ministère des Travaux publics quant à sa réalisation.
Bien que sa prise de position, soutenue par les Cortes, et la mobilisation des citoyens aient paralysé le projet, il rappelle le 13 mars 1986 — au lendemain du référendum sur le maintien de l'Espagne dans l'OTAN — son rejet du projet en déclarant qu'il s'opposera « de toutes [ses] forces » à la création d'un champ de tir : « une telle décision ne relève pas de moi, mais je suis totalement sûr de ne pas changer de position ». Après que la presse a révélé le 1er mars 1987 que le gouvernement espagnol avait proposé un prix pour l'achat des terrains à leurs propriétaires privés, il réitère sa position en soulignant que « le gouvernement régional, le Parlement et moi pensons que la construction du polygone de tir conduirait à des conséquences écologiques irréversibles » et explique « ne pas comprendre que l'on s'émeuve pour un avion et pas pour un vautour fauve ou une cigogne ».
Son gouvernement entame le 3 juin suivant les procédures pour faire de Cabañeros un espace naturel protégé, ce qui rendrait irréalisable le projet poursuivi par l'État. Tandis que le gouvernement central précise le même jour qu'aucune décision n'a été prise au sujet du domaine de Cabañeros, José Bono précise qu'il agit « non pas contre le ministère de la Défense, mais en défense de la nature ». José Bono ayant affirmé que sa décision était conforme au projet politique qu'il partage avec le ministre socialiste de la Défense Narcís Serra, le chef de l'opposition régionale Arturo García-Tizón appelle les deux responsables à clarifier leur apparente contradiction,. Le 11 juillet 1988, le Conseil de gouvernement adopte un décret déclarant « parc naturel de Cabañeros » les 25 615 hectares de terrain répartis sur quatre communes du nord de la province de Ciudad Real. José Bono indique toutefois qu'il existe « une très forte probabilité » que le territoire de la communauté autonome accueille un champ de tir « du fait de sa position géographique et stratégique ».
Ainsi le 20 juillet suivant, le Conseil des ministres déclare un autre domaine de Ciudad Real, près du village d'Anchuras, zone d'intérêt de la Défense afin d'y installer un polygone de tir pour les avions militaires. Refusant de se prononcer sur la proximité de la zone avec la centrale nucléaire de Valdecaballeros, le président de Castille-La Manche ne semble pas s'opposer au projet, son gouvernement affirmant que « la protection de la nature doit être compatible avec la défense de l'Espagne » et que le nouveau site ne présente pas de particularités écologiques exceptionnelles. Cette posture est vertement critiquée par les partis d'opposition, le Centre démocratique et social (CDS) estimant que « [Bono] est ridiculisé » et « a le devoir moral de s'y opposer », tandis que la Démocratie chrétienne (DC) présente les actes des gouvernements de la Nation et de la communauté autonome comme « une véritable fraude, car ce qui se réfère à Cabañeros n'était qu'une opération de communication ». Le projet sera finalement abandonné huit ans plus tard, en septembre 1996, par le gouvernement de José María Aznar.

### Transfert des eaux du Tage

#### Critique du principe

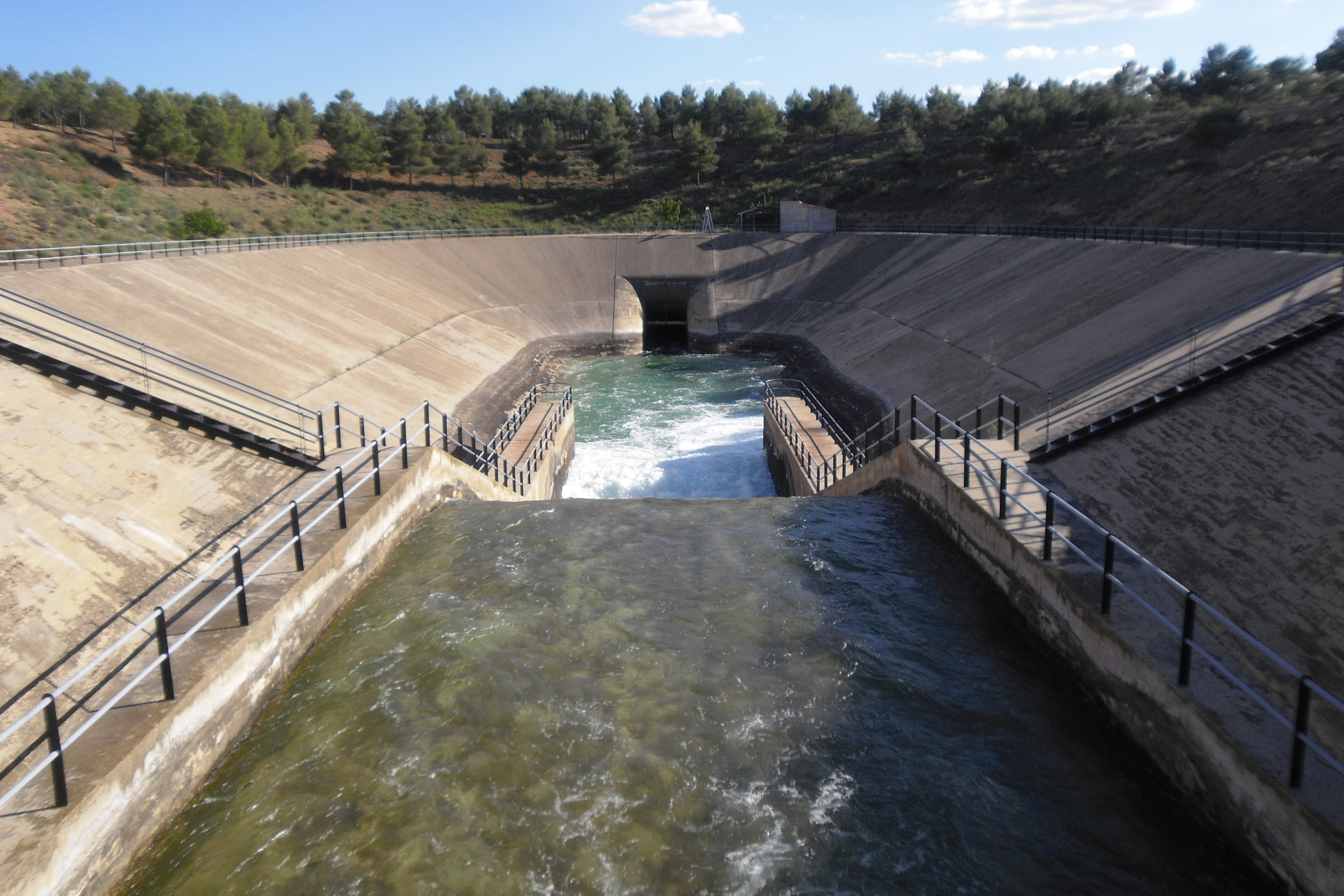
À peine entré en fonction, Bono critique le transfert des eaux du Tage vers le Segura, pour irriguer Murcie et Valence.

Il est reçu le 29 juillet 1983 au siège du ministère des Travaux publics par le ministre Julián Campo — aux côtés du président de la Junte d'Estrémadure Juan Carlos Rodríguez Ibarra, du président de la région de Murcie Andrés Hernández Ros et du vice-président de la Généralité valencienne Felipe Guardiola — afin d'évoquer les problèmes liés au transfert des eaux du Tage vers le Segura (Trasvase Tajo-Segura). La réunion est réclamée par Bono et Rodríguez Ibarra alors qu'une nouvelle loi régulant le transfert est en cours de préparation. Le président de la Junte des communautés souligne notamment la grave situation de sécheresse que connaît son territoire et que le cadre législatif actuel cause de graves préjudices à la Castille-La Manche, tout en saluant que le ministre se soit engagé à ce qu'il n'y ait plus de nouveau prélèvement pour l'année 1983, 80 millions de mètres cubes ayant déjà été transférés.
Plus de deux mois après cet entretien, José Bono révèle publiquement le 8 octobre avoir introduit devant le ministre un recours contre l'utilisation faite en Murcie des eaux transférées depuis le Tage. Selon lui, cet usage « n'est pas conforme à la loi, car l'eau qui nous est maintenant réclamée pour boire a été gaspillée dans l'irrigation agricole ». Il précise que, de son côté, les limites de confiance avec le ministère et le gouvernement murcien sont largement dépassées. En novembre 1985, les gouvernements national et régional passent un accord prévoyant 17 milliards de pesetas de compensation pour les prélèvements hydriques, sous forme d'investissements dans le génie hydraulique et sanitaire, jusqu'en 1989.

#### Guerre de l'eau de 1994

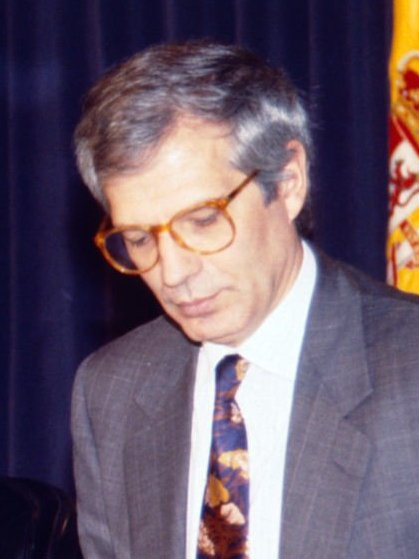
La médiation du ministre des Travaux publics Josep Borrell ne peut empêcher la guerre de l'eau entre socialistes en 1994.

José Bono relance la polémique sur le trasvase en juillet 1994, en réaction à la cession envisagée de 60 millions de mètres cubes à la région de Murcie pour l'aider à faire face à une sécheresse terrible ayant coûté 60 milliards de pesetas au secteur agricole. Selon lui, « si ce prélèvement est approuvé, alors il sera établi que la philosophie du plan hydrologique national, qui était présenté comme un plan solidaire, est vide ». Dénonçant « un outrage au droit » si le Conseil des ministres validait le transfert, il affirme que sa position n'est dirigée contre aucun territoire et qu'elle ne relève pas de l'intransigeance. Il participe le 18 juillet à une tentative de médiation avec la présidente murcienne María Antonia Martínez et le président valencien Joan Lerma, menée par le ministère des Travaux publics, des Transports et de l'Environnement Josep Borrell, qui se solde par un échec. Tandis que Joan Lerma reconnaît que la situation est difficile pour leurs deux communautés autonomes, José Bono réitère son opposition à tout transfert en arguant qu'il met en danger l'approvisionnement en eau des habitants du bassin du Tage, une analyse remise en cause par María Antonia Martínez.
Le Conseil des ministres du 22 juillet valide le transfert de 55 millions de mètres cubes depuis le Tage vers le Segura, soit cinq de moins qu'envisagés et vingt-cinq de moins que souhaités par les agriculteurs de Murcie et Valence. José Bono, qui perd ainsi la « guerre de l'eau » après avoir fait appel sans succès au président du gouvernement Felipe González, évoque une décision « illicite, injuste et insolidaire et irresponsable », exprimant sa volonté de déposer un recours en justice. Selon lui, « l'eau qui manque dans le sud ne doit pas provenir de Castille-La Manche, où nous avons le droit de boire comme l'a dit Borrell, mais aussi d'irriguer et de nous développer ». Réuni le même jour, le comité fédéral du PSOE est le théâtre d'échanges sur ce sujet lorsque plusieurs dirigeants dénoncent que ce conflit a remis en cause le statut du parti comme structurant la société, sans jamais citer le dirigeant régional. Deux jours plus tôt, Borrell avait affirmé que l'intransigeance exprimée par le président de Castille-La Manche ne facilitait pas la résolution du conflit.
À la fin du mois, il adresse 20 000 courriers aux associations, institutions et maires de Castille-La Manche pour rappeler son opposition aux prélèvements des eaux du Tage et que le gouvernement espagnol a admis l'absence d'excédent hydrique alors qu'il approuvait le transfert. Son recours auprès du Tribunal suprême de suspendre la décision du Conseil des ministres est rejeté le 28 septembre. Outre le fait que le transfert ait déjà été exécuté, les magistrats soulignent que l'exécutif régional n'a pas apporté de preuves précises des dommages et préjudices subis, à l'inverse de l'État qui chiffrait à 407 milliards de pesetas le risque de perte économique pour les provinces de Murcie, d'Almería et d'Alicante.

#### Opposition constante par la suite
Il apporte son soutien le 23 février 1995 à une proposition de loi de communauté autonome — adoptée à l'unanimité par les Cortes de Castille-La Manche — prévoyant de limiter à 250 millions de mètres cubes par an la quantité d'eau transférée du Tage vers le Segura et fixant à 420 millions de mètres cubes le niveau minimum des réservoirs d'Entrepeñas et de Buendía, ce qui correspondrait à une baisse des transferts de 100 millions de mètres cubes par rapport à la moyenne annuelle. Pour Joan Lerma, il s'agit simplement d'une expression de la volonté des pouvoirs publics de Castille-La Manche car « les transferts des eaux n'entrent pas dans les compétences des communautés autonomes ».
À peine six semaines plus tard, le Tribunal supérieur de justice (TSJCM) rejette le 4 avril un recours déposé en 1992 par le gouvernement territorial contre un transfert de 10 millions de mètres cubes, arguant que la commission d'exploitation est compétente pour ordonner des transferts, que celui-ci n'a pas remis en cause les besoins propres au bassin du Tage et que garantir l'approvisionnement des populations du bassin de Segura représente une finalité prioritaire liée à un intérêt public. José Bono indique le surlendemain qu'il compte faire appel de cet arrêt devant le Tribunal suprême car il défend « le principe que l'eau ne peut être transférée ailleurs quand elle est nécessaire là où elle se trouve ».
Il prend la tête, le 11 mai 1995, d'une manifestation organisée à Aranjuez autour de 90 maires de Castille-La Manche et de la communauté de Madrid pour la défense du Tage. Selon lui, « l'eau ne trace pas seulement des frontières entre les territoires, car elle constitue un véhicule de solidarité qui les rassemble ». Il explique que « ce rassemblement ne doit pas être vu comme une alliance contre les autres régions » et appelle les Valenciens et les Murciens à la compréhension car « s'il faut être solidaires, cela ne doit pas amener à faire chuter Don Quichotte de son cheval pour le mettre sur un chameau ». Il demande un mois plus tard que soit convoquée la commission permanente sur la sécheresse de la confédération hydrographique du Tage, pour que soit étudiée la demande d'un transfert de 55 millions de mètres cubes formulée deux semaines plus tôt par le syndicat des irrigateurs de Murcie,.
Dans un rapport adopté le 23 juin suivant par le Conseil de gouvernement, l'exécutif de Castille-La Manche s'oppose à ce nouveau transfert « pour des raisons juridiques et politiques », et qualifie à cette occasion l'aqueduc qui relie le Tage et le Segura « d'échec historique ». L'infrastructure, « gérée et réalisée par une dictature », a été confirmée par le régime démocratique « sans conviction et sous un voile de silences et d'omissions empêchant l'opinion publique de faire valoir son expérience » selon ce même document. Lors d'une session parlementaire tenue un mois plus tard, le 25 juillet 1995, les Cortes de Castille-La Manche expriment à l'unanimité leur refus de ce transfert de 55 millions de mètres cubes, jugé « illégal et irresponsable », mais l'exécutif national l'approuve au début du mois d'août. José Bono reçoit alors le soutien des députés territoriaux, tout en s'attirant la critique du porte-parole parlementaire du Parti populaire, Gonzalo Payo, qui considère que l'opposition entre le président de la communauté autonome et le ministre des Travaux publics « constitue une guerre arrangée pour des raisons électoralistes » et appelle à « des mesures actives pour que l'eau ne sorte pas du territoire régional »,.

#### Apaisement

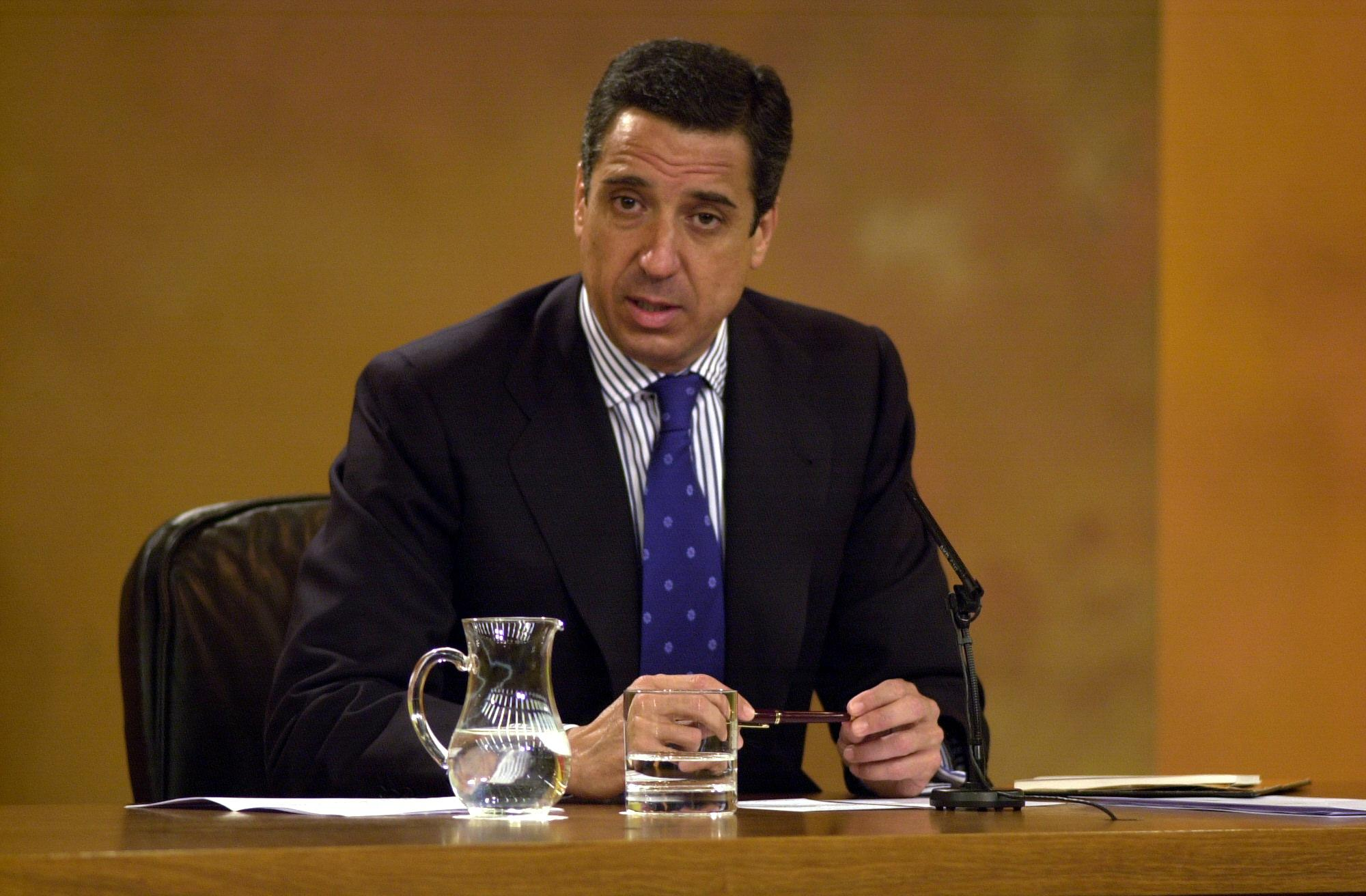
Bono s'accorde en 1997 avec Eduardo Zaplana sur la gestion des eaux du Júcar.

Le 30 juillet 1997, Bono parvient à un accord avec le président de la Généralité valencienne Eduardo Zaplana et la ministre de l'Environnement Isabel Tocino concernant le plan hydrologique du Júcar. Le porte-parole du gouvernement de Castille-La Manche Máximo Díaz-Cano indique que « s'il y a eu accord, c'est parce que les demandes de la Castille-La Manche ont été satisfaites », notamment celle de permettre l'irrigation de 50 000 hectares dans les secteurs de la Manchuela (es) et du canal d'Albacete. Signé le lendemain à Madrid par la ministre et les deux dirigeants territoriaux, le texte prévoit qu'un quart des eaux du Júcar serviront à irriguer La Manche. Jusqu'ici, les ressources du fleuve étaient exclusivement utilisées par la province de Valence dans la mesure où il n'y avait pas de demandes spécifiques dans la zone où le cours d'eau prend sa source, une situation devenue obsolète avec le développement des zones d'habitation et d'agriculture dans les provinces d'Albacete et de Cuenca.
Lors d'un déplacement à Valence le 21 octobre 2000, José Bono affirme qu'il soutiendra le futur Plan hydrologique national (PHN) s'il respecte les accords signés avec les coopératives d'irrigation agricole de Castille-La Manche. Expliquant que pour lui les intérêts de sa région priment, il rappelle que « la Castille-La Manche est la seule communauté autonome qui cède de l'eau à d'autres », que le gouvernement de l'État a ratifié les accords conclus au sujet des fleuves Júcar, Tage, Segura et Guadiana et indique qu'il ne s'oppose pas au PHN « parce que c'est le Parti populaire qui le propose » mais car « on cherche à l'imposer sans consensus ».

#### Nouvelles critiques et confrontations avec Valence

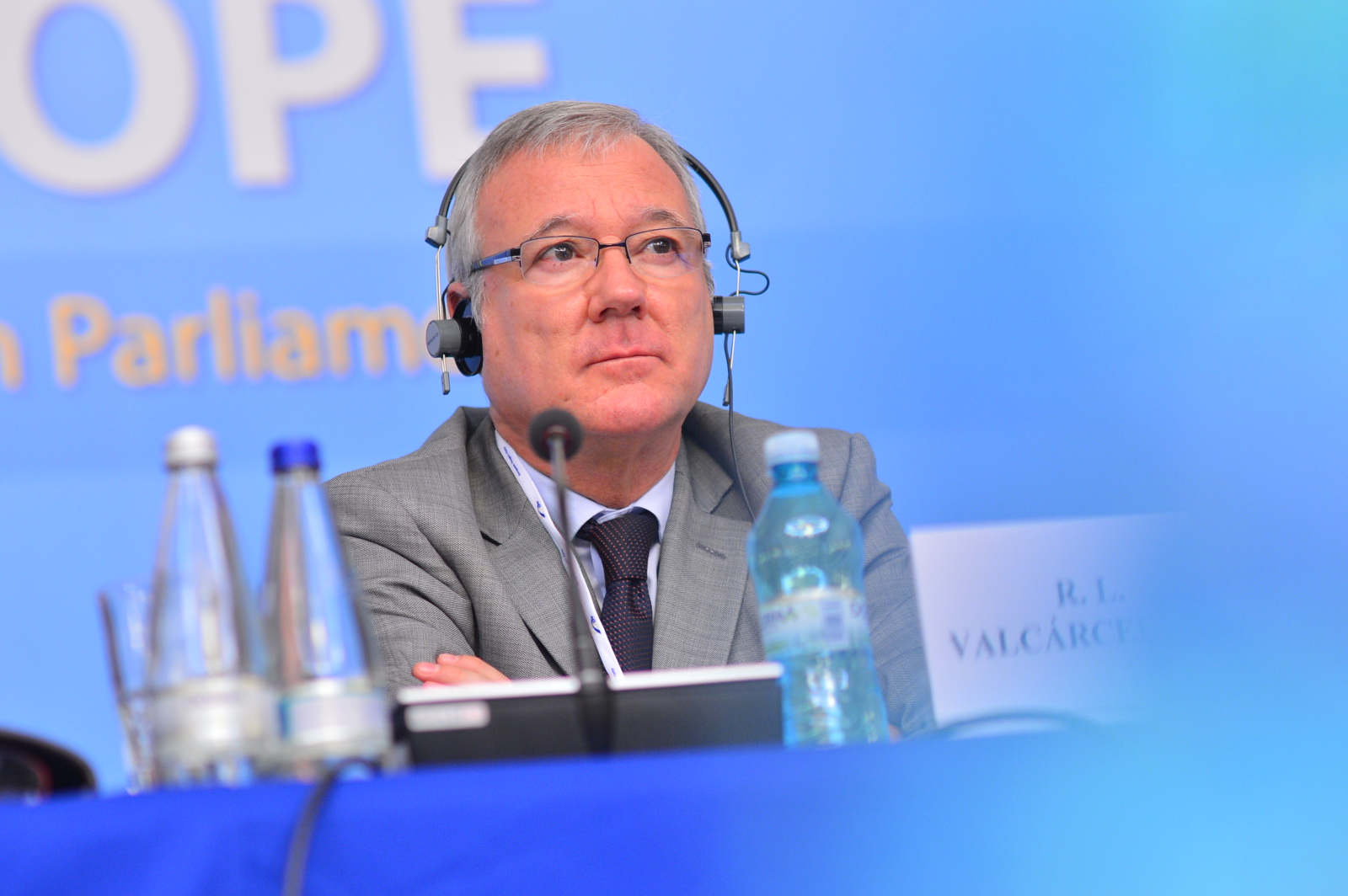
Ramón Luis Valcárcel qualifie Bono de démagogue et affirme les droits inaliénables de Valence et Murcie au sujet de l'eau.

Le 20 août 2002, les Cortes — réunis en séance extraordinaire à la demande de José Bono — font connaître leur opposition au transfert de 84,5 millions de mètres cubes d'eau réalisé le 30 juillet précédent, le président de la Junte des communautés accusant le président du gouvernement espagnol de ne pas appliquer convenablement le PHN. Le président de la Généralité valencienne José Luis Olivas et le président de la région de Murcie Ramón Luis Valcárcel, qui se réunissent trois jours plus tard à Torrevieja pour leur rencontre estivale habituelle, dénoncent la posture du président de la Junte des communautés de Castille-La Manche : pour Valcárcel, « Bono n'est qu'un démagogue déloyal envers l'État [et] un expert pour, en période pré-électorale, monter sur le mat de cocagne électoral avec la question de l'eau en bandoulière », soulignant que les régions réceptrices « feront valoir leurs droits inaliénables » ; selon Olivas, « le transfert est parfaitement légal et les eaux sont vitales pour la survie des agriculteurs » et « la posture de Bono correspond à son serpent de mer de l'été ».
José Bono réclame le 5 février 2003 la suspension d'un nouveau transfert d'eaux entre le Júcar et le Vinalopó au ministère de l'Environnement, exigeant que des travaux de consolidation des systèmes d'irrigation agricole soient menés au préalable dans la province d'Albacete, comme le PHN le prévoit. Le ministère rétorque que ces travaux, approuvés en 1998 par consensus, sont déjà en cours et que le transfert des eaux vers le Vinalopó n'est pas encore programmé. Cinq mois plus tard, alors qu'il assiste à l'assermentation du président de la Députation générale d'Aragon Marcelino Iglesias, José Bono affirme que « la Castille-La Manche est la seule communauté autonome qui supporte un transfert quantitativement important, qui transporte les eaux depuis la source du Tage jusqu'au Levant », quelques heures après qu'Iglesias a rappelé sa ferme opposition au transfert des eaux de l'Èbre.
Lorsqu'il accueille à Tolède le secrétaire général du Parti socialiste du Pays valencien-PSOE Joan Ignasi Pla le 23 octobre, il affirme que si les Valenciens manquent d'eau, c'est à cause de la gestion du Parti populaire, au pouvoir depuis huit ans : « Ces carences sont les leurs, ils sont les héritiers d'eux-mêmes et le manque d'eau ne peut être reproché à Don Pelayo, à Manuel Azaña, à Joan Ignasi Pla, mais bien à ceux qui gouvernent ». Il s'entretient trois semaines plus tard avec le président de la Généralité valencienne Francisco Camps et tous les deux soulignent leur parfaite convergence de vue sur la politique hydrologique.

### Déclaration de Mérida
L'été 1998 est marqué en Espagne par une résurgence des nationalismes périphériques : le 17 juillet, Convergence et Union (CiU), le Parti nationaliste basque (EAJ/PNV) et le Bloc nationaliste galicien (BNG) signent la « Déclaration de Barcelone (es) » (Declaración de Barcelona) par laquelle ils réclament « une nouvelle culture politique », « l'organisation d'un État plurinational » et « la reconnaissance juridique et politique » des « réalités nationales » que forment la Catalogne, le Pays basque et la Galice. Un mois plus tard, l'EAJ/PNV souscrit avec Herri Batasuna (HB), Eusko Alkartasuna, la Gauche unie (IU) et 19 autres organisations la « Déclaration de Lizarra » (Declaración de Lizarra), qui appelle à une trêve permanente d'ETA en échange d'un dialogue sans limite. L'organisation terroriste annonce d'ailleurs le 16 septembre un « cessez-le-feu total et illimité ».

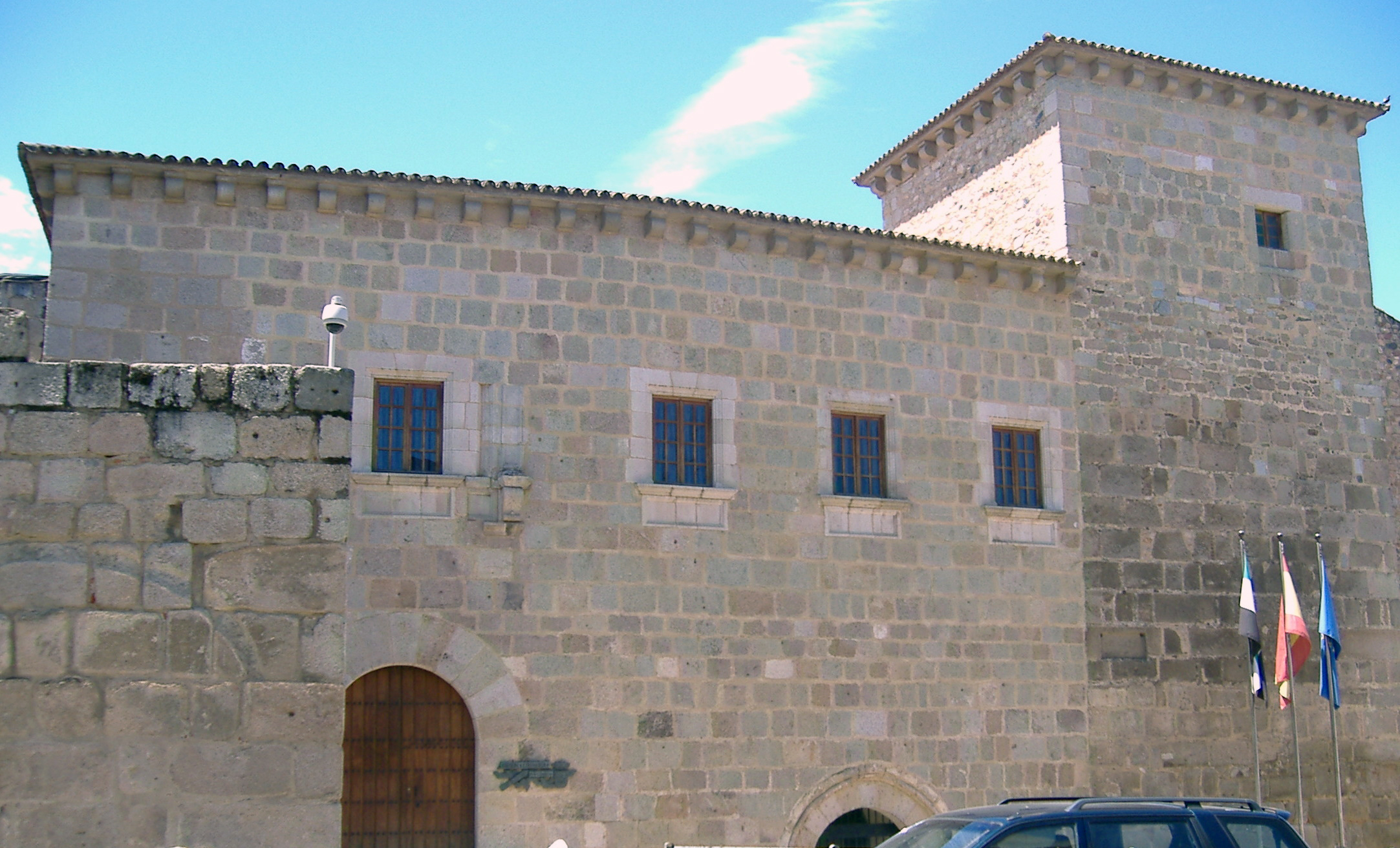
Les trois barons du PSOE signent à la présidence de l'Estrémadure à Mérida une déclaration défendant l'unité de l'Espagne.

José Bono, Manuel Chaves et Juan Carlos Rodríguez Ibarra décident le 3 octobre de se réunir trois jours plus tard à Mérida, capitale de l'Estrémadure, pour échanger sur « la situation créée par la trêve d'ETA », sans avoir l'intention de « créer un front commun » ou « interférer » avec les discussions menées par les partis au niveau national, tout en faisant part de leur surprise quant « l'opportunisme de ceux qui profitent de ce cessez-le-feu pour remettre en question l'unité du pays ».
Rassemblés le 6 octobre au Conventual Santiaguista, siège de la présidence estrémègne, les trois barons du Parti socialiste signent la « Déclaration de Mérida » (Declaración de Mérida) par laquelle ils affirment qu'il n'existe aucun droit « antérieur comme postérieur » à la Constitution de 1978 « qui puisse être invoqué pour justifier des privilèges pour certains territoires ». Ils réfutent que leur texte constitue une réponse aux déclarations catalane et basque, qu'il ne constitue « un front contre personne » et qu'ils le signent au nom de leurs communautés autonomes et non en celui du PSOE. José Bono indique d'ailleurs que la Déclaration a été envoyée aux autres présidents de territoires dans un geste « de courtoisie, d'éducation et de déférence », ajoutant qu'ils avaient discuté avec le président de la Junte de Castille-et-León Juan José Lucas et le président de la Junte de Galice Manuel Fraga mais sans préciser s'ils cherchent d'autres signatures.

### Affaire du lin

#### Apparition de la polémique

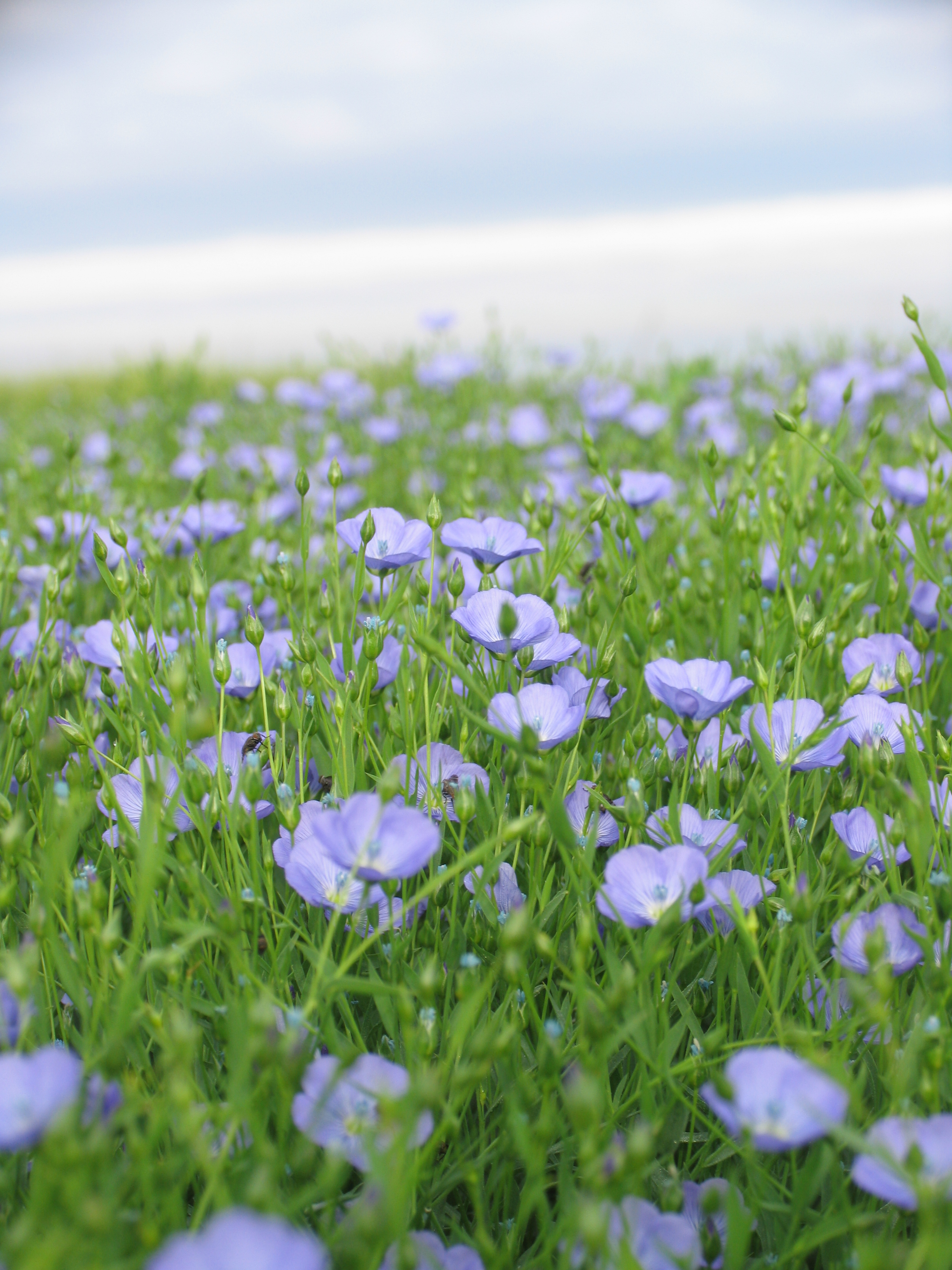
La forte augmentation de la culture du lin crée des suspicions de fraude aux aides européennes.

À la fin du mois d'avril 1999, le gouvernement de Castille-La Manche annonce qu'il suspend le versement de plus de quatre milliards de pesetas d'aides européennes au secteur de la culture du lin. Une toute petite partie de cette somme devait d'ailleurs revenir à des proches de l'ancien directeur du Fonds espagnol de garantie agraire Nicolás López de Coca et au délégué du gouvernement dans la communauté autonome, Carlos Moro. La très forte augmentation des surfaces cultivées, associée à plusieurs incendies agricoles ayant dégagé de nouveaux terrains cultivables, pousse la Commission européenne à demander une enquête du ministère de l'Agriculture pour détecter d'éventuelles fraudes. Le secrétaire général du PSOE Joaquín Almunia évoque alors « un réseau mafieux qui chasse les aides communautaires »,.
Après que Joaquín Almunia a dénoncé la responsabilité de Loyola de Palacio, ancienne ministre de l'Agriculture et tête de liste du Parti populaire aux élections européennes, José Bono met en cause le 17 mai « l'existence d'un groupe de hauts fonctionnaires nommés par Loyola de Palacio, qui se sont eux-mêmes favorisés ». Il s'interroge ensuite sur les raisons qui ont mené à un certain nombre de démissions dans la haute administration du ministère, dans la mesure où le nouveau ministre de l'Agriculture, Jesús Posada, a qualifié l'obtention de subventions européennes par certains de ses agents de « pas seulement légal[e], mais aussi éthique ». Au sujet des incendies d'entrepôts de lin, il rappelle qu'il faut « enquêter dessus, mais si cette enquête est menée par le délégué du gouvernement Carlos Moro, il faut y faire très attention car son lin aussi a brûlé ». Des propos critiqués par Carlos Moro, qui accuse le président de la Junte des communautés de mettre en doute « le professionnalisme et l'indépendance » de la Garde civile, chargée de l'enquête. Trois jours plus tard, le Parti populaire publie une liste d'une douzaine de hauts fonctionnaires de Castille-La Manche qui se seraient attribués (ou l'aurait fait pour leurs familles) des aides agricoles européennes, sans préciser les montants obtenus ou les dates des concessions.

#### Reproches croisés entre le PP et le PSOE

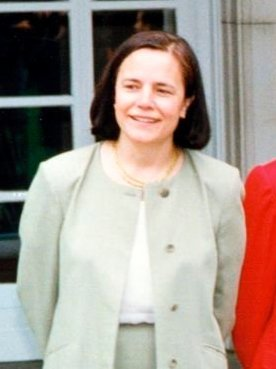
Bono et le PSOE mettent nommément en cause l'ancienne ministre Loyola de Palacio.

Le 21 mai 1999, Loyola de Palacio appelle lors d'une conférence de presse improvisée son parti à soutenir la demande de commission d'enquête parlementaire sur les subventions à la culture du lin, réclamée par l'opposition et les partis nationalistes au Congrès des députés. À cette occasion, elle met en cause nommément José Bono, rappelant que la distribution des aides européennes dépend des communautés autonomes, l'accusant de « mettre des étiquettes et discriminer selon les partis » et soulignant que « Bono est le responsable des aides au lin, ou à n'importe quel autre secteur ». Le dirigeant socialiste lui réplique trois jours plus tard : « Non seulement, j'assisterai à la commission, mais en plus je le ferai avec grand plaisir le jour où je serais convoqué », réclamant que les travaux de la commission soient publics et ouverts à la presse. Il se dit ainsi prêt à collaborer pour découvrir les noms des fraudeurs, jugeant que « une demi-douzaine de chasseurs de primes ne doivent pas jeter par terre le travail, l'effort et le prestige de nos agriculteurs ».
Le Congrès décide le 25 mai, sur proposition du PP et des partis nationalistes, de reporter le début des travaux de la commission d'enquête après les élections européennes du 13 juin, au motif que la comparution de Loyola de Palacio ou José Bono pourrait fausser la campagne électorale en cours et l'objectif poursuivi par la commission. Au cours de la séance parlementaire, le porte-parole de Gauche unie (IU) pour l'agriculture, José Luis Centella, qualifie tant l'ancienne ministre que le président de la Junte des communautés de « suspicieux ». Si le secrétaire d'État aux Relations avec les Cortes José María Michavila affirme de son côté que « Bono a beaucoup de choses à éclaircir », le porte-parole parlementaire du PP, Luis de Grandes, se fait le plus virulent : « Voyons qui est derrière les entreprises qui ont été subventionnées et contrôlées par les communautés autonomes. Et nous verrons si un quelconque président, qui attendait la campagne électorale pour inaugurer une de ces entreprises comme symbole de sa politique de subvention, ose toujours l'inaugurer ». Pour le porte-parole de la direction du PSOE, Alfredo Pérez Rubalcaba, la commission devra prouver « la participation de Loyola de Palacio à cette intrigue mafieuse du lin ».

#### Officiellement, une polémique menée par José Bono

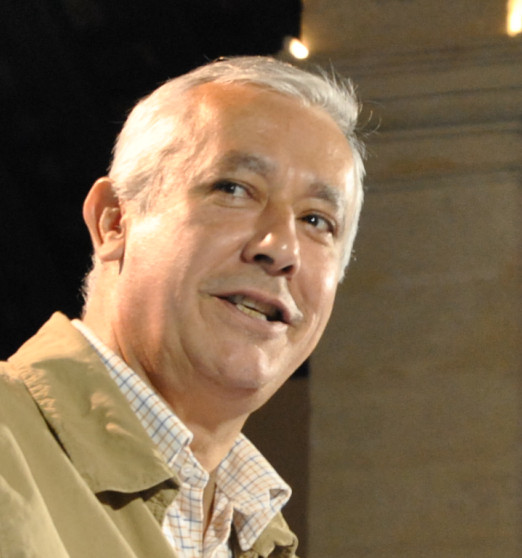
Javier Arenas accuse Bono d'avoir monté l'affaire du lin pour porter préjudice au délégué du gouvernement en Castille-La Manche.

José Bono est nommément mis en cause le 6 juin 1999 par le secrétaire général du Parti populaire, Javier Arenas, qui reprend à son compte les déclarations d'un fonctionnaire de Castille-La Manche quelques heures plus tôt. Selon ce dernier, les critères d'inspection de la culture du lin ont été mis à jour en août 1998 afin de pouvoir contrôler les cultures de Carlos Moro, délégué du gouvernement dans la communauté autonome. Le porte-parole de la direction du PP, Rafael Hernando, rappelle qu'à cette époque précisément, le nom de Moro était cité comme chef de file du parti aux élections régionales du 13 juin 1999, donc en tant que rival de José Bono. Tant Javier Arenas que Rafael Hernando accusent le président de la Junte d'avoir utilisé des fonds publics pour lancer une « partie de chasse politique ». Le conseiller à l'Agriculture Alejandro Alonso rétorque que cette attaque ne tient pas, puisqu'elle sous-entend que les autorités territoriales auraient « trop inspecté », ce qui serait contradictoire avec la ligne du PP qui affirmait jusqu'alors que le gouvernement de la communauté autonome n'avaient pas suffisamment contrôlé le versement de subvention. Il en profite pour s'en prendre à Moro, qu'il qualifie de « chasseur de primes » ayant dédié les 200 hectares de terrain agricole qu'il possède à la seule culture du lin, recevant ainsi 82 millions de pesetas en subventions publiques.
Le lendemain, le porte-parole parlementaire du PP, Luis de Grandes, présente à la presse un rapport de 115 pages intitulé « Les mensonges de Bono sur la culture du lin mettent le feu à la campagne et mettent en danger les aides de la PAC ». Ce document, principalement composé de lois, décrets, normes et règles déjà publics, affirme sans le prouver que certains entrepreneurs proches du PSOE ont touché des subventions liées à la culture du lin alors qu'ils possèdent simplement des entreprises de transformation. Alejandro Alonso dément ces affirmations, qui sont publiées alors que de nouveaux hauts fonctionnaires du ministère de l'Agriculture sont mis en cause, expliquant que l'un n'a rien reçu à ce titre et que l'autre a touché des aides pour 20 hectares sur un total de 1 000. De même, il nie qu'un ancien fonctionnaire de la Junte des communautés ait pu toucher des subventions quand il était en fonction, puisqu'il était en disponibilité depuis six ans au moment de la perception de l'argent public. José Bono est une nouvelle fois mis en cause par Loyola de Palacio le 29 juillet, juste avant qu'elle ne soit auditionnée par les députés. Attribuant la polémique au « style particulier de faire de la politique » des socialistes, elle juge que les accusations portées contre elles sont « un montage » et « un mensonge » portés par le président de la Junte des communautés et son conseiller à l'Agriculture.

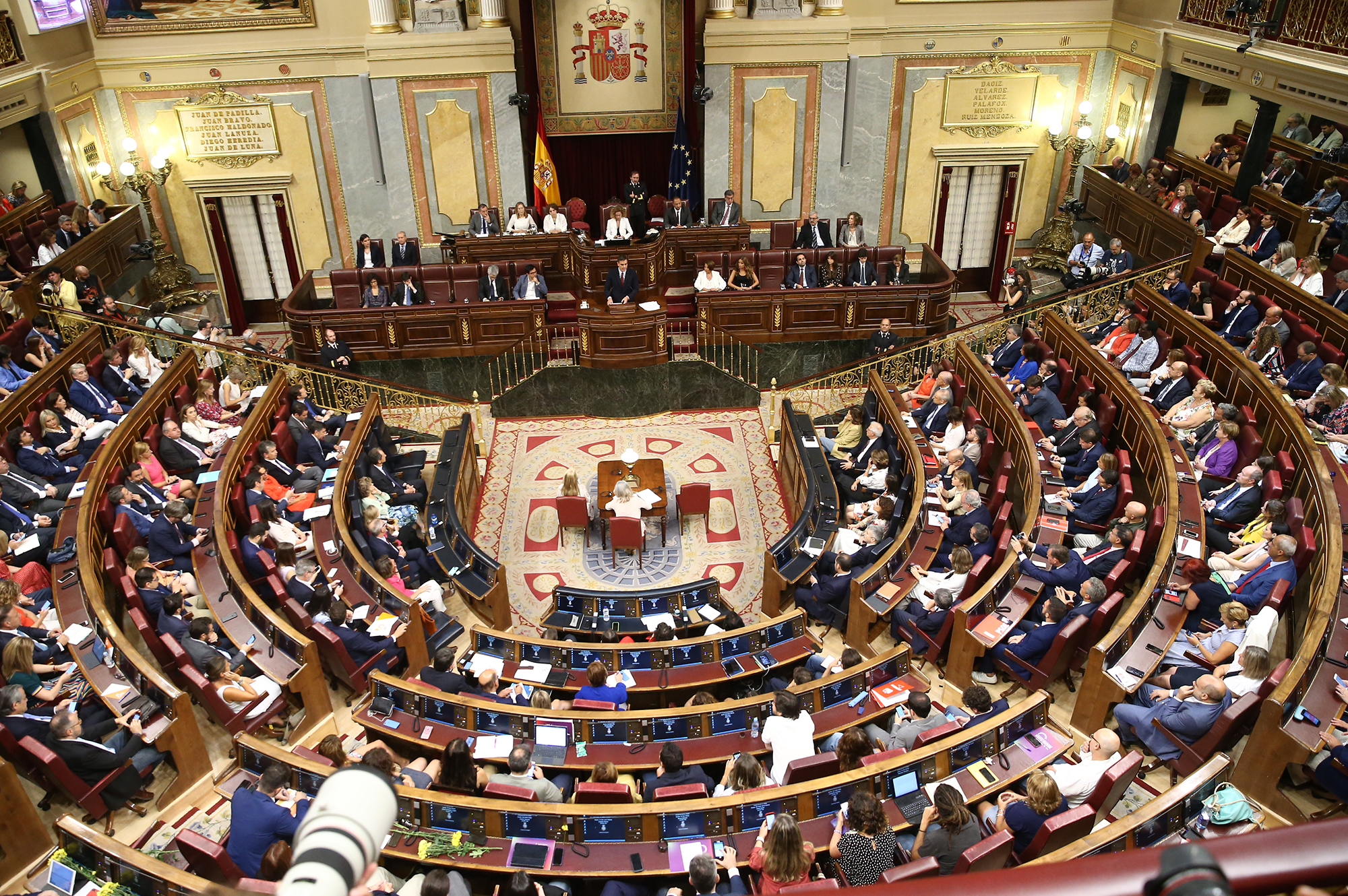
La commission d'enquête du Congrès des députés conclut que l'affaire du lin est une polémique électoraliste montée par José Bono.

La commission d'enquête rend ses conclusions le 17 août 1999. Le rapport, soutenu par le Parti populaire, Convergence et Union et la Coalition canarienne, et rejeté par le Parti socialiste, la Gauche unie et le Parti nationaliste basque, établit qu'il n'a jamais existé de groupe de hauts fonctionnaires chargé de récupérer les subventions communautaires, que l'ancienne ministre Loyola de Palacio n'est responsable de rien, et que la polémique relève d'un montage électoraliste inventé par José Bono. À la demande des nationalistes catalans, le parti au pouvoir accepte que la commission demande le lancement d'une enquête de l'Inspection générale de l'administration sur la compatibilité entre la charge de Carlos Moro et sa profession d'entrepreneur agricole. Le président de la Junte des communautés réagit en dénonçant que « le PP voulait que le Parlement se réunisse en août, après avoir tenu des séances marathon jusqu'à 2 heures du matin en juillet, afin de tirer d'affaire Mme Loyola de Palacio, pour qu'elle puisse être commissaire européenne sans problème » et affirme que ce rapport « dégrade le Parlement dans son ensemble ». Pour lui, il est incontestable que de hauts fonctionnaires du PP, payés par le ministère de l'Agriculture, et leurs proches ont semé du lin, créé des entreprises de transformation pour justifier leur production, touché des aides communautaires, et quand une enquête allait être lancée pour vérifier la régularité des subventions, le lin brûlait mystérieusement.

### Lutte contre les violences faites aux femmes

#### Publication des noms des agresseurs

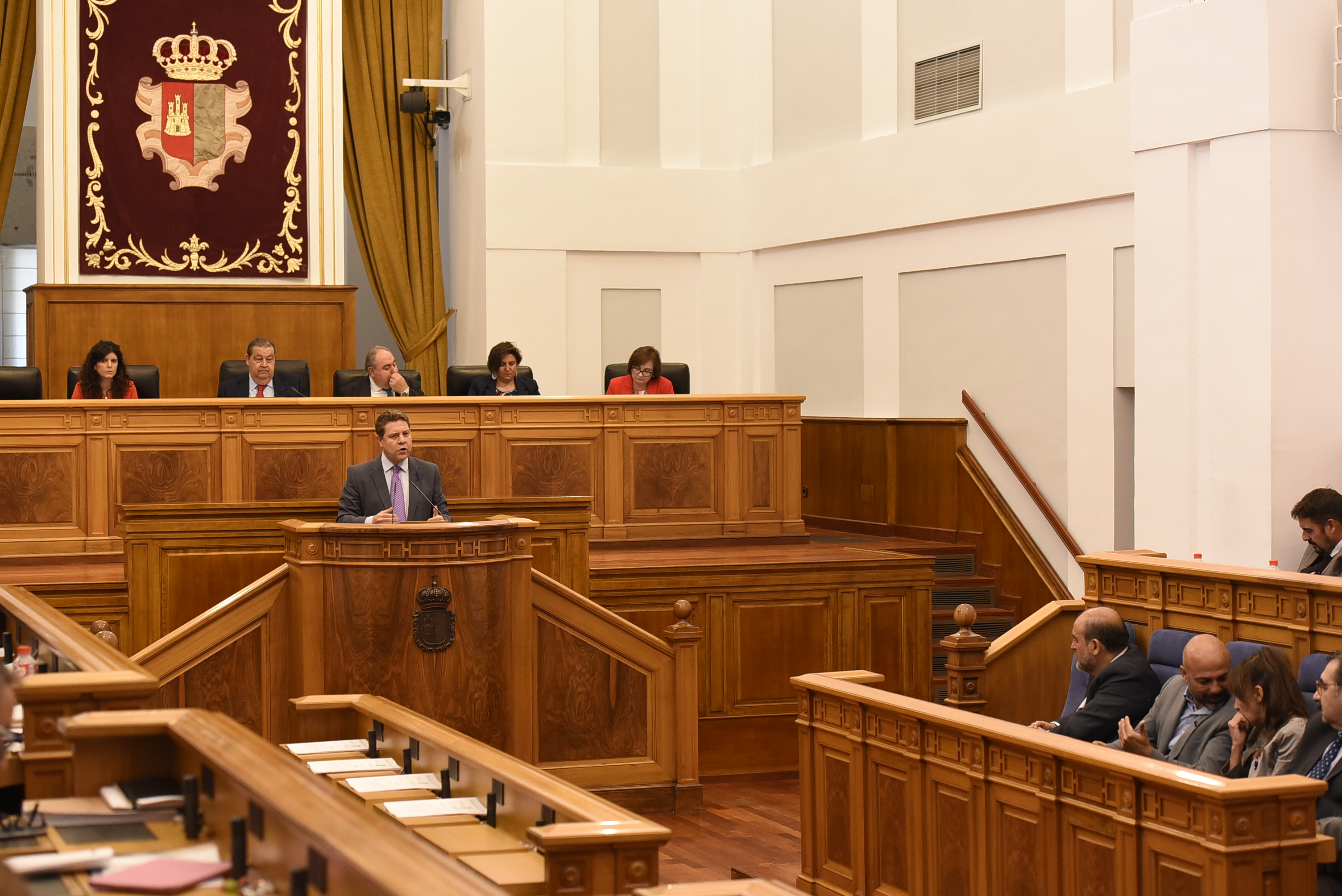
Bono annonce devant les Cortes de Castille-La Manche son intention de publier les noms des hommes condamnés pour violences contre les femmes.

Lors du débat sur l'état de la Région aux Cortes de Castille-La Manche le 10 octobre 2000, José Bono surprend les parlementaires en proposant de rendre publics les noms des hommes coupables de violences envers les femmes. Cette publication ne pourrait se faire sans l'accord explicite de la femme concernée, et uniquement en cas de condamnation définitive. Reconnaissant qu'il s'agit là d'une « mesure conflictuelle et difficile » qui devra respecter le cadre de la Constitution, il explique vouloir que les hommes violents « soient couverts de honte dans leur entourage pour leur comportement misérable qu'ils cachent le plus souvent ». Il ajoute que le gouvernement se portera systématiquement partie civile dans les cas de violences faites aux femmes et précise que la Castille-La Manche est la communauté autonome avec le plus faible taux de retrait des plaintes pour violences conjugales, notamment grâce au réseau gratuit d'écoute et de conseil aux victimes de mauvais traitements. Le porte-parole parlementaire du Parti populaire Miguel Ángel Montserrat se dit prêt à soutenir toute mesure permettant de lutter contre les violences « tant qu'elle est constitutionnelle » et considère qu'il est préférable d'instaurer des mesures préventives plutôt que des « punitions sociales ».
La mesure est rapidement critiquée dans les cercles juridiques et judiciaires. Le directeur de l'Agence espagnole de protection des données (AEPD) considère une telle publication illégale et doute même de la compétences des communautés autonomes à créer un fichier des condamnations judiciaires. Le cas échéant, les données recueillies ne pourraient pas être publiées sur Internet ou dans la presse. Le porte-parole de l'Association professionnelle de la magistrature, de tendance conservatrice, estime que cette proposition est contreproductive, relève d'un « bruit de fond démagogique » et souligne que les fichiers des données personnelles doivent rester confidentiels. La porte-parole des Juges pour la démocratie, progressiste, affirme que « on ne peut pas créer de liste des condamnés » et la publier, notamment car cela contrevient au principe de réhabilitation. Les porte-paroles de l'Association de juges et magistrats Francisco de Vitoria (AJFV) et de l'Union progressiste des procureurs (UPF) expriment des opinions similaires. À l'inverse, il reçoit le soutien de nombreuses associations de lutte contre les violences faites aux femmes, qui estime que son projet inspiré par la politique menée en Suède est meilleur que la stratégie espagnole qui repose uniquement sur la nécessité d'un dépôt de plainte.
Le projet crée également des remous au sein de la classe politique. La secrétaire à l'Égalité de la commission exécutive fédérale du PSOE Micaela Navarro considère que les violences contre les femmes sont un sujet si complexe que toutes les solutions sont importantes, donc qu'« on ne peut pas juger l’intérêt d'une proposition prise séparément ». Pour la députée du Parti populaire María Jesús Sáinz, porte-parole à la commission conjointe pour l'Égalité et les Droits des femmes des Cortes Generales, il s'agit d'une mesure « démagogique et inefficace [qui contient] des problèmes juridiques incompatibles avec les exigences de l'État de droit ». Elle ajoute que « avec le cœur on peut proposer ce qu'on veut, mais qu'on exerce une responsabilité politique importante on ne peut pas faire de propositions sans rigueur et sans les adapter aux lois ». La députée de la Gauche unie Marisa Castro, porte-parole du parti pour les Droits des femmes, juge que la proposition « relève davantage du Far-West que de l'État de droit » et estime qu'il n'y a « aucune raison pour discriminer un collectif en particulier : pourquoi publier des listes d'agresseurs mais pas de fraudeurs fiscaux ? ».

#### Première loi espagnole contre les violences de genre
José Bono affirme deux jours après son annonce que les services juridique de la Junte des communautés de Castille-La Manche considèrent que sa proposition est conforme aux règles constitutionnelles, et appelle à l'abrogation de toute loi qui empêcherait son initiative d'entrer en vigueur. Eu égard au débat juridique, il considère que « ce qui devrait générer scandale et préoccupation sociale, c'est qu'il y ait 500 000 dénonciations de mauvais traitements par an ». Le même jour, le conseiller au Bien-être social, Tomás Mañas, annonce que les autorités de Castille-La Manche sont prêtes à solliciter l'avis du Tribunal constitutionnel, mais ce dernier rappelle qu'il n'existe pas dans la Constitution ou la loi organique régulant son fonctionnement de mécanisme de consultation préalable concernant la constitutionnalité d'un projet ou d'une proposition de loi.
Il annonce le 25 novembre 2000, à l'occasion de la Journée internationale pour l'élimination de la violence à l'égard des femmes, son intention de déposer un projet de loi qui prévoit la publication de la liste des agresseurs de femmes, une assistance gratuite aux femmes victimes de mauvais traitements, la constitution de partie civile du gouvernement de Castille-La Manche pour chaque procédure judiciaire concernant les violences faites aux femmes, et la sollicitation du Congrès des députés pour que le droit espagnol accorde un traitement fiscal favorable aux femmes au foyer. Le « projet de loi relatif à la prévention des mauvais traitements et à la protection des femmes maltraitées », qui comporte une vingtaine d'articles, est déposé aux Cortes en janvier 2001, et explicite dans son exposé des motifs que les violences faites aux femmes sont « une violation flageante des droits humains » nécessitant des politiques actives pour la combattre « avec toute la force et tous les instruments du système démocratique ».
Bien que le ministère des Administrations publiques ait écrit le 9 mai 2001 au gouvernement de Castille-La Manche pour l'informer d'un possible recours en inconstitutionnalité contre le texte, la loi est approuvée le 17 mai. Opposé à l'article prévoyant « la reproduction des condamnations pénales définitives pour violences contre les femmes avec l'accord de la victime », le Parti populaire refuse d'approuver le projet de loi, qui passe avec les seules voix du Parti socialiste. Première loi d'Espagne à traiter du sujet des violences contre les femmes, la norme impose l'assistance juridique gratuite pour les femmes, l'obligation de construire des centres d'accueil dans toutes les villes de 25 000 habitants et plus, un accès préférentiel au logement social et des aides publiques pour les entreprises recrutant des entreprises maltraitées. Dénonçant l'ingérence du gouvernement de José María Aznar, José Bono se dit satisfait d'avoir « suscité le débat » et que « en Castille-La Manche, les femmes maltraitées pourront franchir ce mur de ce que certains appellent l'intimité, même s'il y a des initimités qui tuent ».

## Dans l'appareil socialiste

### Cadre du PSOE de Castille-La Manche
À l'occasion du IIIe congrès du Parti socialiste de Castille-La Manche-PSOE (PSCM-PSOE), organisé à Tolède, il se présente au poste de secrétaire général, occupé jusqu'ici par Miguel Ángel Martínez. Élu avec 100 % des voix des délégués le 30 avril 1988, il nomme le vice-président des Cortes Javier Paulino président de la commission exécutive et désigne le conseiller à l'Économie du gouvernement autonome Juan Pedro Hernández Moltó au poste de vice-secrétaire général.
Il annonce le 30 novembre 1990 aux 186 délégués du IVe congrès, réuni à Tolède, qu'il ne souhaite pas postuler pour un second mandat. Il justifie sa décision par le devoir de « consacrer plus de temps aux citoyens de cette communauté autonome ». Deux jours plus tard, il est élu à la succession de Javier Paulino à la présidence honorifique de la commission exécutive régionale. Hernández Moltó, désormais député au Congrès, prend sa suite au secrétariat général.
Il abandonne le 27 juin 1997 la présidence honorifique du PSCM-PSOE au profit de Juan de Dios Izquierdo, niant que cette décision soit liée au retrait de Felipe González du secrétariat général fédéral. Il assure en effet que sa décision était prise depuis plusieurs semaines. Le poste de secrétaire général régional revient à son ami José María Barreda, président des Cortes et ancien vice-président du gouvernement de Castille-La Manche.
Il est à nouveau élu président de la commission exécutive régionale le 18 juillet 2004, quelques mois après son entrée au gouvernement et intègre ainsi la nouvelle équipe de Barreda, paritaire et renouvelée à 70 %. Bien qu'il soit tenté d'y renoncer au bout d'un mandat, il accepte finalement la proposition du secrétaire général de conserver la présidence honorifique du PSCM-PSOE lors du IXe congrès, le 13 juillet 2008. Choisi pour prendre la succession de Barreda le 25 février 2012, Emiliano García-Page désigne au lendemain de cette élection la députée Matilde Valentín pour le poste de présidente de l'exécutif régional du PSOE.

### Personnalité nationale

#### Élections de 1996

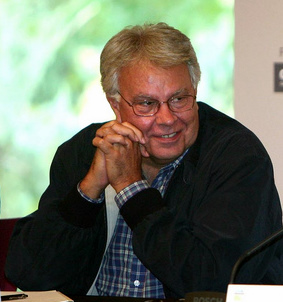
Bono fait pression sur Felipe González pour qu'il se représente aux élections de 1996.

José Bono fait savoir le 17 juillet 1995 que si Felipe González n'avait pas l'intention d'être chef de file des socialistes aux prochaines élections générales, cette responsabilité devrait être confiée au ministre des Travaux publics Josep Borrell. Il le qualifie ainsi de « personne la plus en capacité de présider le gouvernement d'Espagne », après s'être lui-même exclu de la course en affirmant ne pas être « dans une position de succession ». Malgré tout, il affirme « qu'il ne s'agit pas d'accélérer cette succession, mais bien de convaincre Felipe González » de se représenter.
Au mois de novembre suivant, il s'entend avec neuf autres dirigeants du parti très proches du secrétaire général — Joaquín Almunia, Ciprià Ciscar, Manuel Chaves, Juan Manuel Eguiagaray, Ramón Jáuregui, Joan Lerma, Raimon Obiols, Jesús Quijano et Narcís Serra — pour pousser, en raison du renoncement de Felipe González, la candidature du ministre des Affaires étrangères Javier Solana. Mais la désignation de celui-ci au poste de secrétaire général de l'OTAN rend impossible sa candidature et très difficile de trouver une alternative au président du gouvernement alors que les élections sont programmées au début de l'année 1996, bien que le nom de Josep Borrell circule toujours. Avec Ciscar, Lerma et Serra, Bono compte parmi ceux qui croient fermement que González finira par changer d'opinion et se trouvent les plus disposés à faire pression sur lui. Il déclare ainsi publiquement le 4 décembre que Felipe González « n'a pas d'autres choix que mener de nouveau la campagne des socialistes », estimant que dans le cas contraire « les gens ne le comprendraient pas, l'interpréteraient comme de l'irresponsabilité et penseraient qu'il cherche à fuir la défaite ». Felipe González cède aux pressions du PSOE et est proclamé le 22 décembre candidat socialiste à la présidence du gouvernement.

#### Congrès de 1997

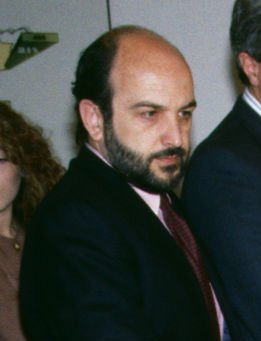
Bono soutient Joaquín Almunia lors du congrès de 1997 mais lui impose de siéger à la commission exécutive.

Au cours d'une réunion de la commission exécutive fédérale du PSOE le 8 juillet 1996, quatre mois après la victoire du Parti populaire (PP) et l'accession au pouvoir de José María Aznar, José Bono se montre moins catégorique que la majorité des membres présents quant au sujet du rôle du secrétaire général dans la rénovation du parti. De son point de vue, personne ne doit être exclu du processus. Saluant « ce que Felipe González signifie pour le socialisme », il affirme qu'au sein du parti « le pouvoir a été trop concentré entre les mains de Felipe González et Alfonso Guerra ». Il propose d'ouvrir une « nouvelle étape » avec une direction « plus participative ». Il réaffirme néanmoins son soutien de principe au maintien en poste de González, appelant à une rénovation « différente de celle du PP, qui cherche à rénover Felipe González en le mettant en prison ou en l'excluant de la vie politique ».
Le 25 janvier 1997, alors que le XXXIVe congrès fédéral du Parti socialiste n'est pas encore officiellement convoqué, Alfonso Guerra affirme que Felipe González cherche à l'exclure de la future direction. Cette polémique déplace le débat de l'idéologique au personnel, donnant l'occasion à José Bono d'appeler le secrétaire général à « renoncer volontairement à confectionner lui-même » la liste des membres de la prochaine commission exécutive et qu'il « délègue cette tâche aux délégués ». Il indique « jusqu'à présent, Felipe confiait la formation de l'exécutif à Guerra, après quoi quelques dirigeants territoriaux se sont joints au processus, mais qui voulait en être savait que son nom devait être ajouté par Felipe ou Guerra ». Pour lui, ce système génère une direction avec peu de pouvoir et sans voix dissidente par peur de l'exclusion, aussi « les dirigeants du parti doivent cesser d'être des spectateurs privilégiés des décisions de Felipe et assumer leur responsabilité dans le processus du changement. Il faut assumer les risques et non les mettre sur le dos du chef ».
À l'ouverture du congrès le 20 juin 1997, le secrétaire général annonce son intention de renoncer à ses fonctions en ne postulant pas à un nouveau mandat. Alors que les délégués sont plongés dans la stupeur, José Bono affirme que « le parti a maintenant la possibilité de décider de son avenir sans aucune forme de carcan ». Il juge « le geste de González d'une grandeur extraordinaire » car il transmet aux militants « la responsabilité de choisir notre futur ». Il estime que « c'est de ce congrès que sortira la direction du PSOE qui va battre la droite aux prochaines élections ».
Le nom du président de la Junte des communautés est alors cité, avec ceux de Joaquín Almunia, Josep Borrell, Francisco Vázquez, Juan Carlos Rodríguez Ibarra et Manuel Chaves, comme potentiel candidat, mais les trois « barons » font savoir qu'ils ne sont pas disponibles et les noms de Borrell et Vázquez sont avancés de manière discrète. Joaquín Almunia accepte de postuler sur la base d'un projet imaginé par Felipe González, qui prévoit notamment l'absence des secrétaires généraux ou dirigeants régionaux de la commission exécutive, à l'exception de Rodríguez Ibarra, mais au titre des proches d'Alfonso Guerra. José Bono, ainsi que Joan Lerma et Narcís Serra soulignent l'essence territoriale du Parti socialiste, aussi Joaquín Almunia valide la présence des présidents d'Andalousie, d'Estrémadure et de Castille-La Manche au titre de leur poids institutionnel. La nouvelle commission exécutive, dont Juan Carlos Rodríguez Ibarra est finalement absent, est ratifiée par les délégués le 22 juin avec 73 % des voix favorables.

#### Primaires de 1998
Le 20 janvier 1998, José Bono appelle le Parti socialiste à désigner dès à présent Joaquín Almunia comme chef de file aux prochaines élections générales, prévues deux ans plus tard. Selon lui, « pour gagner les élections, il faut en avoir envie et que cela se ressente », et désigner dès à présenter le candidat à la présidence du gouvernement « rendrait notoire ce désir de gagner », tandis que « tout retard pourra être interprété comme un manque d'intérêt ». Cette prise de position, soutenue par Manuel Chaves, intervient alors que le comité fédéral prévu au mois de mars doit valider le règlement des élections primaires concernant les têtes de liste aux élections municipales et les chefs de file régionaux pour les élections de 1999, et le chef de file national pour 2000. Après que Juan Carlos Rodríguez Ibarra a émis l'opinion que le meilleur candidat serait Felipe González, José Bono réplique le 28 janvier à l'occasion d'une rencontre avec Joaquín Almunia à Tolède que l'ancien président du gouvernement « ne sera pas en première ligne de la vie politico-partisane pendant encore quelques années », tout en précisant que Felipe González « n'est pas retraité ».
Le 11 février, à la suite de l'annonce de Joaquín Almunia qu'il sera bien candidat, le président de la Junte des communautés le qualifie de « candidat excellent » et l'imagine comme « un bon président d'Espagne ». Quelques jours plus tard, il affirme que « ce serait un signal de mauvaise santé du parti si Almunia était le seul candidat », ce qui crée une très forte inquiétude chez le président de la Junte d'Andalousie Manuel Chaves. Il provoque donc une réunion entre eux deux et Rodríguez Ibarra à Tolède, afin de fixer leurs positions. Le président de la Junte d'Estrémadure confirme qu'il soutient une candidature de Felipe González, tandis que le président de la Junte des communautés réserve sa réponse à savoir si l'ex-secrétaire général a bel et bien renoncé. Les trois « barons » s'entretiennent peu après avec l'ancien président du gouvernement dans les faubourgs de Madrid, qui leur confirme son renoncement définitif et leur affirme qu'il appuie la candidature de Joaquín Almunia.

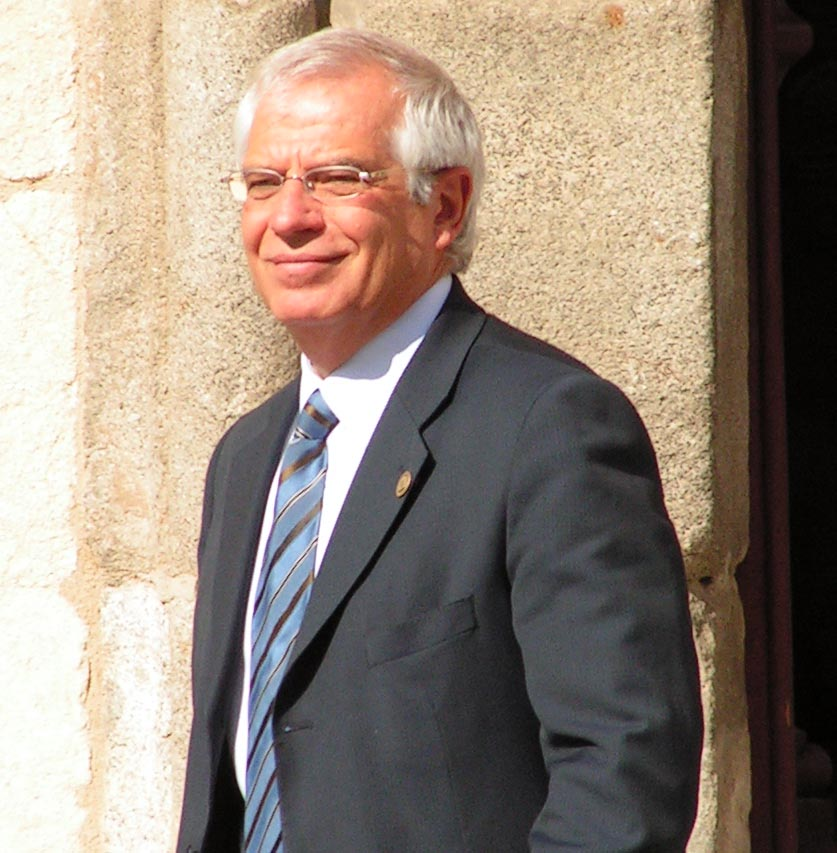
Josep Borrell remporte les primaires face à Joaquín Almunia, soutenu par Bono.

Josep Borrell annonce le 21 mars devant le comité fédéral son intention de concourir aux élections primaires « pour l'emporter ». Deux semaines plus tard, à la suite d'une réunion de la commission exécutive, José Bono déclare que « si Almunia perd et démissionne du secrétariat général, ce serait un véritable désastre pour la structure du parti » car « il faudrait convoquer un congrès extraordinaire, à peine un an après le congrès précédent », donc « pour éliminer ce risque, il serait mieux qu'Almunia gagne ». Josep Borrell annonce son intention de saisir la commission fédérale des garanties pour rejeter l'idée que le secrétaire général doive démissionner, et José Bono ajoute plus tard que la démocratisation « comporte plus de vertus que de risques ». Lors d'une visite dans les îles Canaries le 7 avril, l'ancien ministre des Travaux publics interpelle le président de la Junte des communautés sur le principe des primaires : « elles ne doivent pas rouvrir les blessures du passé, sinon fermer celles qui existent », se référant à leurs désaccords quand Borrell était au gouvernement. Tous les deux se réconcilient publiquement lors d'un meeting de Josep Borrell à Tolède le 15 avril, où José Bono joue le rôle de maître de cérémonie, en multipliant les poignées de main, les étreintes, et les références au renforcement de leur amitié une fois le processus de primaires conclu.
Le 24 avril, Josep Borrell défait Joaquín Almunia par 55 % des voix au niveau national, mais l'ancien ministre du Travail l'emporte sur l'ancien ministre des Transports parmi les militants de Castille-La Manche, qui lui accordent 63 % des suffrages exprimés. Malgré la victoire de Joaquín Almunia dans la fédération de José Bono, le résultat de Josep Borrell y est perçu comme plus qu'honorable.

#### Défenseur de l'unité du PSOE

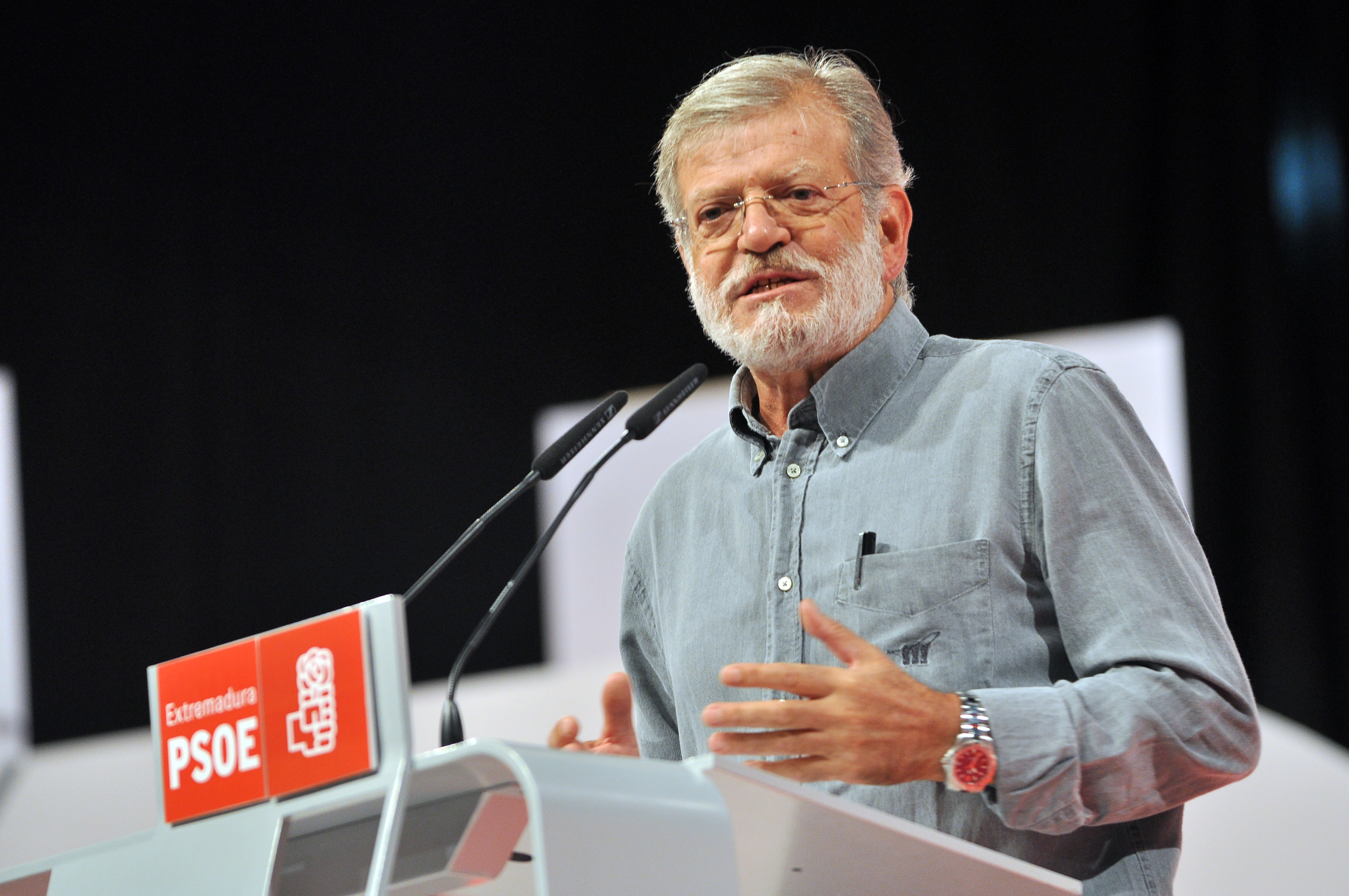
À l'inverse de Juan Carlos Rodríguez Ibarra, Bono s'oppose à la tenue d'un congrès extraordinaire en conséquence des primaires.

Un mois plus tard, alors que le secrétaire général et le candidat à la présidence du gouvernement font part d'opinions divergentes sur l'accord conclu entre la Fédération socialiste madrilène-PSOE et le Parti démocratique de la nouvelle gauche (PDNI) prévoyant que Cristina Almeida — issue du PDNI — soit tête de liste aux élections régionales du 13 juin 1999, José Bono se donne pour mission d'éviter que le PSOE ne se fracture entre ses deux dirigeants. Il s'entretient avec Josep Borrell le 22 mai pour lui expliquer que ceux qui ne l'ont pas soutenu aux primaires sont disposés à lui montrer tout leur appui, mais qu'il doit en échange renoncer à son attitude de défiance, s'inquiétant de la nécessité de réunir le congrès du parti pour résoudre le litige. Le 27 mai, après 15 heures de réunion de la commission exécutive, puis du conseil territorial, l'idée d'un congrès extraordinaire est écartée, étant seulement soutenue par Juan Carlos Rodríguez Ibarra.
Les désaccords se réveillent six mois plus tard, en novembre 1998, autour du sujet sensible de la gestion des relations avec le gouvernement dans le cadre du cessez-le-feu annoncé par ETA. Josep Borrell reproche à Joaquín Almunia d'avoir pris seul l'initiative des contacts avec l'exécutif et regrette de ne pas être associé au processus de dialogue politique. La situation est résolue au cours d'une réunion de la commission exécutive fédérale le 20 novembre. Le secrétaire général se plaint de son côté que tous les problèmes résident dans la méfiance envers lui, qu'il est donc nécessaire de dépasser. Dépositaires de la confiance des secrétaires généraux régionaux, José Bono, Manuel Chaves et Juan Carlos Rodríguez Ibarra s'engagent dans une médiation en vue de dégager un accord organisant la répartition des compétences entre Joaquín Almunia et Josep Borrell. Alors que le pacte est en voie d'être trouvé, de nouvelles frictions surgissent entre le secrétaire général et le candidat à la présidence. Le président de la Junte des communautés, à l'image du président de la Junte d'Andalousie, valide donc la stratégie du président de la Junte d'Estrémadure, qui menace ouvertement Joaquín Almunia et Josep Borrell d'une motion de censure contre eux au comité fédéral. Une telle solution laisserait de facto aux barons toute latitude pour convoquer un congrès extraordinaire. Les deux responsables du PSOE trouvent un accord pour mieux répartir les responsabilités entre eux : Josep Borrel devient « chef de l'opposition » et se charge de la représentation institutionnelle et sociale du parti, tandis que le rôle de la commission exécutive comme direction politique est réaffirmé.
Josep Borrel finit par renoncer à la candidature électorale le 14 mai 1999, après que deux de ses anciens collaborateurs, quand il travaillait au ministère des Finances, ont été mis en examen pour fraude fiscale et qu'il a reconnu que son ex-femme avait légalement investi dans leur affaire. Aussitôt, plusieurs noms sont évoqués pour le remplacer, sans passer par un congrès extraordinaire ou de nouvelles primaires, la décision devant être prise après les élections européennes, municipales et aux parlements des communautés autonomes du 13 juin, José Bono faisant partie de la liste aux côtés de Joaquín Almunia et la tête de liste aux européennes Rosa Díez. Dès le lendemain du renoncement de Josep Borrell, le président de Castille-La Manche s'écarte de la course à la succession du candidat déchu : « La seule chose à laquelle je postule, c'est la présidence de ma région. Je ne vais pas acheter de billet pour Madrid ». Le 24 juillet, Almunia est finalement proclamé chef de file électoral par le comité fédéral, sur proposition de la commission exécutive.

### Échec pour la direction fédérale

#### Renoncement aux élections générales

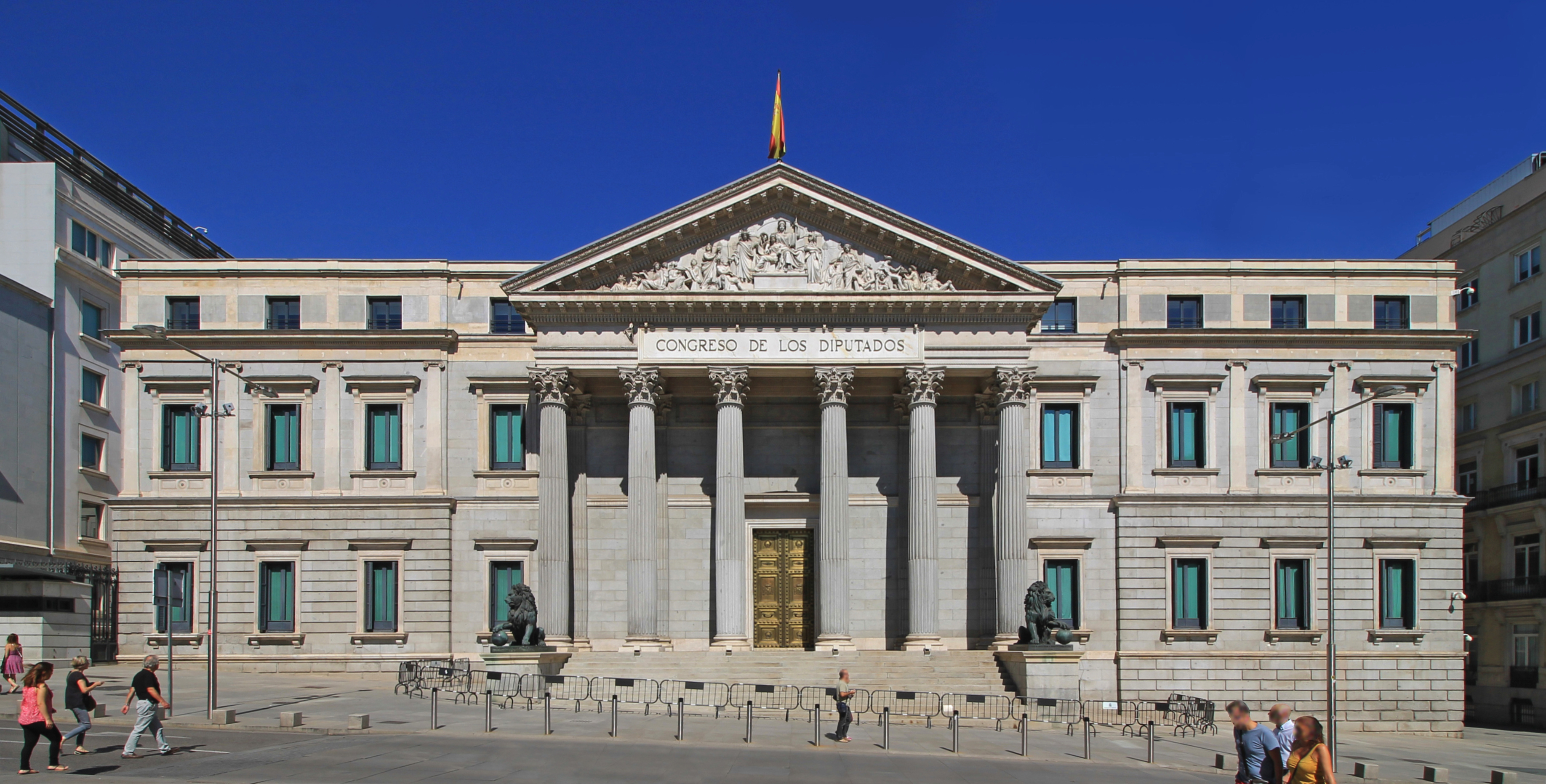
José Bono indique en décembre 1999 qu'il ne sera pas candidat au Congrès des députés.

Au début du mois de décembre 1999, plusieurs courants du Parti socialiste pressent José Bono de postuler en tête de liste dans la circonscription de Tolède aux élections générales du 12 mars 2000. Joaquín Almunia lui avait même fait savoir que s'il souhaitait être chef de file électoral, il lui apporterait tout son soutien. José Bono lui avait alors rétorqué qu'il n'en était pas question, et qu'il ferait tout pour que Joaquín Almunia obtienne le meilleur score possible. Lors de l'élection primaire de 1998 qui avait initialement consacré Josep Borrell comme chef de file socialiste, Bono soutenait Almunia, qui l'avait emporté parmi les militants du PSOE de Castille-La Manche. Le président de la communauté autonome est alors perçu comme ministrable dans le potentiel gouvernement du secrétaire général du parti.
Il indique le 10 décembre, à l'occasion d'une remise de prix à Albacete, qu'il n'a pas l'intention de se présenter au cours des élections législatives. Reprenant une formule utilisée précédemment, il affirme « ne pas avoir de billet pour Madrid » et rejette toute idée de candidature « avec la plus grande fermeté ». À la suite des élections de 1999, il avait insisté sur le fait que sa victoire correspondait à un contrat de quatre ans avec les citoyens de Castille-La Manche. Il assure que certains socialistes ont lourdement insisté pour qu'il renonce à la politique régionale, et qu'il a rendu public son refus pour répondre tant à ceux qui le soutenaient de bonne foi qu'à ceux qui souhaitaient effectivement le voir quitter ses fonctions.

#### Pré-campagne et candidature
À la suite de la défaite du Parti socialiste aux élections générales, Joaquín Almunia remet sa démission immédiate. José Bono fait alors rapidement connaître sa disponibilité pour lui succéder et prendre la direction du parti, expliquant ne pas voir comme un problème de ne pas siéger au Congrès des députés car « l'Espagne existe de l'autre côté des statues de lion du palais des Cortès ». Il explique ainsi ne pas vouloir intégrer la direction provisoire (Gestora) qui se met en place pour « ne pas donner le sentiment de vouloir se rendre indispensable » et que l'objectif est bien de battre le Parti populaire lors du prochain scrutin législatif et pas les uns les autres à l'intérieur du PSOE. Son éventuelle candidature est clairement rejetée par l'ancien vice-secrétaire général du parti et ex-vice-président du gouvernement, Alfonso Guerra, qui juge que le président de Castille-La Manche « s'était pleinement engagé dans l'élimination des candidats de [son] courant » et qu'il existe « des personnes plus idoines » puisque José Bono « partage la responsabilité » de la défaite comme membre de la commission exécutive démissionnaire.
À l'occasion d'un match de football du Valence Club de Fútbol, José Bono rencontre le 2 mai plusieurs dirigeants du Parti socialiste du Pays valencien-PSOE — dont l'ancien secrétaire fédéral à l'Organisation Ciprià Ciscar, l'ancien président de la Généralité Joan Lerma et le secrétaire général provincial José Luis Ábalos — et leur confirme sa volonté de prendre la direction du Parti socialiste. Il exprime alors son sentiment que le collectif social-libéral Nueva Vía manque de soutien dans l'appareil pour aboutir. Il s'entretient une semaine plus tard avec le chef de file du Parti des socialistes de Catalogne (PSC), Pasqual Maragall, afin de sonder les possibles appuis dont il dispose au sein du parti associé. Si José Bono, qui n'a pas de groupe de soutien au sein du PSC à l'inverse des candidats José Luis Rodríguez Zapatero (porte-parole de Nueva Vía) et de Rosa Díez, affirme que Pasqual Maragall et lui partagent une certaine vision politique, des proches de l'ancien maire de Barcelone expliquent que ce dernier s'est contenté d'écouter les propositions du président de Castille-La Manche et l'a remercié de les lui avoir présentées.
Lors du cycle de conférences Madrid, Punto de Encuentro à l'hôtel Ritz, il prononce le 16 mai un discours devant un millier de personnes, dont Felipe González et José Luis Rodríguez Zapatero, dans lequel il confirme son intention de postuler au secrétariat général du PSOE, mais sans faire formellement acte de candidature : « je vais faire ce que vous pensez tous [mais] je ne ferai aucune annonce car je ne prendrai pas les Alhucemas depuis le Ritz ». S'exprimant devant les délégués des sections locales de Castille-La Manche le 17 juin suivant à Tolède, il annonce officiellement qu'il postule à diriger le parti. Il explique se présenter « pour amener le parti au pouvoir, mais si je n'ai pas de majorité en son sein, alors je n'aurai pas l'appui de la société » et précise que « je veux gagner ce congrès, mais pas à n'importe quel prix » car « si je dois obtenir la majorité au dernier jour du congrès, enfermé dans une pièce et en faisant des concessions qui compromettent mon autorité et mon autonomie, je ne serai pas secrétaire général ».

#### Défait de peu

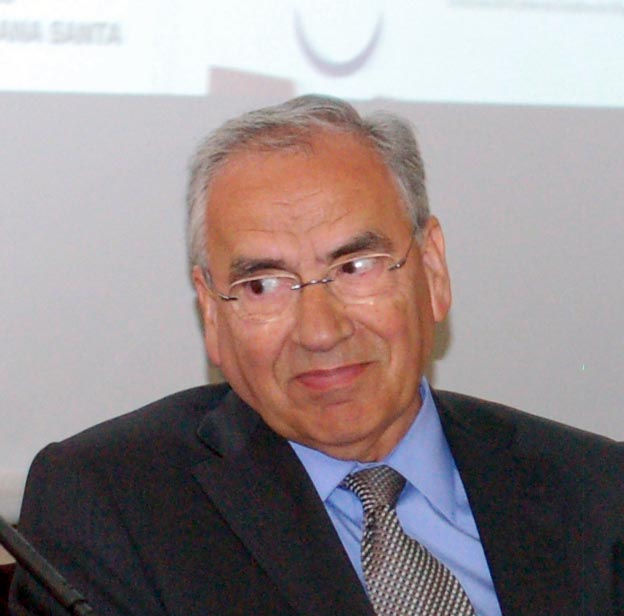
Les manœuvres d'Alfonso Guerra empêchent José Bono de prendre la direction du PSOE.

Après que des cadres du Parti socialiste ouvrier espagnol d'Andalousie (PSOE-A) ont commencé à sonder la possibilité d'un accord entre José Bono et José Luis Rodríguez Zapatero, qui représentent respectivement la tradition et l'expérience, et la fraîcheur et les idées neuves, ce dernier se dit prêt le 2 juillet à pactiser avec n'importe quel autre candidat, mais juge « pas convenable que la commission exécutive qui sortira du congrès soit issue d'un troc ». Il ajoute ne pas avoir l'intention de se retirer ni vouloir demander à quiconque de le faire « en vertu d'un quelconque pacte secret entre courants » et se dit prêt à gagner, mais aussi à perdre,. Il indique deux jours après qu'en cas de victoire, il proposera à ses concurrents d'intégrer la commission exécutive fédérale qu'il formera en cas de victoire, proposition qui concernera également le président de la Junte d'Estrémadure Juan Carlos Rodríguez Ibarra mais pas l'ancien vice-secrétaire général Alfonso Guerra. Il se dit par ailleurs certain de convaincre Felipe González d'accepter la présidence honorifique du parti.
Candidat favori, bénéficiant en privé du soutien du président andalou et de la direction provisoire Manuel Chaves, José Bono est cependant battu par José Luis Rodríguez Zapatero lors du vote des délégués au XXXVe congrès fédéral le 22 juillet. Avec 405 voix, il remporte 40,8 % des suffrages exprimés, soit neuf votes de moins que le vainqueur du scrutin. Sa défaite est la conséquence du discours optimiste et positif de son principal concurrent et des manœuvres des proches d'Alfonso Guerra, qui ont dévié une partie de leurs votes vers Zapatero au lieu de les accorder à leur propre candidate, Matilde Fernández pour éviter à tout prix l'accession de José Bono au secrétariat général. Le président de Castille-La Manche appelle aussitôt le député de León pour le féliciter « très sincèrement », et lui garantit son appui et sa loyauté. Appelant les délégués de sa région à soutenir « sans faille » la proposition de future direction fédérale du parti, il reconnaît que le vainqueur « a fait les choses bien ».
Le nouveau secrétaire général propose alors à José Bono d'occuper le poste honorifique de président de la commission exécutive, mais ce dernier s'y refuse. La présidence revient finalement à Manuel Chaves et la nouvelle commission exécutive obtient l'avis favorable de 90 % des délégués. À peine quatre jours plus tard, alors que le PSCM-PSOE s'apprête à organiser son VIIe congrès à Tolède, Bono affirme qu'il n'a pas l'intention de renoncer à la présidence du gouvernement de la communauté autonome car « [son] futur est de vivre avec passion le présent que les habitants de Castille-La Manche ont souhaité [qu'il ait] » et réaffirme son soutien plein et entier à Zapatero.

## Ministre de la Défense

### Nomination

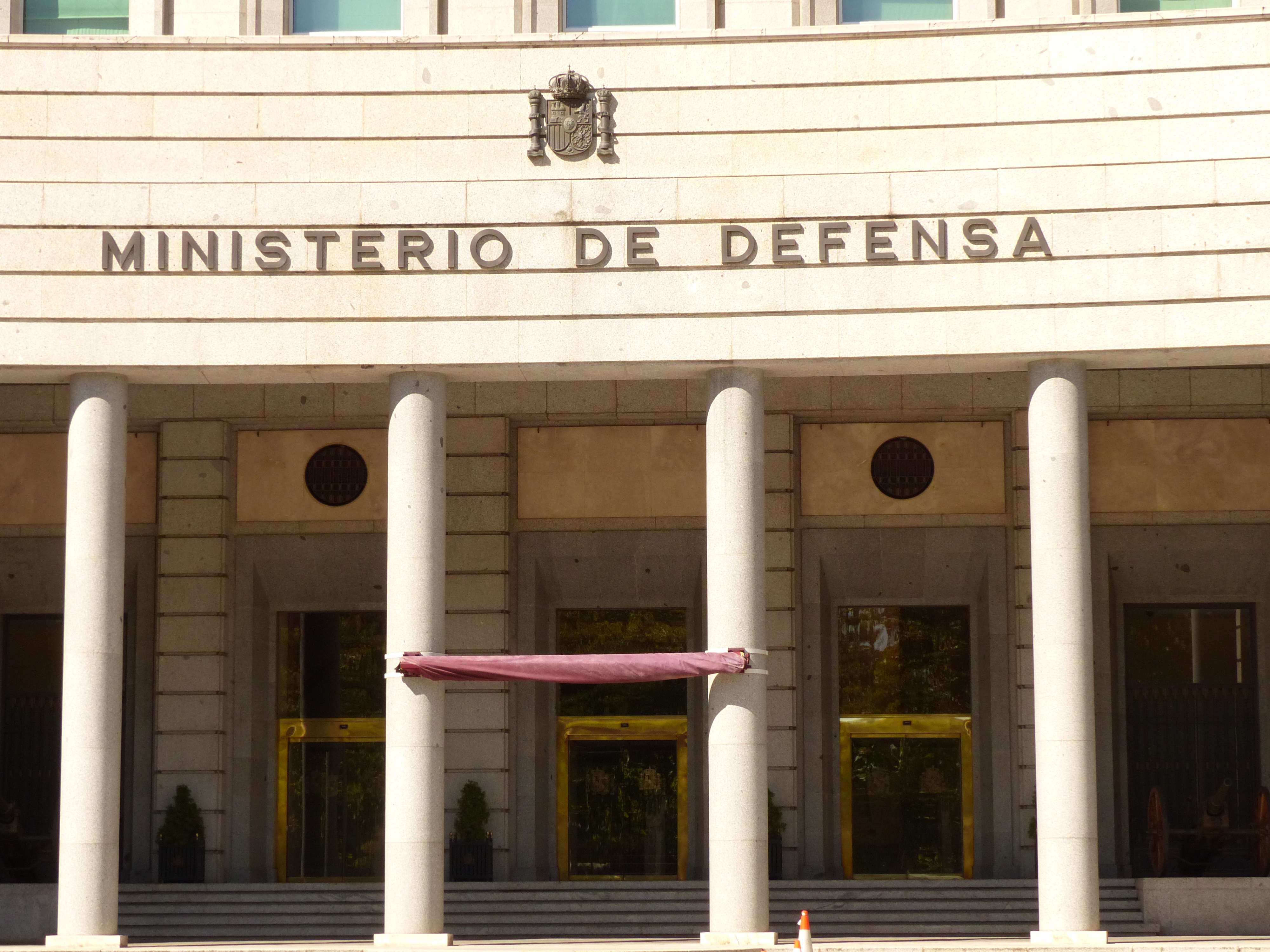
Pressenti comme ministre de l'Intérieur, Bono devient finalement ministre de la Défense en avril 2004.

#### Initialement pressenti au ministère de l'Intérieur
Le 8 janvier 2004, José Luis Rodríguez Zapatero dévoile la composition d'un comité de dix notables chargé de l'aider à préparer ses cent premiers jours au pouvoir en cas de victoire aux élections générales du 14 mars 2004, dans lequel siège José Bono. Expliquant qu'il ne s'agit « pas d'un embryon de gouvernement ou d'un gouvernement », il précise que ce groupe de travail aura pour mission d'élaborer un code éthique, de fixer les priorités et le modèle du gouvernement, et de dessiner les structures institutionnelles. José Bono ajoute que « en aucun cas » il ne sera ministre en cas de victoire du Parti socialiste ouvrier espagnol, indiquant avoir rejoint le comité par loyauté envers le secrétaire général et « pour défendre ce en quoi [il croit] : l'égalité radicale entre tous les êtres humains ». Selon lui, son parti sait que sa priorité est le gouvernement de Castille-La Manche.
À quatre jours du scrutin, José Luis Rodríguez Zapatero affirme lors d'un meeting à Tolède que son parti remportera le scrutin et que José Bono sera « en première ligne » à ses côtés, malgré les rumeurs affirmant que le président régional serait prêt à concourir de nouveau pour la direction du parti en cas de défaite au cours du scrutin parlementaire. José Bono dément cependant ces rumeurs en déclarant que « si le XXXVe congrès devait se répéter, je retirerais ma candidature ». Il prononce en outre un discours aux accents patriotiques, soulignant que « depuis 125 ans, le PSOE est le seul parti à arborer le E de Espagnol », que « le patriotisme ne se mesure pas à la longueur du drapeau » et confie « en avoir plein le dos d'entendre que Dieu et la patrie sont de droite ».
Le Parti socialiste s'étant imposé face au Parti populaire en remportant la majorité relative au Congrès des députés, José Bono accepte d'entrer dans le futur gouvernement au poste de ministre de l'Intérieur, rebaptisé en « ministre de la Sécurité » (Ministro de Seguridad) pour élargir son périmètre de compétences à des questions liées à la défense nationale et à la politique extérieure.

#### Désignation au ministère de la Défense
José Bono est finalement choisi comme ministre de la Défense, à la suite d'une conversation avec le futur président du gouvernement et à sa demande. Sa première tâche sera de gérer le retrait du contingent espagnol en Irak. José Luis Rodríguez Zapatero estime alors que José Bono a les qualités pour mener à bien cette tâche en sachant ménager l'opinion publique, majoritairement hostile à la participation de leur pays à la guerre d'Irak, et les militaires. Sa présence au sein du gouvernement permet aussi de faire taire les attaques contre le secrétaire général du PSOE au sujet de la diversité territoriale, dans la mesure où le président de Castille-La Manche est un farouche partisan de l'unité de l'Espagne.
Il préside le 13 avril son dernier Conseil de gouvernement à Tolède, après avoir dirigé la communauté autonome pendant près de 21 ans. Présentant son engagement avec la Castille-La Manche comme indissolube, il refuse de parler de départ ou d'adieu.

### Prise de fonctions

#### Premier discours

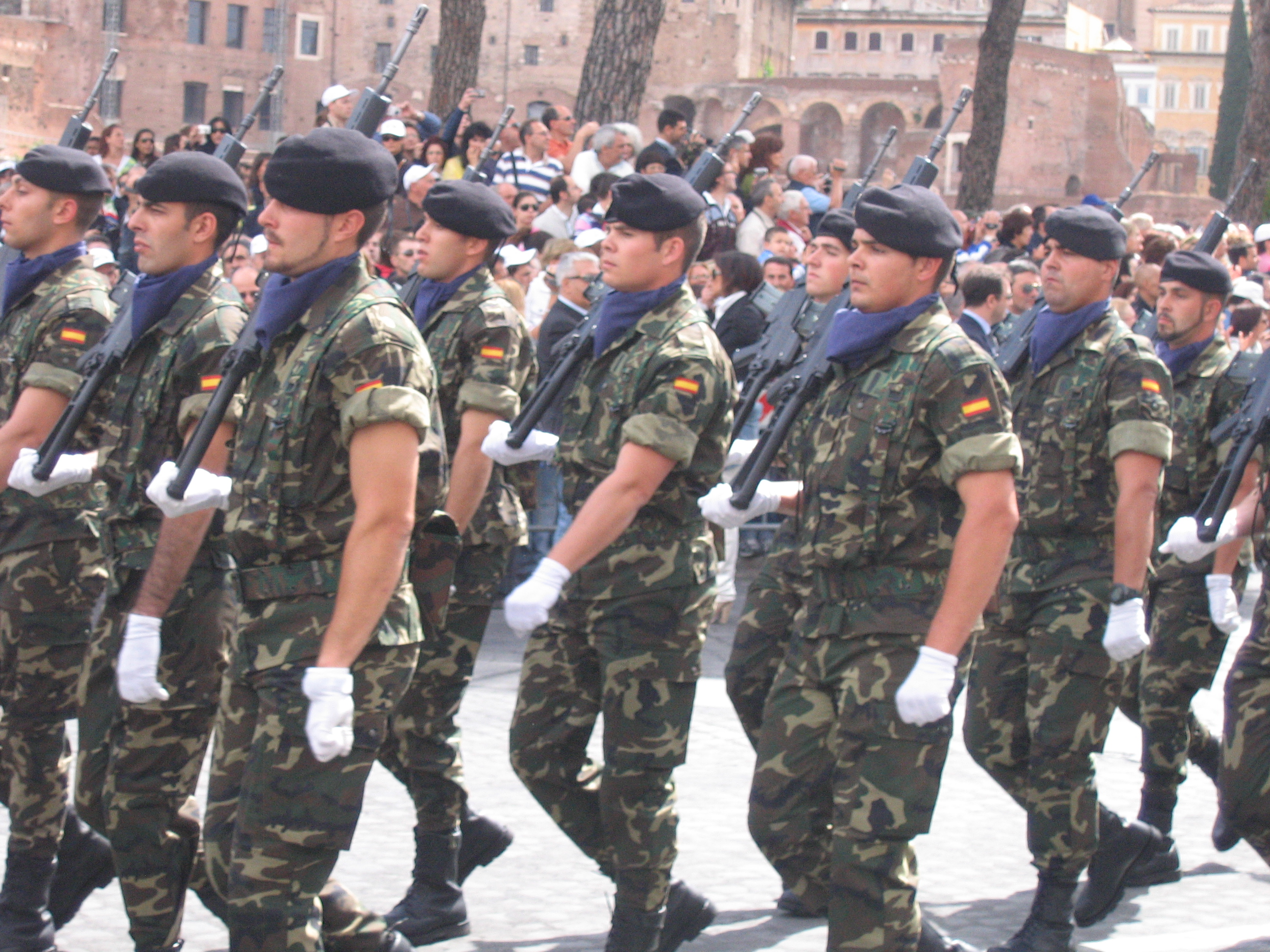
Dans son discours de prise de fonctions, Bono rappelle son opposition à la syndicalisation des soldats et gardes civils.

Entré en fonctions le 18 avril, José Bono participe le lendemain à la cérémonie de passation de pouvoir avec son prédécesseur Federico Trillo. Lors du discours qui suit cet événement protocolaire, il livre un plaidoyer pour l'amour de l'Espagne en affirmant que « si je meurs en défendant mon pays contre les terroristes et les délinquants, y compris les faux patriotes, alors je serai fier ». Selon lui, défendre l'Espagne « c'est essayer de défendre ceux qui ne prennent pas la parole, ceux qui ne votent pas pour nous et lutter pour ressentir la fierté de vivre dans une vieille et juste Nation, qui veut que demain, nos enfants n'aient pas besoin d'exhiber leur groupe sanguin, la couleur de leur peau, l'idéologie de leurs parents, leurs revenus ou leur religion. La grandeur d'un pays est de savoir reconnaître la profonde et radicale égalité de tous les êtes humains ». De manière plus pragmatique, il affirme devant les représentants de l'Union générale des travailleurs (UGT) et des Commissions ouvrières (CCOO) que tant qu'il sera ministre et Zapatero président du gouvernement, il n'y aura jamais aucun syndicat au sein des forces armées et de la Garde civile car y appartenir « est une forme volontaire de servir l'Espagne qui exige une totale obéissance ».
Cette cérémonie et son contenu font l'objet de nombreuses critiques. Le secrétaire général du Parti populaire Ángel Acebes parle ainsi d'un « spectacle », tandis que le chef de l'opposition en Catalogne Artur Mas évoque le « mépris » et l'attitude « présomptueuse » de Bono et d'un événement ayant donné une image « usée et oxydée ». Le porte-parole de la Gauche républicaine de Catalogne (ERC) au Parlement de Catalogne Josep Huguet (es) dénonce « l'aspect social-falangiste que l'on trouve parfois dans certaines expressions des secteurs les plus durs et conservateurs du PSOE ». Les deux associations de gardes civils, l'ASIGC et l'AUGC, et les CCOO mettent elles en cause le refus du ministre de l'autorisation de syndicalisation de la troupe.

#### Entourage de proches

Bono confie la direction des services de renseignement à un proche collaborateur de Castille-La Manche.

Au cours du premier Conseil des ministres, qui se réunit le 19 avril, il propose la nomination de Francisco Pardo comme secrétaire d'État à la Défense, d'Alberto Saiz en tant que directeur du Centre national de renseignement (CNI) et de Justo Zambrana au poste de sous-secrétaire de la Défense.
Comme prévu, il s'entoure donc de personnalités proches qui l'accompagnent depuis le milieu des années 1990 au sein du gouvernement de Castille-La Manche : Francisco Pardo, ancien directeur de cabinet puis secrétaire général de la présidence régionale, est conseiller à la Présidence de l'exécutif autonome depuis 2003 ; Saiz, après avoir été directeur général de l'Environnement de la Junte des communautés, devient à cette même période conseiller à l'Industrie ; et Justo Zembrana, ex-conseiller à l'Éducation qui a dirigé en 2000 la campagne infructueuse de José Bono pour diriger le PSOE, préside le conseil économique et social régional. La désignation d'Alberto Saiz constitue une surprise car il n'était pas prévu que le remplacement du directeur du CNI, Jorge Dezcallar – un diplomate nommé en juin 2001 pour un mandat de cinq ans certes révocable –, fasse partie des premières décisions du nouvel exécutif.
Lors de la cérémonie d'assermentation de ces trois collaborateurs et de son directeur de cabinet, José Bono rend hommage à l'équipe de son prédécesseur, et salue notamment le travail de Jorge Dezcallar, dont il affirme que la substitution avant la fin de son mandat n'est pas une marque de méfiance. Des rumeurs indiquent en effet que le gouvernement envisage de lui confier l'ambassade auprès du Vatican.

### Retrait d'Irak
En conférence de presse qui suit le Conseil des ministres du 19 avril, aux côtés du ministre des Affaires étrangères Miguel Ángel Moratinos, José Bono annonce que le retrait du corps expéditionnaire espagnol déployé en Irak a déjà commencé et qu'il se conclura dans un délai de six semaines. Qualifiant de « misérables » les critiques selon lesquelles le retrait a été accéléré par la détérioration de la situation sécuritaire sur le terrain, il indique avoir parlé la veille avec le secrétaire à la Défense des États-Unis Donald Rumsfeld et assure que les troupes reviendront « dans les plus brefs délais et les plus hautes conditions de sécurité ». Deux jours plus tard, sept groupes parlementaires du Congrès des députés signent une proposition non-législative (PNL), qui sera soumise au vote le 27 avril, par laquelle ils apportent leur soutien à cette décision, seul le Parti populaire refusant de s'y associer. Lors du débat parlementaire du 27 avril consacré au rapatriement du contingent d'Irak, Zapatero rend hommage au travail du ministre de la Défense. La PNL, reportée de 15 jours pour des raisons de procédure, est adoptée par 185 voix pour 141 contre le 13 mai, mettant en évidence l'isolement politique et parlementaire du Parti populaire sur ce sujet.

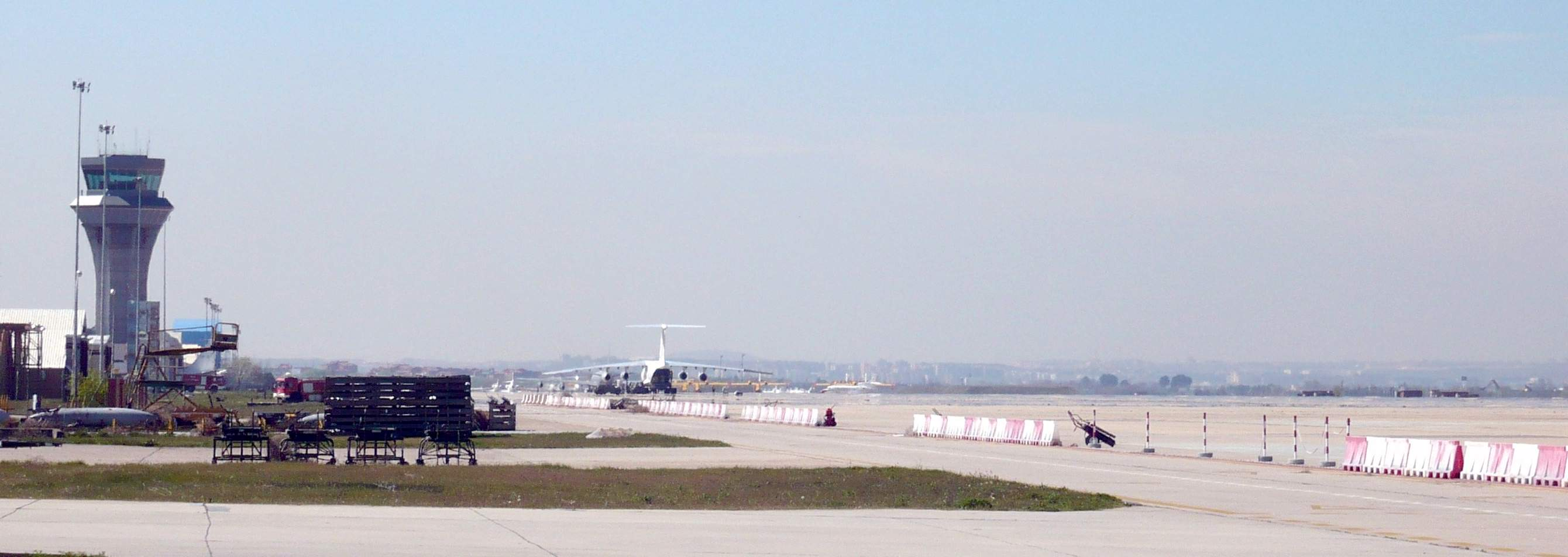
Bono accueille le 24 mai 2004 sur la base aérienne de Torrejón de Ardoz les derniers soldats de retour d'Irak.

Le 29 avril, il accompagne José Luis Rodríguez Zapatero sur la base militaire de Bótoa, dans la ville de Badajoz. Devant les soldats et le président de la Junte d'Estrémadure, Juan Carlos Rodríguez Ibarra, il prononce officiellement la dissolution de la brigade Plus Ultra II (es). Dans son discours, il indique que « plus aucune troupe ne sera envoyée en Irak, et d'ici trente jours tous les soldats espagnols seront de retour chez eux ». Il ajoute que « les Espagnols soutiennent leurs soldats, apprécient leur professionnalisme, admirent leur dévouement et savent la valeur qu'ils attribuent à l'exécution des ordres du gouvernement ». Il accueille le 24 mai les 217 derniers militaires à revenir du Moyen-Orient sur la base aérienne de Torrejón de Ardoz, jugeant qu'il s'agit « d'un jour de joie » et que « [le corps expéditionnaire a] fait son devoir et le gouvernement tenu sa parole ».
Il est décoré lors du Conseil des ministres qui se réunit quatre jours plus tard de grand-croix de l'Ordre du mérite militaire pour son engagement dans l'opération de retrait du contingent présent en Irak. À ce titre, la porte-parole du gouvernement María Teresa Fernández de la Vega précise que les généraux ayant mené à bien le rapatriement des troupes ont reçu la même décoration et que José Bono a quitté la réunion lors de la délibération sur sa personne, conformément à la loi. Critiqué par l'ensemble de l'opposition, ainsi que l'ancien numéro deux du PSOE, Alfonso Guerra, il finit par y renoncer le 2 juin par un courrier remis au président du gouvernement.

### Suites du crash du Yak-42 de 2003

#### Soutien logistique aux familles

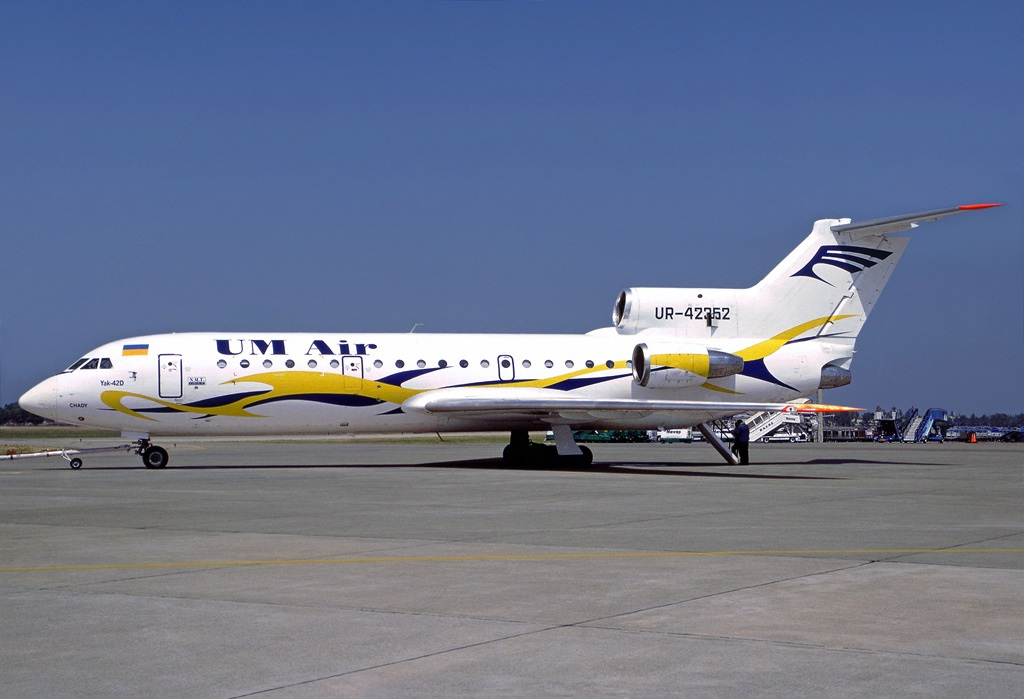
Bono annonce le soutien du ministère aux familles des victimes du crash d'un Yakovlev Yak-42 d'UM Air en 2003.

Dans les premiers jours qui suivent sa prise de fonction, il doit gérer les suites de l'affaire Yak-42. Il annonce le 6 mai 2004 à trois veuves de soldats que son ministère leur apportera tout l'appui logistique nécessaire pour réaliser de nouveaux tests ADN et lever les doutes sur l'identification des victimes. Ainsi dix jours plus tard, des proches de trente victimes se rendent en Turquie pour pratiquer des analyses ADN sur des morceaux de tissus conservés comme preuve. Ils voyagent à bord d'un avion affrété par le ministère de la Défense, qui finance par ailleurs l'ensemble des dépenses du déplacement et des tests scientifiques, en compagnie de quatre conseillers ministériels, dont le directeur de cabinet de José Bono.
Auditionné le 25 mai par la commission de la Défense du Congrès pour la première fois, il admet que des négligences ont pu avoir lieu dans le processus d'identification des cadavres, mais refuse d'en attribuer la responsabilité à son prédécesseur Federico Trillo. Selon lui, « toute erreur qui ait pu être commise relève plus de la négligence ou de la bonne foi administrée de manière extravagante que de la malveillance ou de la fraude ». Il quitte ensuite l'Espagne pour la ville turque de Trabzon, afin de participer le lendemain avec son homologue Vecdi Gönül et 150 proches des soldats à l'inauguration de deux mémoriaux en hommage aux victimes.
À son retour à Madrid le lendemain, il s'entretient au téléphone avec José Luis Rodríguez Zapatero pour lui annoncer qu'il a l'intention de destituer le chef d'État-major de l'armée de terre, notamment en raison de la haine qu'il suscite parmi les familles des victimes. Celle-ci est la conséquence d'une photo envoyée par le militaire au journaliste conservateur Pedro José Ramírez une semaine après le crash, sur laquelle il pose à bord d'un Lockheed C-130 Hercules avec pour commentaire : « Les militaires n'organisent pas de voyage de noces vers Cancún ». Le 27 mai, alors qu'il se trouve au palais de la Zarzuela pour une messe en l'honneur des nouveaux chevaliers de l'ordre de Saint-Ferdinand, le ministre de la Défense a un échange avec le roi d'Espagne. Après que Juan Carlos Ier l'a félicité pour ce qu'il fait avec les familles des victimes, José Bono lui transmet une rumeur selon laquelle les souverains n'ont assisté qu'à une seule cérémonie funèbre car les autorités ne souhaitaient pas les incommoder avec plusieurs événements de ce type. Le monarque lui rétorque que « c'est un mensonge : ils ont fait ce qu'ils voulaient et je n'ai donné aucun ordre ».

#### Remplacement de l'État-major

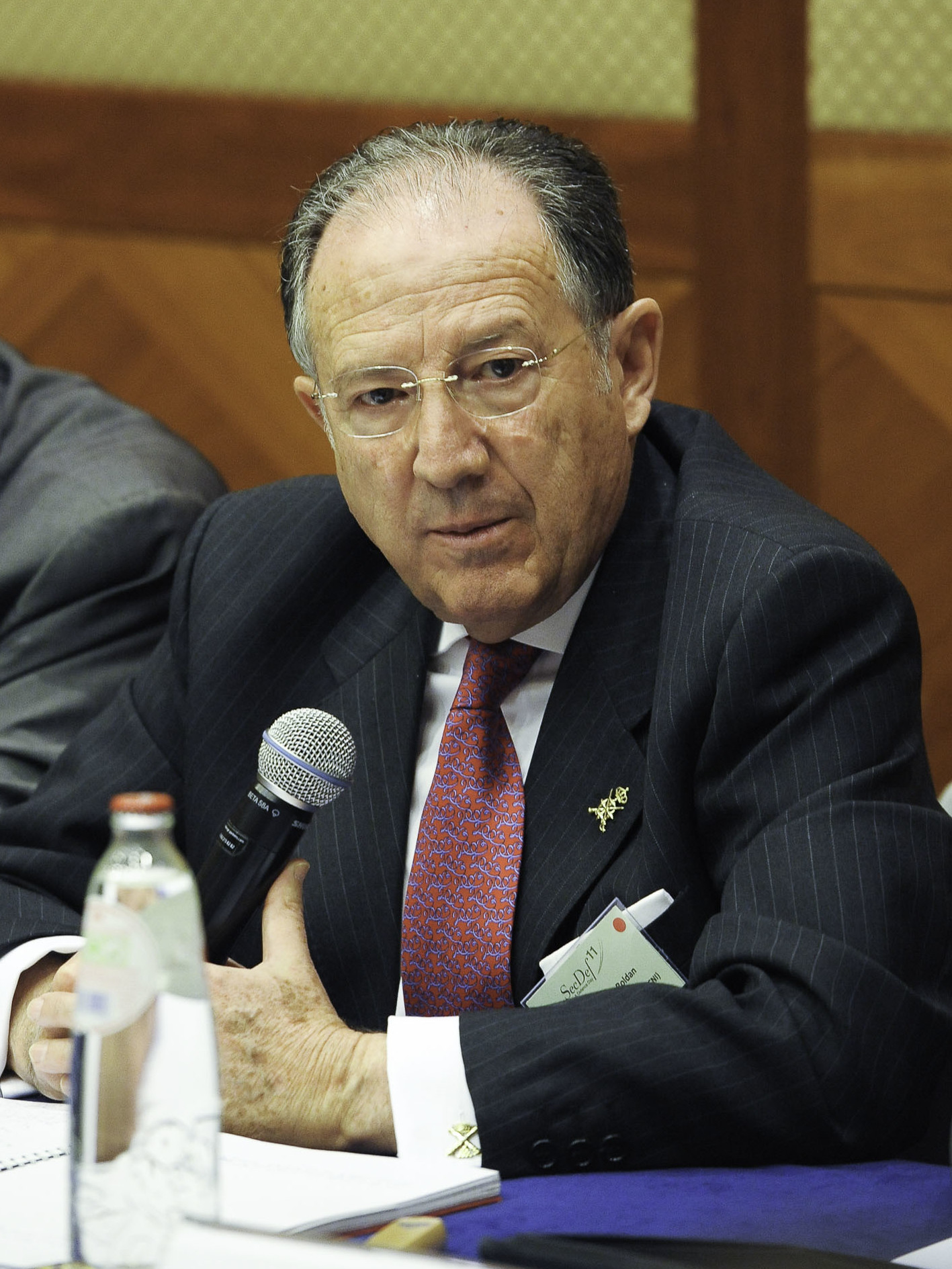
José Bono nomme le général Félix Sanz Roldán chef d'État-major de la Défense après avoir appris des erreurs d'identification des cadavres.

Le rapport de l'Institut de toxicologie d'Istanbul publié le 24 juin confirme sur que 22 cadavres ont été mal identifiés sur les 39 testés le mois précédent. Au courant depuis plusieurs jours de la teneur du rapport, José Bono prend aussitôt la décision d'anticiper le remplacement d'une partie du haut commandement, afin de protéger les Forces armées du scandale. Il propose ainsi la destitution du chef d'État-major de la Défense (JEMAD) Antonio Moreno Barberá, du chef d'État-major de l'armée de terre (JEME) Luis Alejandre, du chef d'État-major de l'armée de l'air (JEMA) Eduardo González Gallarza et du commandant de la division de la santé Vicente Carlos Navarro Ruiz,.
Le Conseil des ministres du 25 juin nomme donc sur sa recommandation les lieutenants-généraux Félix Sanz Roldán comme JEMAD, José Antonio García González en tant que JEME et Francisco José García de la Vega au poste de JEMA. En conférence de presse, José Bono affirme que cette série de désignations est sans rapport avec l'affaire du Yak-42, contrairement à ce qu'affirment des sources internes au ministère de la Défense. La nomination du général Sanz Roldán, entré récemment en fonction comme directeur général de la Politique de défense, crée une certaine surprise car son nom n'avait pas été cité, mais respecte la tradition d'un accès tournant au poste de JEMAD entre les trois armes puisqu'il est issu de l'armée de terre.

#### Nouveau protocole d'identification des victimes
Il annonce devant la commission de la Défense le 21 octobre 2004 son intention d'adopter un nouveau protocole d'identification des victimes pour les soldats déployés sur des opérations extérieures. Bien que le protocole concerne la récupération, l'identification, le rapatriement et l'inhumation des corps, il vise surtout à corriger les erreurs révélées par l'affaire Yak-42 : si les experts turcs avaient correctement identifié 32 victimes, leurs collègues espagnols s'étaient trompés sur les 30 autres. Il oblige notamment à réaliser de manière systématique des analyses ADN et à ne pas se fonder uniquement sur des témoignages et des éléments du physique corporel des défunts. Il entre en vigueur le 15 janvier 2005. Après le crash d'un hélicoptère de l'ISAF le 16 août 2005 au sud d'Hérat, il interrompt ses vacances et se rend personnellement sur place afin de superviser l'identification et le rapatriement des corps, avec la consigne de Zapatero d'apporter les « garanties maximum de certitude et de sécurité » à ce sujet.

#### Suites

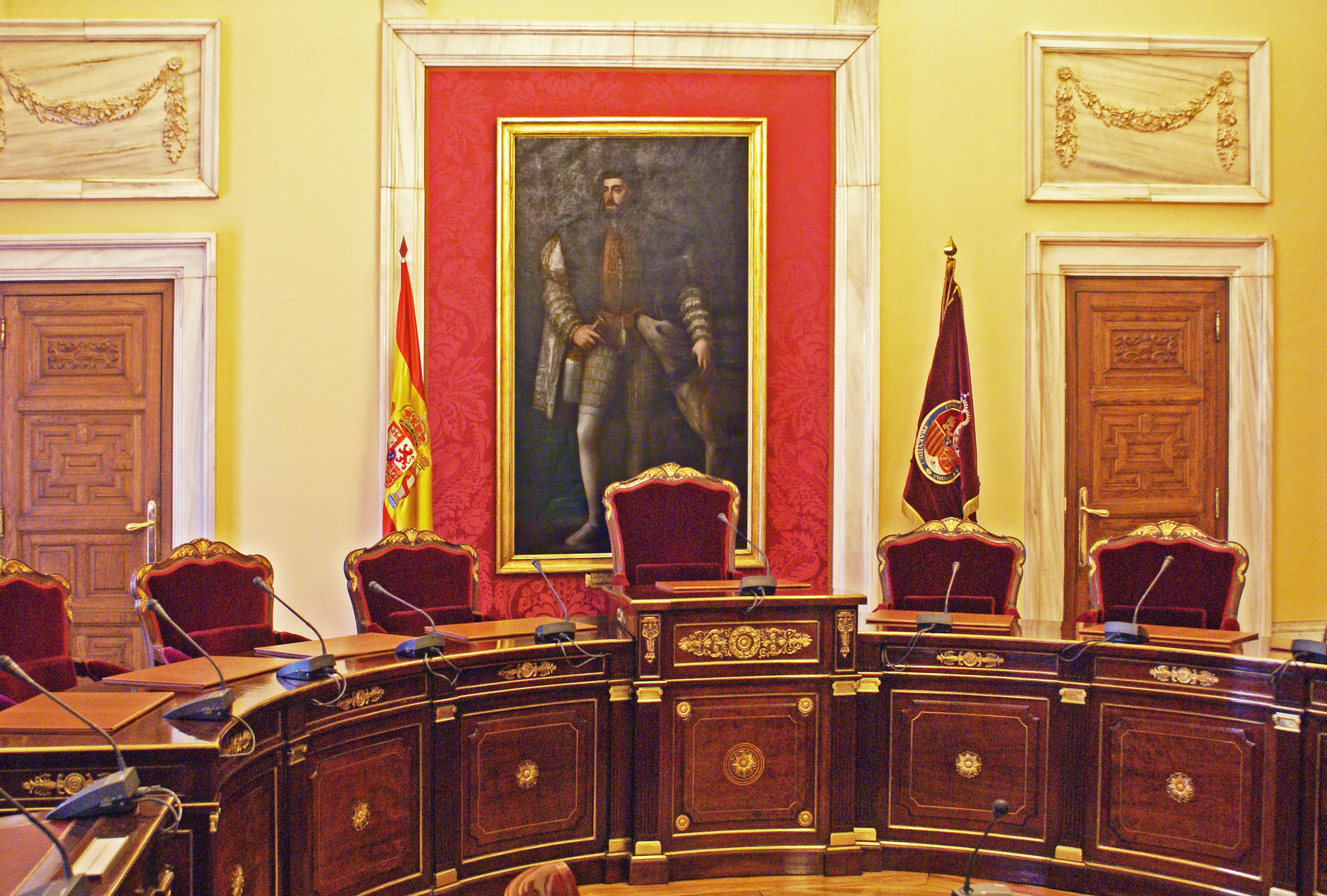
Le Conseil d'État juge en 2016 le ministère de la Défense responsable de la catastrophe de 2003.

Le 20 octobre 2016, le Conseil d'État adopte à l'unanimité un rapport dans lequel il estime que le ministère de la Défense est responsable de la catastrophe aérienne : « il existe des faits, antérieurs à la date du sinistre, qui auraient permis à l'administration d'apprécier les risques particuliers auxquels étaient soumis le transport des troupes et qui a conduit à l'accident. Dit autrement, certaines circonstances auraient pu être constatées et conduit à l'adoption par les instances compétences de mesures qui auraient permis de dissiper le risque encouru ». Il lui reproche non seulement de ne pas avoir protégé les soldats, mais aussi de ne pas avoir tenu compte des différentes alertes qui lui étaient remontées.
Une semaine après que le rapport a été dévoilé, José Bono prend la parole, le 10 janvier 2017. Il considère que le rapport de l'organe consultatif constitue « une opportunité que le gouvernement [de Mariano Rajoy] ne doit pas gaspiller » pour « refermer les blessures » et demander pardon aux familles des victimes, « même 14 ans après ». Pour lui, « il est possible de dire la vérité aux Espagnols, comme un acte patriotique et de réparation morale ». Il révèle à cette occasion qu'il dispose d'un document jamais rendu public qui prouve que l'État-Major de la Défense était contraint de louer des avions de piètre qualité en raison des contraintes budgétaires imposées par le gouvernement de l'époque, et qu'il a découvert toute une série de sous-contrats diluant les responsabilités en forçant une armoire dans les bureaux de l'État-Major.

### Affaire Bono

#### Agression à Madrid et arrestations

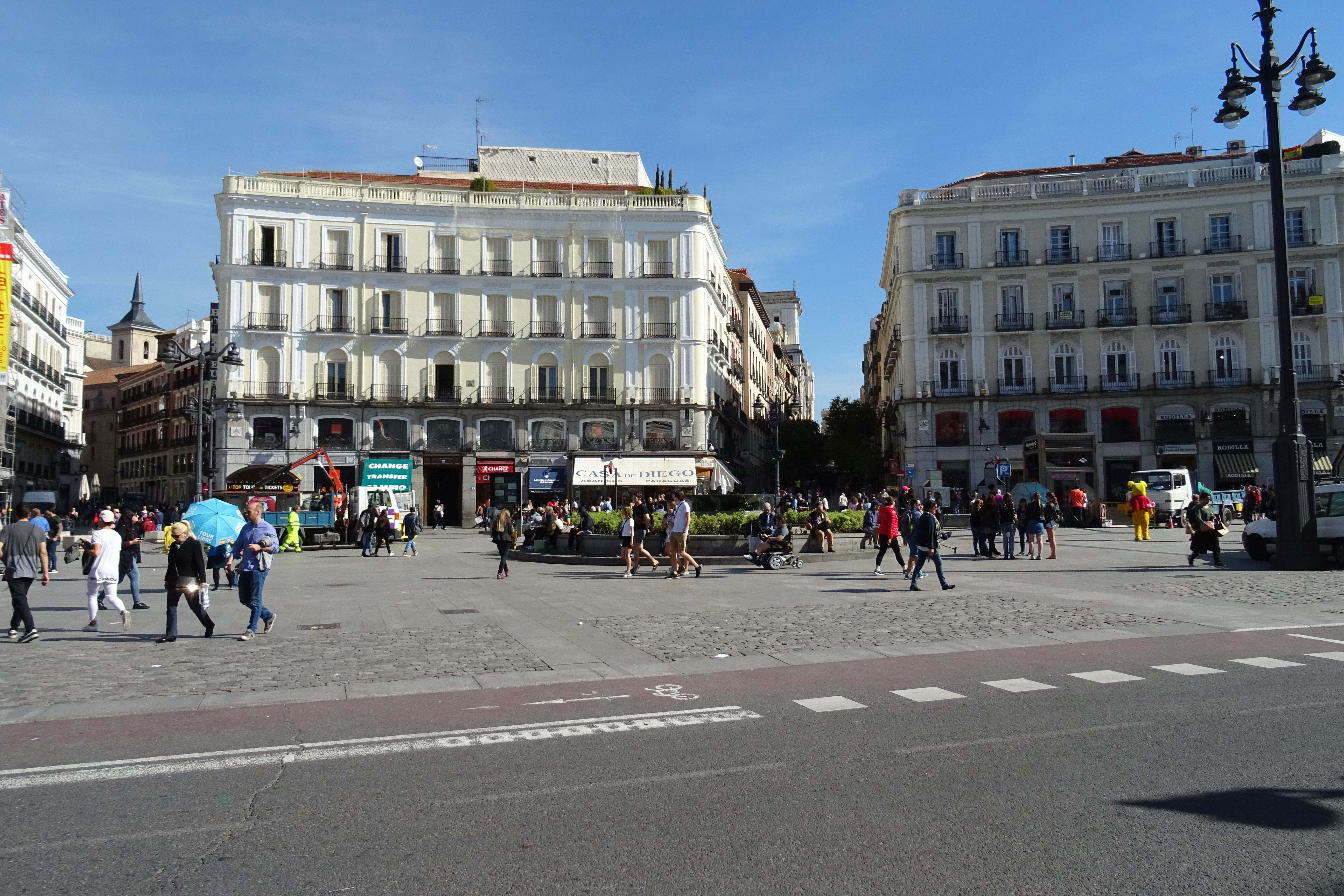
À proximité de la Puerta del Sol, Bono est pris à partie verbalement puis physiquement par des manifestants.

Le 22 janvier 2005, José Bono participe à une manifestation en hommage aux victimes du terrorisme, organisée à Madrid par l'Association des victimes du terrorisme (AVT). Alors qu'il participe au cortège qui se rend de la place de Cybèle à la Puerta del Sol, il est pris à partie verbalement par des manifestants, qui le qualifient d'« assassin, lèche-bottes, démagogue, apostat, menteur ». Il est ensuite frappé à plusieurs reprises, avant d'être extrait du cortège par son service de sécurité et des agents de police. Le président de l'AVT Francisco José Alcaraz fait part de son « indignation et déception » après avoir pris connaissance de ces incidents, tandis que le secrétaire général du Parti populaire Ángel Acebes juge que « les actes d'une minorité d'intolérants ne doivent pas dénaturer le grand succès de cette marche ».
La police inculpe trois jours plus tard deux dirigeants du Parti populaire de la ville de Las Rozas de Madrid, Isidoro Barrios et Antonia de la Cruz, qu'elle considère comme ayant fait partie des agresseurs de José Bono. Si le ministre juge l'affaire close et n'a pas l'intention de porter l'affaire en justice car il juge plus important de sauvegarder l'unité en matière de lutte contre le terrorisme, la police agit en raison des blessures légères subies par l'un des officiers de sécurité de José Bono. Le juge d'instruction saisi du dossier le classe finalement cinq mois plus tard.

#### Condamnations pour détention illégale
L'affaire revient au premier plan un an plus tard, lorsque l'audience provinciale de Madrid condamne le 8 mai 2006 le commissaire principal Rodolfo Ruiz et l'inspecteur principal Javier Fernández à cinq ans d'emprisonnement et dix ans d'interdiction d'exercice d'une fonction publique pour détention arbitraire, et l'inspecteur José Luis González à trois ans de prison pour faux en écriture. Le tribunal juge que les trois policiers ont placé illégalement en garde à vue les deux responsables du PP et, conscients de la faiblesse de leur accusation, ont volontairement déformé la réalité des faits inscrits au procès-verbal. Si le Parti populaire demandait jusqu'à dix ans de prison, le ministère public estimait pour sa part qu'il n'y avait aucun délit.
Le ministre de la Défense José Antonio Alonso et le ministre de l'Intérieur Alfredo Pérez Rubalcaba soulignent que le jugement réfute la thèse avancée par le PP selon laquelle les détentions de ses deux cadres auraient relevé d'une instruction politique, tandis que le délégué du gouvernement à Madrid Constantino Méndez remet sa démission « par responsabilité et en défense du professionnalisme des corps et forces de sécurité de l'État » tout en rappelant que le jugement met en évidence que son administration n'a elle non plus donné aucune consigne aux agents de police,.
La chambre pénale du Tribunal suprême casse le 29 juin 2007 les condamnations infligées aux trois officiers de police, estimant le délit non-constitué. Bono se félicite de ce verdict, et considère qu'il constitue « un espoir pour ceux qui placent la justice au-dessus de tout ». Il dénonce que le PP « ait favorisé que trois juges de l'audience provinciale lui donne raison et condamne trois policiers honnêtes ».

### Législation militaire

#### Loi des soldats et des marins
Lors d'une visite du roi Juan Carlos Ier et du prince des Asturies au siège du ministère de la Défense le 14 février 2005, José Bono annonce au souverain et son héritier travailler sur le projet de loi relatif aux soldats et aux marins. Le texte est adopté le 29 avril suivant en Conseil des ministres : poursuivant l'objectif d'un recrutement annuel de 2 000 soldats supplémentaires et d'un effectif total de 86 000 soldats et marins servant dans les Forces armées espagnoles, la loi s'inscrit dans le processus de professionnalisation engagé sous le premier mandat de José María Aznar. Elle crée notamment le statut de « militaire de longue durée », autorisé à rester dans l'armée ou la marine jusqu'à ses 42 ans, reconnaît l'engagement militaire comme un mérite au regard des concours de la fonction publique, et réserve 10 % des places de policiers nationaux et 50 % des places de gardes civils et fonctionnaires de la Défense aux militaires ayant servi au moins cinq ans. Ce projet de loi est ainsi destiné à remplacer la loi relative au régime du personnel des forces armées, adoptée en 1999 sous le gouvernement du Parti populaire (PP), car « elle n'a apporté aucun résultat » et que le système de recrutement qu'elle a instauré « a échoué » selon le ministre de la Défense.
Le PP critique le texte gouvernemental, jugeant qu'il « brise le consensus existant et qu'exige la politique de la Défense », ce qui interdit de l'examiner puisque cela ne garantit pas « la persistance dans le temps d'un des piliers du régime des personnels militaires », et qu'il n'aborde pas globalement la réforme des armées puisque l'exécutif a indiqué vouloir proposer au moins deux autres projets, celui relatif aux sous-officiers et celui concernant les droits et devoirs des militaires. Le groupe populaire dépose en conséquence le 13 septembre une motion de renvoi, mais celle-ci est rejetée par 170 voix contre et 132 voix pour le 29 septembre suivant. Environ trois mois plus tard, le 14 décembre, José Bono conclut avec le porte-parole parlementaire du PP Eduardo Zaplana un accord sur le contenu du texte, rétablissant le consensus et rompant la stratégie gouvernementale d'isoler le Parti populaire au Congrès des députés, qui prévoit notamment d'augmenter de 42 à 45 ans l'âge de départ obligatoire des soldats et marins, ou encore de faciliter la réintégration des militaires ayant quitté les armées depuis la fin de l'année 2003.
Une semaine après le pacte entre l'exécutif et le principal parti d'opposition, le projet de loi est adopté le 21 décembre par le Congrès des députés en commission de la Défense à l'unanimité des députés siégeant au sein de cette instance. Envoyé au Sénat, il fait l'objet de quatre amendements, deux de consensus et deux proposés par le seul Parti nationaliste basque (EAJ/PNV) mais retenus par les autres groupes, prévoyant entre autres d'interdire aux personnes mises en examen de s'engager dans les armées, mais levant cette interdiction en cas de disculpation. Il est approuvé par assentiment le 23 mars 2006, aucun sénateur n'y étant opposé. Moins de deux semaines plus tard, la version sénatoriale de la loi relative aux soldats et aux marins est unanimement ratifiée le 6 avril au Congrès des députés, José Bono faisant alors part de sa « satisfaction » tandis que le chef d'État-major de la Défense Félix Sanz Roldán évoque « une nouvelle ère pour les forces armées ».

#### Loi de la défense
En réunion du Conseil des ministres du 18 mars 2005, José Bono présente le projet de loi organique relatif à la défense nationale. La séance est source de tensions entre le ministre de la Défense et quatre de ses collègues, emmenés par le ministre de l'Intérieur José Antonio Alonso, avec qui ses relations sont notoirement mauvaises. Ce dernier s'oppose en effet à ce que le nouveau conseil de la défense nationale puisse coordonner la police nationale et les polices municipales en « situation de conflit armé ou quand l'état de siège est en vigueur » alors que le secrétaire d'État à la Sécurité n'y siège pas, et que les conditions précises de cette coordination relèvent du ministre de la Défense. José Bono, qui menace un temps de retirer purement et simplement le projet de loi, cède sur ce point et la rédaction finale prévoit que cette responsabilité revienne au président du gouvernement,.
Il participe peu après à la conférence de presse au cours de laquelle il présente les principales dispositions du texte. Niant alors toute divergences avec José Antonio Alonso, José Bono affirme que le projet de loi « scelle l'alliance entre les forces armées et la société qu'elles servent » et que « jamais le Parlement ne sera un témoin sourd et muet à propos des actions des forces armées en opérations extérieures », soulignant que le projet gouvernemental exige que ces missions « soient conformes à la Charte des Nations unies » et « respectent les buts humanitaires de maintien de la paix et les objectifs de défense propre aux armées espagnoles ». Le projet de loi organique prévoit ainsi que le gouvernement devra consulter le Congrès des députés avant toute opération extérieure n'ayant pas un lien direct avec la défense de l'Espagne, confie au président du gouvernement la direction de la politique de défense et la gestion des situations de crise affectant la défense du pays, et crée le conseil de la défense nationale comme organe consultatif du chef de l'exécutif, qui en assume la présidence.
Le 19 mai, alors que le Congrès s'apprête à débattre d'une motion de rejet déposée par le groupe populaire, le ministre de la Défense parvient in extremis à un accord avec le principal parti d'opposition sur le contenu du texte, qui prévoit l'acceptation de 31 amendements au projet de loi. Socialistes et conservateurs s'entendent notamment sur une révision à la baisse des conditions d'engagement international des soldats espagnols, passant de « l'autorisation du Conseil de sécurité des Nations unies » à « des opérations couvertes par ou conformes aux Nations unies », José Bono précisant que cette entente « ne légitime en rien l'intervention illicite en Irak ». Le consensus est cependant rompu environ un mois plus tard, le 21 juin, lorsque le Parti populaire constate que l'article 18 du projet de loi dispose que les opérations extérieures nécessitent d'être « couvertes par et conformes aux Nations unies », un critère donc cumulatif et non plus exclusif. Alors que le PP estimait que la rédaction convenue confirmait la légalité de l'intervention en Irak, José Bono rappelle que « si j'étais nommé cent fois ministre de la Défense, je retirerais cent fois les troupes d'Irak ».
Le Congrès adopte le projet de loi organique le 15 septembre par 183 voix pour, 135 voix contre et 11 abstentions. Au Parti socialiste ouvrier espagnol unissent leurs votes Convergence et Union, la Gauche républicaine de Catalogne, la Coalition canarienne, Izquierda Unida et l'Initiative pour la Catalogne Verts, tandis que le Parti nationaliste basque, le Bloc nationaliste galicien, Eusko Alkartasuna et Nafarroa Bai font le choix de la neutralité, seul le Parti populaire faisant part de son opposition. Le texte, amendé principalement par les partis de gauche dans la mesure où seule une proposition de modification du PP a été retenue, est adopté sans le consensus qui avait caractérisé en 1980 l'approbation de la précédente loi de la défense, après un débat au cours duquel José Bono affirme que « personne ne détient seul un brevet dans le domaine militaire ou le sceau du patriotisme ». Le projet de loi est définitivement adopté le 3 novembre par le Sénat avec 130 voix favorables contre 107 défavorables, qui proviennent uniquement du Parti populaire.

### Destitution du général Mena

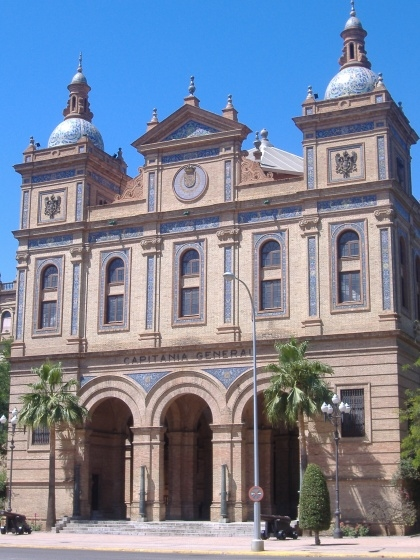
À la capitainerie générale de Séville, le général Mena attaque directement le nouveau statut d'autonomie de la Catalogne.

À l'occasion de la traditionnelle cérémonie de la Pâques militaire (Pascua Militar) le 6 janvier 2006, le lieutenant-général José Mena, commandant des forces terrestres de l'armée de terre, prononce un discours à la capitainerie générale de Séville dans lequel il affirme que « si les limites de la Constitution étaient dépassées [par un statut d'autonomie], ce qui paraît fort heureusement impensable pour le moment, alors nous devrions appliquer l'article 8 [qui dispose que l'armée est la défenseure de l'intégrité du pays] ». Ces déclarations intervenant en plein débat sur le nouveau statut d'autonomie de la Catalogne, elles sont perçues comme une ingérence de l'institution militaire dans le processus politique. Le chef d'État-major de la Défense Félix Sanz Roldán propose alors à José Bono de démettre José Mena de ses fonctions.
Le lendemain, après l'avoir personnellement reçu en compagnie de Félix Sanz Roldán pendant quinze minutes, le ministre de la Défense annonce qu'il place le général José Mena en résidence surveillée pour une période de huit jours – ce qui constitue une première pour un officier général depuis le retour de la démocratie en Espagne – pour avoir enfreint son devoir de neutralité tel que prévu par la loi du régime disciplinaire des forces armées. José Bono en informe ensuite José Luis Rodríguez Zapatero, puis les porte-paroles des principaux partis représentés au Congrès des députés. Si toutes les formations politiques soutiennent les sanctions imposée au haut gradé, le Parti populaire estime que les déclarations de José Mena sont « inévitables » comme « reflet de la situation politique actuelle » tout en assurant ne pas soutenir ces propos mais simplement expliquer le contexte dans lequel elles se sont produites.
Le Conseil des ministres du 13 janvier prononce la destitution du général José Mena de ses fonctions et le verse dans la réserve sur proposition de José Bono, puis le remplace par le lieutenant-général Pedro Pitarch Bartolomé, jusqu'alors directeur général de la Politique de défense au sein du ministère de la Défense et présenté comme un homme de confiance du ministre.

## Premier retrait de la politique

### Démission du gouvernement
En novembre 2005, il indique à José Luis Rodríguez Zapatero qu'il ne pourra rester ministre de la Défense si le nouveau statut d'autonomie de la Catalogne devait être le point de départ d'un mouvement sécessionniste. Il l'informe de son intention de démissionner, une fois que le PSOE devancera clairement le PP dans les sondages et que la réforme statutaire sera conclue.
Lors d'une conférence de presse le 7 avril 2006 au palais de la Moncloa, le président du gouvernement Rodríguez Zapatero annonce la démission de son ancien concurrent du congrès socialiste, dont le remplacement par le ministre de l'Intérieur José Antonio Alonso entraîne un remaniement ministériel. José Bono explique quelques heures plus tard avoir évoqué son départ de l'exécutif avec José Luis Rodríguez Zapatero six mois auparavant, et avoir formalisé sa demande en février 2006. Le président du gouvernement l'accepte deux mois plus tard, une fois adoptée la loi des soldats et des marins. Il affirme que sa démission est due à des raisons familiales, ayant passé 25 ans au premier plan de la vie politique, et réfute publiquement que son départ soit lié à ses désaccords quant à la réforme du statut d'autonomie de la Catalogne. Il admettra dix ans plus tard que son départ de l'exécutif est bien lié à la réforme statutaire catalane.

### Candidature avortée à la mairie de Madrid

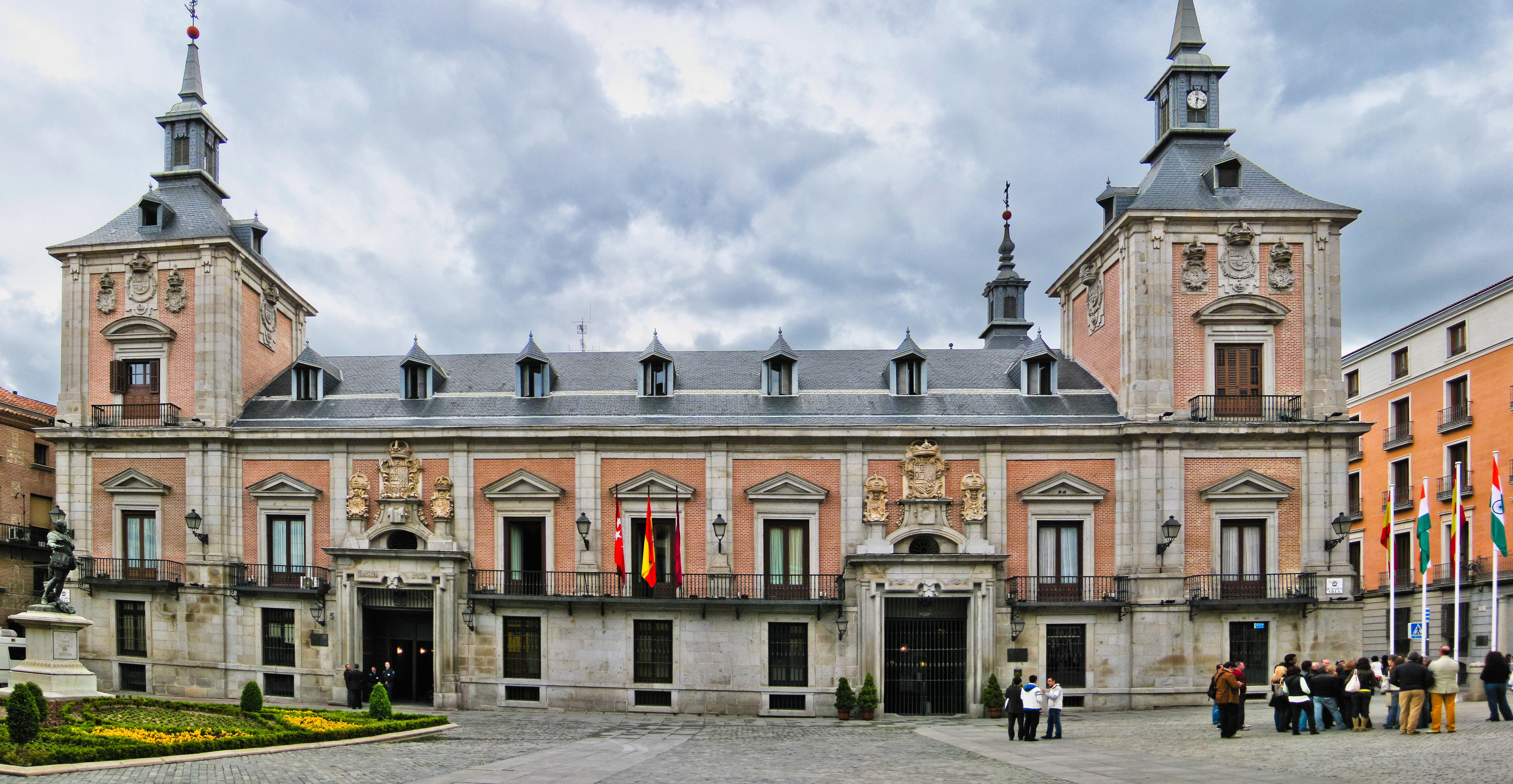
Le nom de Bono est évoqué avec insistance en 2006 comme candidat à la mairie de Madrid.

Après que José Bono a quitté le gouvernement, José Luis Rodríguez Zapatero fait savoir qu'il fera tout son possible pour qu'il revienne dans la vie politique active et maintient une relation extrêmement proche et étroite avec lui. Il est ainsi désigné conseiller d'État, en sa qualité d'ancien président de communauté autonome ayant accompli au moins huit ans de mandat, le 23 juin suivant.
À la suite de la nomination de Trinidad Jiménez, candidate naturelle à la mairie de Madrid, comme secrétaire d'État le 9 septembre 2006, José Bono affirme publiquement avoir été approché pour se mesurer au sortant conservateur Alberto Ruiz-Gallardón mais qu'il n'a pas donné suite car « j'ai toujours refusé les parachutés en politique »,. Pourtant le 10 octobre, il dit à des journalistes sa satisfaction que le PSOE se souvienne de lui et imagine présenter sa candidature, ce qui laisse entendre qu'il serait finalement prêt à postuler. Tandis que l'ancien secrétaire général Felipe González indique que José Bono n'aurait pas été son choix, la ministre de la Présidence María Teresa Fernández de la Vega — qui n'appartient pas au PSOE — juge qu'il serait un « candidat magnifique » pour la capitale.
Il corrige ses déclarations 48 heures plus tard en affirmant à nouveau qu'il n'a pas l'intention d'être tête de liste socialistes au cours du scrutin et que, dans son esprit, il n'en a jamais été question. Il précise alors qu'il ne s'agit pas pour lui d'une critique ou d'un éloignement du projet socialiste. José Bono explique que jamais José Luis Rodríguez Zapatero ne lui a proposé cette candidature, car il n'aurait pas pu opposer un refus au secrétaire général du parti.

## Président du Congrès des députés

### Candidature

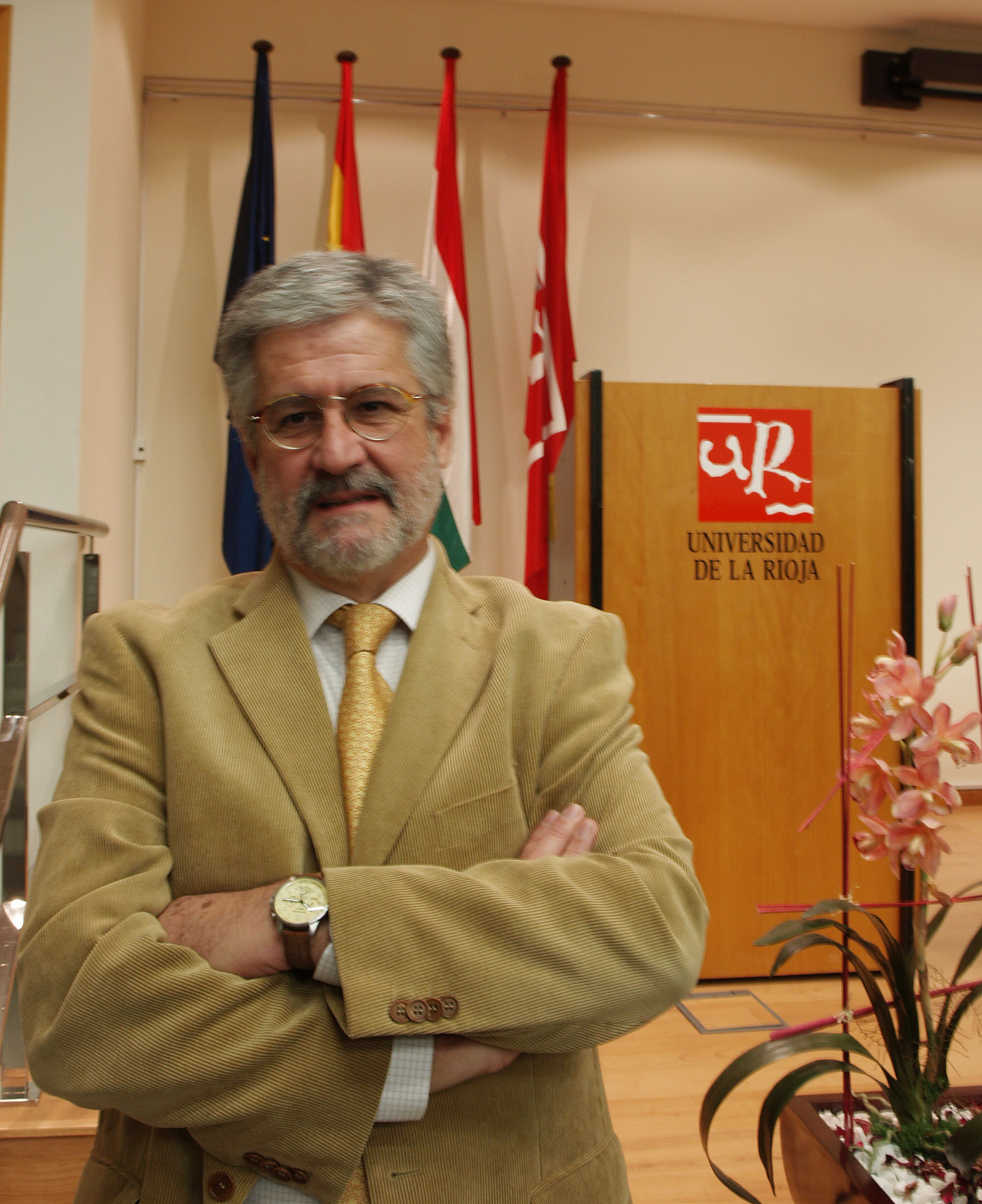
En novembre 2007, Bono annonce qu'il sera candidat à la succession de Manuel Marín pour présider le Congrès des députés.

Au moment du départ de José Bono du gouvernement, José Luis Rodríguez Zapatero lui avait accordé son soutien et sa confiance. Tous les deux restent ainsi en contact étroit et fréquent, le président du gouvernement nourrissant l'espoir dès le mois d'octobre 2006 de faire élire José Bono au Congrès des députés pour qu'il en prenne la présidence. Le 10 juillet 2007, le président du Congrès Manuel Marín affirme qu'il « [ne va se] battre pour aucun poste », estimant que son remplacement par José Bono sous la prochaine législature « est une question que doivent résoudre Pepe Bono, que j'apprécie beaucoup, et le président du gouvernement, que j'apprécie également beaucoup ».
Le président de Castille-La Manche José María Barreda affirme publiquement le 20 septembre que son prédécesseur sera bien tête de liste dans la circonscription de Tolède pour les élections générales du 9 mars 2008. Il assume que cette candidature soit une stratégie destinée à tirer profit de la notoriété territoriale de José Bono pour améliorer les résultats du PSOE dans la région.
Après un entretien avec José Luis Rodríguez Zapatero et José Blanco, José Bono annonce le 29 novembre son retour à la vie politique comme tête de liste dans la circonscription de Tolède. Il ajoute que le secrétaire général du PSOE lui a offert d'être candidat à la présidence du Congrès des députés en cas de victoire, seulement deux semaines après que Manuel Marín a fait savoir qu'il se retirerait de la vie politique à la fin de son mandat. Cette révélation cause une certaine surprise au sein des autres formations politiques représentées au Congrès, le Parti populaire parlant même du « baiser de Judas ». Le 13 février 2008, les partis nationalistes Convergence et Union (CiU), Parti nationaliste basque (EAJ/PNV) et Bloc nationaliste galicien (BNG) affirment qu'ils ne soutiendront pas José Bono et présenteront une candidature alternative, qui ne verra finalement jamais le jour.

### Élection

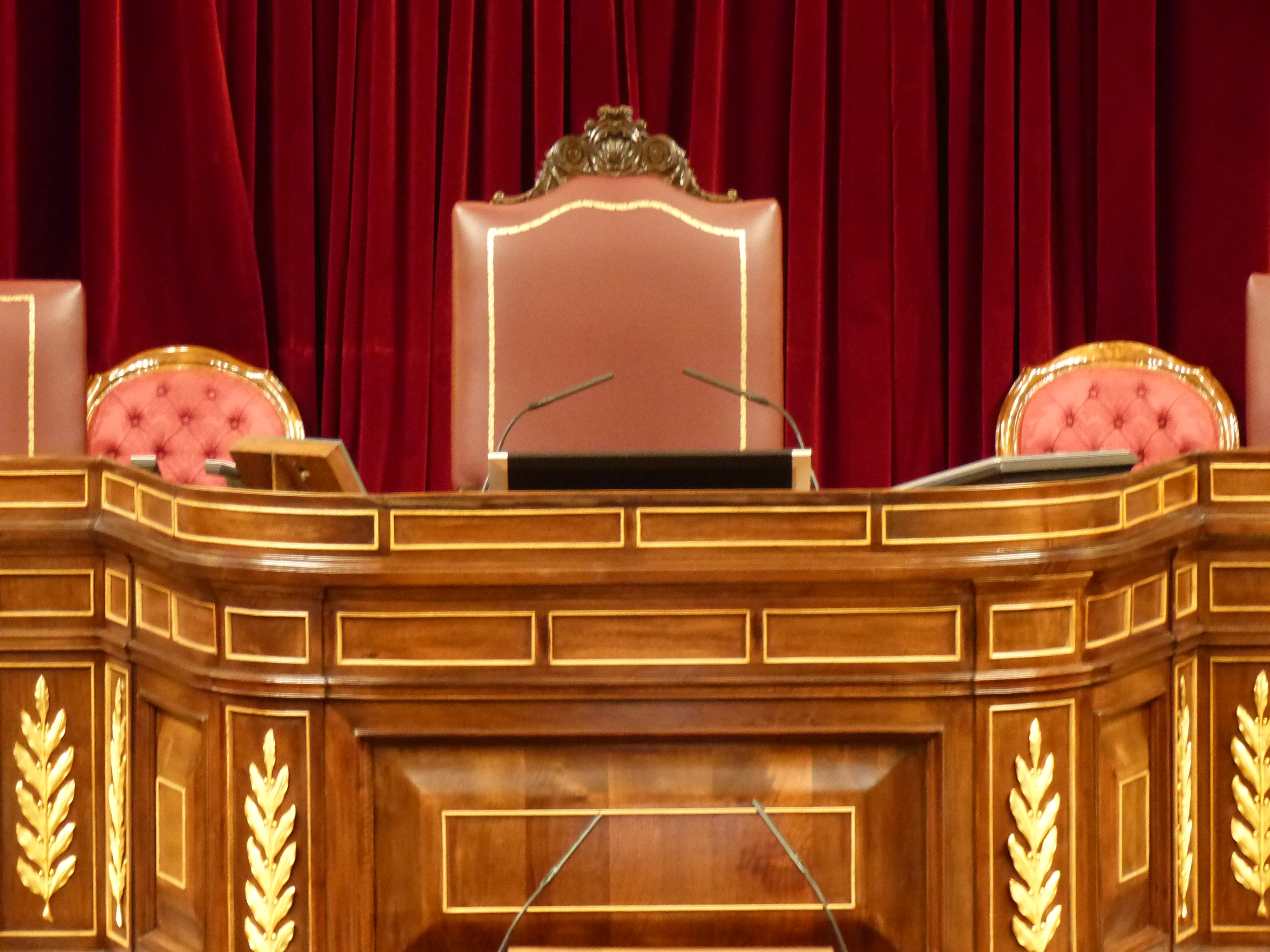
À 57 ans, Bono est élu président du Congrès des députés en avril 2008.

Le président de la commission constitutionnelle et ancien vice-président du gouvernement Alfonso Guerra souhaite également postuler à la présidence de l'assemblée parlementaire et demande à María Teresa Fernández de la Vega d'en informer José Luis Rodríguez Zapatero, qui ne change pas d'opinion. À quelques heures de la session d'installation du Congrès de la IXe législature, Alfonso Guerra juge publiquement qu'il y avait « de meilleurs candidats » pour cette fonction.
Ayant constaté que José Bono ne serait pas en mesure de réunir la majorité absolue dès le premier tour, le groupe socialiste décide de ne pas entrer dans une série de négociations qui permettrait aux nationalistes de dérouler toute une série de demandes et donnerait l'impression que le PSOE se trouve à leur merci. Les socialistes choisissent cependant de céder, sans condition, deux des cinq postes leur revenant au bureau du Congrès, à CiU et à l'EAJ/PNV. À l'inverse, les partis territoriaux donneront leur appui au président sortant du Sénat, Javier Rojo. Le porte-parole du groupe CiU, Josep Antoni Duran i Lleida, va même jusqu'à affirmer que José Bono « pourrait faire un bon président, capable de gagner la confiance du groupe parlementaire catalan ».
Le 1er avril 2008, José Bono est élu à 57 ans président du Congrès des députés par 170 voix favorables, contre 152 à la conservatrice Ana Pastor et 26 votes blancs et deux nuls, lors du second tour de scrutin. Il est ainsi le premier député à accéder à la présidence de la chambre sans obtenir la majorité absolue. Sa candidature est ainsi rejetée par l'ensemble des partis nationalistes, qui lui reprochent une posture opposée à la pluralité territoriale de l'Espagne. Dans son premier discours, il affirme sa volonté de travailler « avec humilité et amabilité », promettant d'être « juste » dans une institution « où personne ne vaut plus qu'un autre ». Il demande par ailleurs aux parlementaires de faire preuve d'indulgence en cas d'erreur de sa part, alors qu'il n'a plus siégé dans cette enceinte depuis 25 ans.

### Mesures de gestion

#### Réduction des voyages
En septembre 2008, José Bono et la première vice-présidente socialiste du Congrès Teresa Cunillera décident de bloquer la création des « groupes d'amitié » (Grupos de amistad) avec des États étrangers. Ils permettent aux députés les composant de voyager dans les pays concernés aux frais de la chambre. Lors de l'adoption de l'avant-projet de budget du Congrès pour 2009, le 16 septembre, il est prévu de maintenir les frais liés aux groupes d'amitiés, soit environ deux millions d'euros sur une année, mais avec l'engagement de n'en dépenser qu'un tiers. La décision fait l'objet de critiques des représentants du Parti populaire au sein du bureau.

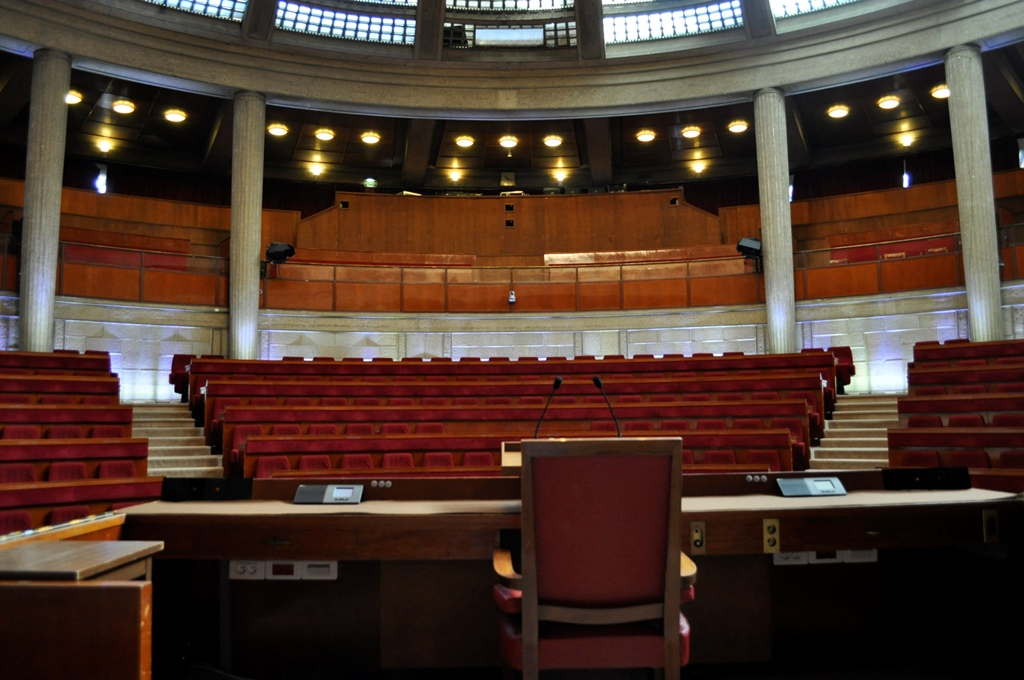
José Bono supprime avec six mois d'avance la délégation à l'Assemblée de l'UEO.

Le bureau décide le 21 octobre de supprimer la délégation espagnole au sein de l'Assemblée de l'Union de l'Europe occidentale (UEO), présidée par le socialiste Juan Fernando López Aguilar, au motif que cette institution doit être absorbée par l'Organisation du traité de l'Atlantique nord (OTAN) dans un délai de six mois. José Bono, préoccupé par le prestige du Congrès, attache en effet une grande importance à la présence effective des députés en séance et souhaite en conséquence limiter la diplomatie parlementaire. La limitation des groupes d'amitié se précise également : ceux-ci passeront de onze à six membres et seront réduits à une douzaine, concernant uniquement les pays d'Amérique latine. Ceux touchant aux pays membres de l'Union européenne ou aux États ayant des liens suffisamment étroits avec l'Espagne disparaissent. À la fin du mois de novembre, le groupe populaire dépose deux requêtes écrites au bureau pour reconsidérer la réduction des voyages officiels, notamment au sujet des groupes d'amitié envers les pays de l'UE, alors que ces décisions reposaient sur un accord passé avec eux. Le PP assure avoir reçu des plaintes d'ambassadeur et s'interroge sur l'existence d'un groupe d'amitié avec la Chine mais pas avec les États européens. José Bono rappelle qu'il privilégie désormais les voyages des commissions, avec un thème précis.

#### Publicité des incompatibilités
Le 26 mars 2009 a lieu une séance d'approbation du rapport d'incompatibilité, qui se tient à huis clos. Établi par la commission du Statut des députés, ce rapport autorise les parlementaires à maintenir une activité privée en sus de leur mandat parlementaire. Seuls les porte-paroles des groupes disposent du rapport complet, les autres députés étant appelés à voter à l'aveugle. Alors que ce vote est habituellement une pure formalité, 90 députés refusent d'approuver le rapport. José Bono annonce trois jours plus tard qu'il est prêt à soutenir les initiatives du Parti socialiste ouvrier espagnol et de la Gauche unie visant à rendre ce processus plus transparent et doter le Congrès de moyens d'investigation pour contrôler la véracité des déclarations de ses membres.
La commission du Statut des députés approuve le 21 avril le principe de la publicité de l'ensemble des activités privées exercées par les membres du Congrès, et que les séances plénières de validation de ses rapports se tiendront désormais en public et non plus à huis clos. Le bureau de la chambre est chargé de déterminer de manière concrète comment se fera la publication du registre des activités. Cinq mois plus tard, alors que José Bono a reporté l'application de la décision après une réforme du règlement, le porte-parole du groupe socialiste José Antonio Alonso annonce que le président de la commission du Statut Francesc Vallès déposera très rapidement une proposition en ce sens, pour mettre fin au huis clos des séances d'approbation des rapports de sa commission. Critiquant que les socialistes s'approprient de la sorte un accord unanime, le conservateur José Luis Ayllón confirme que son groupe soutiendra la réforme,.
La publication du registre des intérêts des députés est approuvée en séance plénière le 29 octobre à l'unanimité, mettant un terme à trente ans d'information classifiée. Le vote est précédé d'une négociation de dernière minute avec le député d'IU Gaspar Llamazares afin qu'il retire son amendement prévoyant la publication du patrimoine et des revenus des parlementaires. Le PSOE et le PP l'avaient préalablement informé qu'ils rejetteraient sa proposition car elle nécessite une réforme de la loi électorale, mais se sont engagés à promouvoir un tel amendement.

#### Pensions et transparence

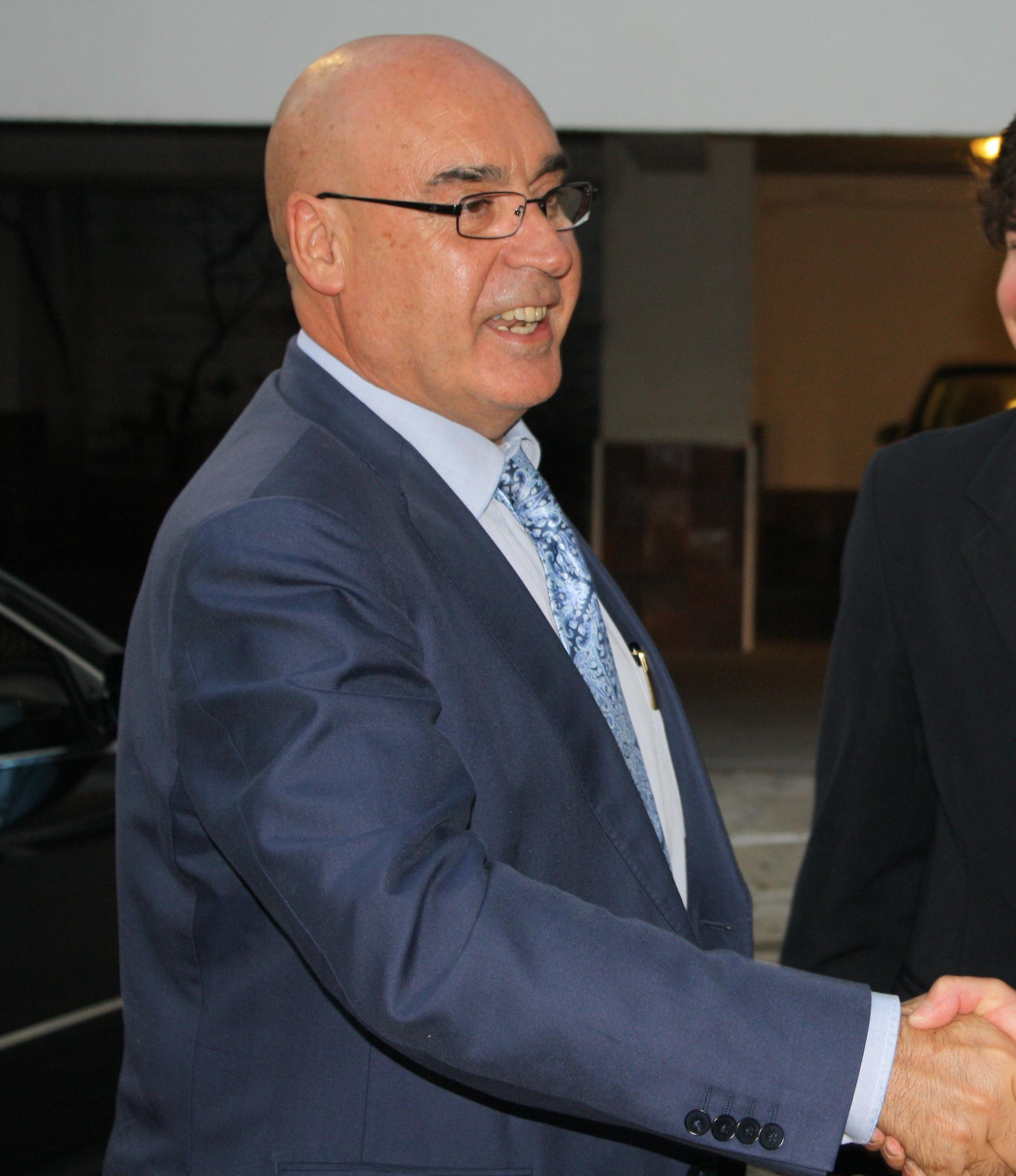
Bono s'accorde avec Javier Rojo pour publier le patrimoine et supprimer la retraite complémentaire des parlementaires.

José Bono et le président du Sénat Javier Rojo remettent le 25 janvier 2011 une lettre conjointe aux porte-paroles des groupes parlementaires leur demandant des propositions en vue de réformer le système de retraite complémentaire, les règles de transparence et le régime des incompatibilités. Alors que le Parti socialiste et le Parti populaire s'étaient opposés un mois plus tôt à une quelconque réforme du régime des compléments de pension, Bono décide finalement au cours de la semaine du 17 janvier d'étudier une potentielle modification, avant que le président du PP Mariano Rajoy ne se dise le 22 janvier favorable à la disparition de la retraite parlementaire. Celle-ci, accessible à partir de 65 ans, ne peut être attribuée qu'aux députés et sénateurs qui ne perçoivent pas le maximum de la pension à laquelle leur carrière professionnelle leur donne droit : d'un coût d'un million d'euros par an, ce régime ne concerne lors du courrier de Bono et Rojo que 81 anciens élus sur plus de 3 000. Dans l'ensemble, toutes les formations se disent favorable à la fin de leur pension complémentaire et à l'amélioration de la transparence sur leurs biens et activités.
La prise de décision ayant été reportée après les élections municipales et aux parlements des communautés autonomes du 22 mai, le président du Congrès annonce le 11 juin qu'il proposera le lendemain, lors de la réunion conjointe des bureaux des deux chambres des Cortes Generales la suppression de la complémentaire retraite des parlementaires ainsi que la publication sur Internet du patrimoine des élus. Cette publicité ne concernera que les titulaires d'un mandat et non leurs conjoints comme le proposait le groupe socialiste, et ne comportera aucune donnée personnelle qui pourrait compromettre la sécurité ou la vie privée des députés et sénateurs. En revanche, le régime des incompatibilités ne sera pas durci mais le pouvoir de contrôle des assemblées sera renforcé. Ces propositions sont approuvées par les vice-présidents et secrétaires du Congrès et du Sénat, qui s'accordent pour engager une réforme urgente de la loi électorale afin de pouvoir rendre publique la déclaration des biens et ressources de chaque élu. La publication a effectivement lieu après l'été, au matin du 8 septembre 2011.

### Polémiques et prises de position

#### Cravate de Miguel Sebastián

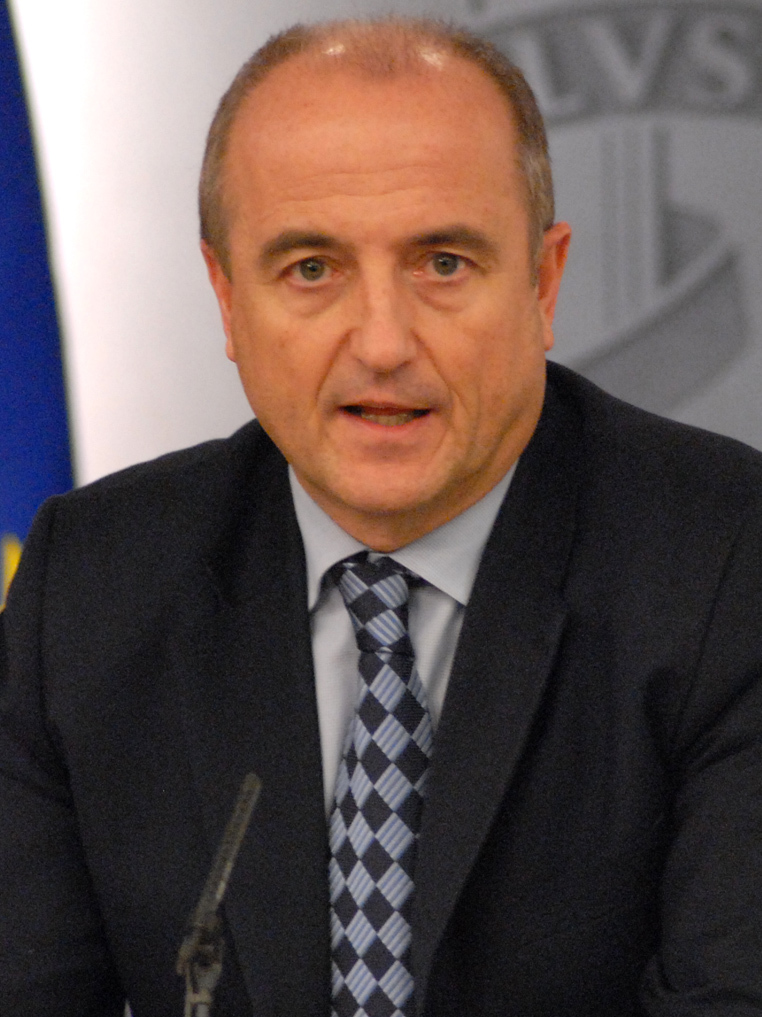
À l'été 2008 puis 2011, José Bono reproche à Miguel Sebastián de ne pas porter de cravate pendant les séances du Congrès.

Lors de la séance plénière du 3 juillet 2008, le ministre de l'Industrie Miguel Sebastián se présente dans l'hémicycle du palais des Cortès sans porter de cravate. Bono commande donc à un huissier du Congrès de lui en porter une, mais le ministre refuse de l'arborer au motif que la nouvelle réglementation au sein de son ministère autorise les fonctionnaires à agir ainsi tant qu'ils ne sont pas présents à un acte officiel, ceci afin de réduire l'utilisation des systèmes d'air climatisé. Le président du Congrès s'interroge alors : « si une réunion extraordinaire du Congrès n'est pas un acte officiel, de quoi s'agit-il ? D'une réunion folklorique ? ». Miguel Sebastián, connu pour se déplacer par le métro madrilène et peu rafraîchir son bureau, offre en retour un thermomètre à José Bono, lui reprochant de surclimatiser le siège de la chambre basse des Cortes Generales. Il reçoit le soutien du ministre du Travail, Celestino Corbacho, qui indique que « la cordialité peut se maintenir avec ou sans cravate », et du secrétaire à l'Organisation du PSOE, José Blanco, qui estime que « c'est une bêtise de vouloir mettre un uniforme au Conseil des ministres ».
La situation se reproduit près de trois ans plus tard, lors de la séance du 20 juillet 2011. Le président, qui remarque que le ministre est de nouveau présent sans cravate, salue « les députés qui portent une cravate car ils [l']aident à maintenir la discipline vestimentaire avec les huissiers, qui arborent veste et cravate par obligation ». Interrogé par le député basque José Ramón Beloki sur le lien qu'il soulève entre port de la cravate et économies d'énergie, Miguel Sebastián avait expliqué que son initiative reposait sur celle prise en 2005 par le gouvernement du Japon et imité depuis par l'exécutif du Portugal, et qu'elle avait permis d'économiser 250 000 euros par an de facture d'électricité pour la consommation d'énergie. José Bono, qui reconnaît que le Premier ministre japonais ne porte pas de cravate dans l'enceinte parlementaire, s'interroge devant l'assemblée s'il en est de même quand il rencontre l'empereur. Après la séance, le ministre de l'Industrie répond via les médias qu'il continuera de ne pas porter de cravate, « quoi qu'en dise le président du Congrès ou l'empereur du Japon ».

#### Hommage à Maravillas de Jesús

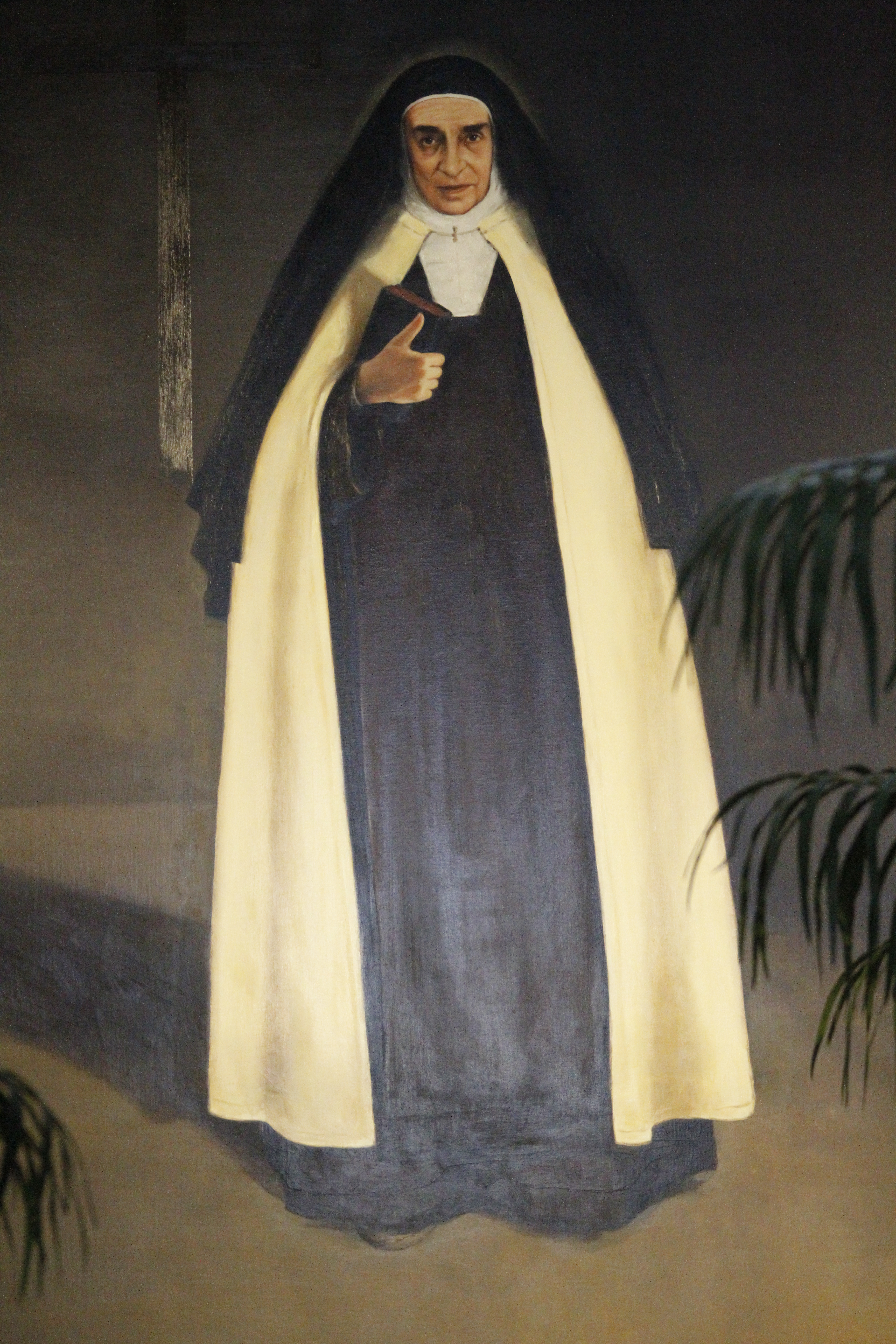
L'accord de José Bono pour un hommage à Maravillas de Jesús provoque une crise au sein du groupe socialiste.

À l'occasion de la réunion du bureau du 4 novembre 2008, Jose Bono approuve la proposition du vice-président Jorge Fernández Díaz, membre de l'Opus Dei, d'apposer une plaque en hommage à Sainte María Maravillas Pidal y Chico de Guzmán, dite « Maravillas de Jesús », au prétexte qu'elle est née dans un immeuble appartenant désormais au Congrès. Teresa Cunillera s'absente lors du vote, afin de ne pas exprimer publiquement son désaccord avec le président. Le groupe socialiste choisit quelques jours plus tard qu'aucun de ses parlementaires n'assistera au dévoilement de la plaque, en raison de sa défense de la laïcité et de la mémoire historique. Le nom de la religieuse serait l'un des rares honorés, avec ceux de Juan Carlos Ier et Sophie, et de Clara Campoamor.
Très rapidement, des textos circulent entre les députés, les dirigeants et les militants du PSOE pour s'opposer à la décision du bureau du Congrès. Le député de Grenade José Antonio Pérez Tapias, issu de la gauche du parti, évoque le 14 novembre « un malaise extrêmement important au sein du groupe parlementaire, face à une décision non-pertinente, qui remet en cause le nécessaire équilibre et la neutralité du Congrès, en introduisant des éléments confessionnels à l'intérieur d'un espace public politique ». Un jugement partagé par la direction du groupe socialiste, qui garde le silence afin de préserver le président du Congrès. À l'inverse, le secrétaire général du groupe populaire José Luis Ayllón parle d'une polémique « disproportionnée » tandis que le promoteur de l'hommage Jorge Fernández Díaz dit s'appuyer sur la Constitution dans la mesure où « personne ne peut être discriminé pour ses convictions religieuses ».
Le 17 novembre, la secrétaire à l'Organisation et numéro trois du Parti socialiste Leire Pajín appelle à maintenir « le statut aconfessionnel des Cortes ». Pour la députée Elena Valenciano, si Maravillas de Jesús reçoit un hommage, alors une plaque doit également être accordée aux jeunes filles de Las trece rosas. Au cours de la réunion du groupe parlementaire le 18 novembre, la députée Carmen Hermosín reçoit une ovation de ses collègues pour avoir demandé que le projet n'aboutisse pas, seule l'ancienne ministre María Antonia Trujillo appuie l'hommage en arguant que les cérémonies d'assermentation se font en présence d'un crucifix.
Finalement, José Bono affirme le 19 novembre que la décision du bureau tombe d'elle-même puisqu'elle n'a pas bénéficié du soutien unanime des groupes parlementaires, indispensable pour que ce genre d'hommage soit organisé. Alors que Fernández Díaz regrette que l'hommage ne puisse être mené à son terme à cause de l'opposition de plusieurs groupes, dont celui des socialistes, José Bono tient à souligner qu'il continue bel et bien d'appartenir au PSOE : « qu'on ne s'y trompe pas, ce sont les miens » affirme-t-il. L'avant-veille, il avait plaisanté avec trois députés du Parti populaire, évoquant « une sainte et quelques méchants », ainsi que « les fils de pute du parti lui-même ». Les socialistes affirment que ce propos relevait de la plaisanterie, le député Juan Barranco jugeant que « avec un Ave Maria, on peut tout résoudre ».

#### Patrimoine personnel
Après que les médias du groupe Intereconomía ont évoqué une évolution anormale de son patrimoine, José Bono dépose le 12 avril 2010 un document écrit auprès du parquet général de l'État détaillant l'ensemble de ses revenus. Il entend ainsi répondre aux « mensonges et calomnies » qu'il juge proférées par Intereconomía, dénonçant « une campagne cherchant à semer le doute sur [son] honnêteté ». Il rappelle à cette occasion que son patrimoine est enregistré chaque année par un notaire depuis sa première élection, en 1979, et qu'en tant que président de la Junte des communautés de Castille-La Manche, il était légalement tenu par la loi relative à la transparence de 1995 — qu'il avait initiée — de rendre public l'ensemble des biens au Journal officiel.

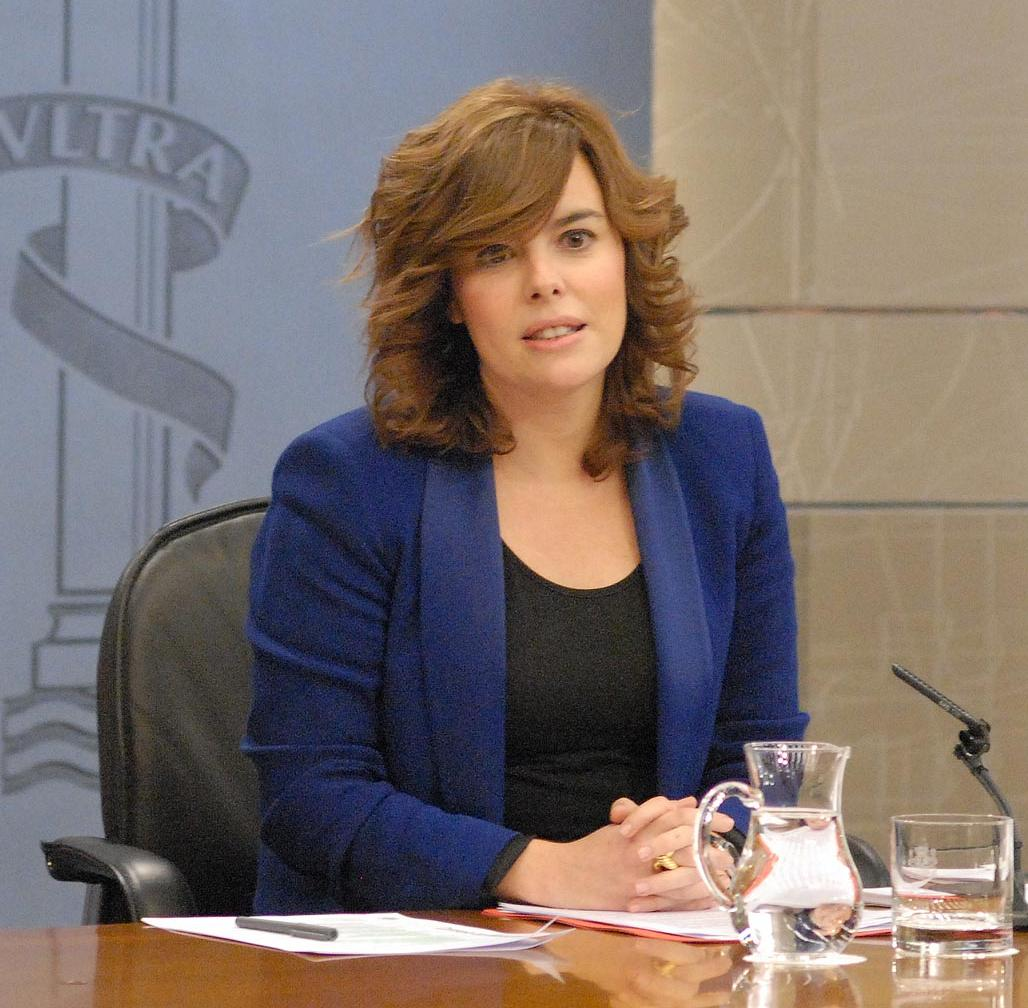
La porte-parole du groupe populaire Soraya Sáenz de Santamaría demande à José Bono d'expliquer publiquement ses revenus et son patrimoine.

La secrétaire générale du Parti populaire María Dolores de Cospedal et la porte-parole du groupe populaire Soraya Sáenz de Santamaría réclament le lendemain que José Bono « explique publiquement ses ressources et son patrimoine ». Le président du Congrès reçoit en retour le soutien ferme du groupe socialiste, dont le porte-parole José Antonio Alonso estime que « José Bono dispose d'un patrimoine obtenu de manière licite, légitime et éthique », avant d'attaquer vertement le PP : « La corruption n'est pas du côté de Bono, mais du Parti populaire ». Le président du Congrès, qui se dit ému de cet appui, prend contact avec les autres porte-paroles de groupe pour mettre à leur disposition toutes les informations nécessaires, qui lui témoignent de leur confiance. La posture agressive de la direction du principal parti d'opposition n'est cependant pas partagée en interne : l'ancien maire de Tolède José Manuel Molina — adversaire politique de Bono pendant de nombreuses années — juge que celui-ci « est une personne honorable » et regrette « qu'il soit fait usage du refrain "Diffamez, il en restera toujours quelque chose" », tandis que le député Juan Costa dit ne pas savoir « si José Bono est une personne immensément riche » mais il n'a « aucune raison de remettre en cause son honnêteté personnelle ». Le maire de Madrid Alberto Ruiz-Gallardón du Parti populaire, ami personnel du président du Congrès, considère pour sa part que « des questions ont été posées et des réponses apportées », tandis que le 14 avril le président du PP Mariano Rajoy refuse clairement de soutenir la campagne engagée par ses adjointes.
À l'occasion de la réunion de la conférence des porte-paroles, José Bono lit l'intégralité de la déclaration qu'il a remise huit jours plus tôt au procureur général. Tous les groupes parlementaires affirment alors que ses explications suffisent, à l'exception du Parti populaire. Soraya Sáenz de Santamaría finit par quitter la séance alors que ses confrères sont à la recherche d'une solution, ce qui empêche la conclusion d'un accord. Selon elle, il faut attendre le rapport des services juridiques qui doit déterminer devant quel organe compétent le président doit présenter sa déclaration. Le parquet annonce le 4 mai qu'il ne perçoit « aucune conduite délinquante » dans l'évolution du patrimoine de José Bono, mais le PP insiste et remet quatre semaines plus tard une notification écrite au procureur général de l'État Cándido Conde-Pumpido par laquelle il réclame l'ouverture d'une enquête sur la situation patrimoniale du président du Congrès, se basant sur les révélations d’Intereconomía. L'affaire est classée sans suite le 18 juillet par le ministère public du Tribunal suprême, qui qualifie les preuves apportées par le Parti populaire de « simples photocopies d'articles de journaux ».

#### Avortement et religion
Réagissant le 18 août 2009 au projet de loi de réforme des règles de l'interruption volontaire de grossesse (IVG), José Bono affirme être « choqué » qu'une jeune fille de seize ans puisse avorter « sans l'opinion ou le soutien de ceux qui l'aiment ». Pour lui, « si le dernier mot revient à la femme, [...] ça ne doit pas être le seul, il doit y avoir d'autres opinions », citant par exemple le conjoint. De son point de vue, l'IVG est « un échec : pour certains c'est un droit, pour d'autres un crime. Pour moi, c'est un moment triste qu'il ne faut pas célébrer comme un succès ». Au sujet de ses réserves concernant les mineurs, il dit espérer que le PSOE prenne en compte qu'il existe plusieurs postures à ce sujet, faisant part de sa conviction qu'au sein du parti « tout le monde ne pense pas la même chose au millimètre près ».

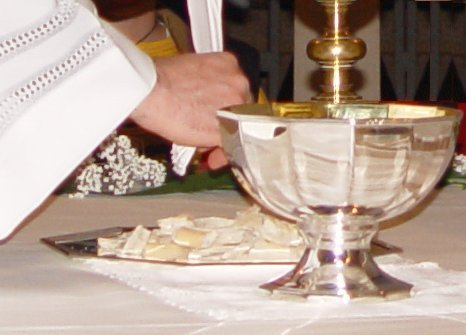
Face à la menace de l'Église de ne plus lui administrer l'Eucharistie pour son soutien à l'IVG, José Bono remarque qu'Augusto Pinochet a continué à la recevoir malgré ses crimes.

Il réagit négativement trois mois plus tard aux menaces de l'évêque Juan Antonio Martínez Camino, porte-parole de la Conférence épiscopale espagnole et homme de confiance de son président Antonio María Rouco Varela, qui affirme que tout chrétien qui « appuie, vote ou promeut » la loi sur l'IVG se trouve en situation « pêché mortel public » et ne peut donc recevoir « l'Eucharistie ». Le président du Congrès fait référence en réaction à un document de la Conférence épiscopale baptisé « Les catholiques dans la vie publique » qui rejette que la morale chrétienne puisse s'imposer aux lois, expliquant que « de nombreux chrétiens se sentent membres d'une Église maternelle, qui fait le lien avec la société en témoignant son amour, avec humilité, générosité et pardon ». Il ajoute qu'« il existe d'autres manières de se sentir Église, plus proches de méthodes inquisitoriales, judiciaires et excluantes, où l'ordre et le commandement ont plus d'importance que la fraternité évangélique ».
Consterné par la position des évêques, il indique le 28 novembre « ne pas pouvoir oublier les nombreux crimes d'Augusto Pinochet chaque fois [qu'il se] rappelle le voir communier » et précise s'être entretenu longuement avec les députés de Convergence et Union et du Parti nationaliste basque, qui ont voté avec les socialistes pour repousser les amendements tendant au rejet de la nouvelle norme sur l'avortement.

## Après la politique

### Retrait

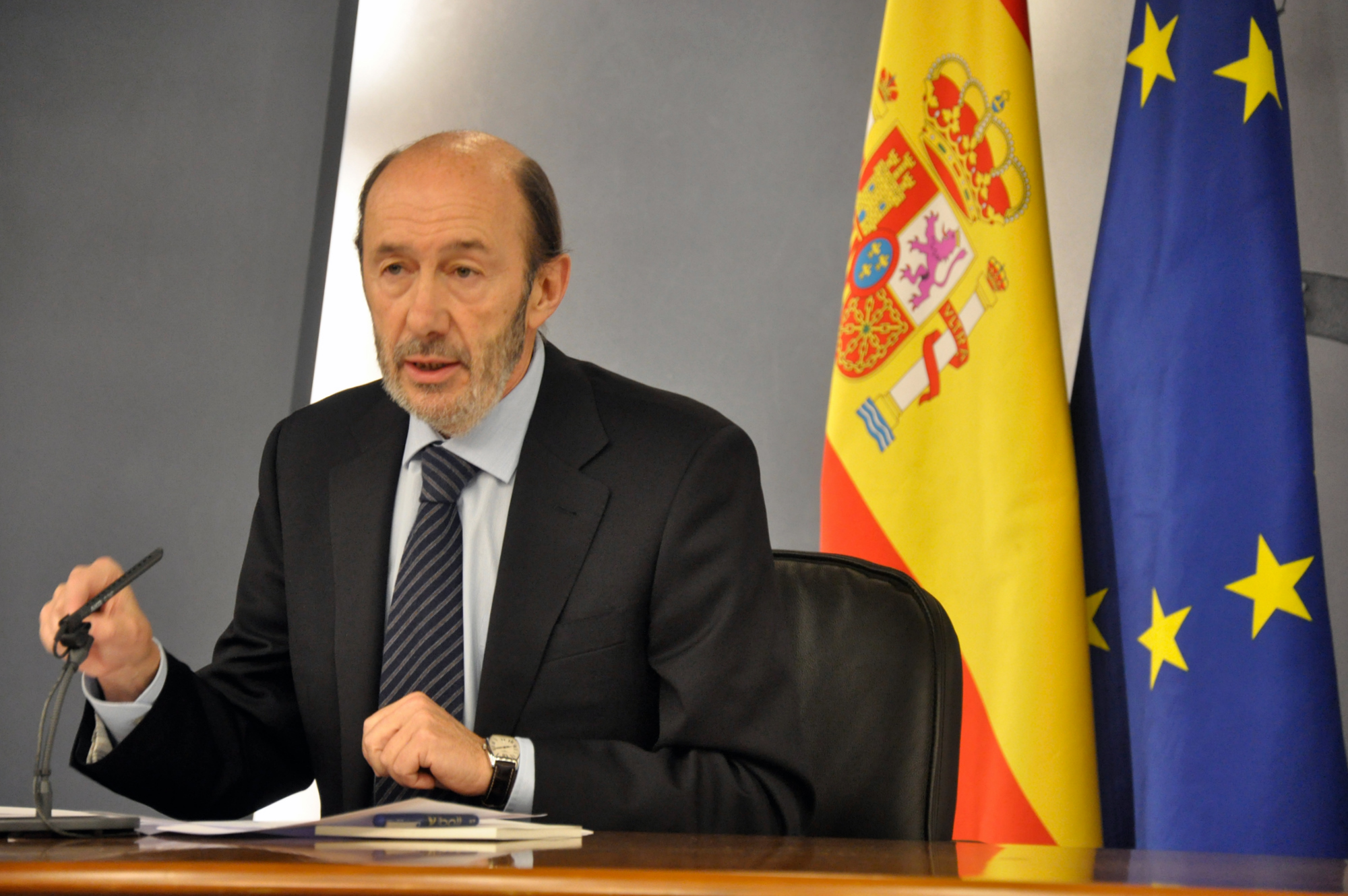
Bono refuse à plusieurs reprises la proposition d'Alfredo Pérez Rubalcaba d'être candidat aux élections de 2011.

À l'occasion de l'événement Los Desayunos Informativos d'Europa Press le 29 novembre 2008, José Bono indique que ses fonctions de président du Congrès des députés seront potentiellement les dernières qu'il exercera dans sa vie politique. Lors de sa traditionnelle rencontre estivale avec les journalistes dans sa maison natale de Salobre le 16 août 2011, il déclare que ce sera à Alfredo Pérez Rubalcaba, chef de file du Parti socialiste ouvrier espagnol pour les élections générales anticipées du 20 novembre suivant, de décider s'il sera ou non candidat, tout en précisant qu'« à 61 ans, ça ne [le] dérangerait pas de ne pas en être » et que « [son] inclinaison naturelle » serait de ne pas se présenter.
Alfredo Pérez Rubalcaba propose plusieurs fois à l'ancien président de Castille-La Manche de postuler comme tête de liste à Tolède, mais celui-ci confirme au début du mois de septembre qu'il ne souhaite pas chercher un nouveau mandat de député. À l'inverse de ce qu'il a obtenu avec les autres représentants de la génération de Felipe González, l'ancien vice-président du gouvernement Alfonso Guerra à Séville et le troisième vice-président du gouvernement Manuel Chaves à Cadix, le candidat socialiste à la présidence du gouvernement échoue à convaincre José Bono de se présenter au Congrès. Cela ne l'empêche pas de critiquer le processus de désignation des candidats, notamment lorsque le PSOE investit le ministre de l'Intérieur, Antonio Camacho, en tête de liste dans la circonscription de Zamora, écartant de facto le sortant Jesús Cuadrado, porte-parole à la commission de la Défense depuis 2004, soit l'année où José Bono lui-même avait pris la direction du ministère correspondant. Sans remettre en cause le fait de présenter la candidature d'Antonio Camacho, le président du Congrès souligne le 14 septembre que « Jesús Cuadrado doit aussi être député, et il y a cinquante circonscriptions ».

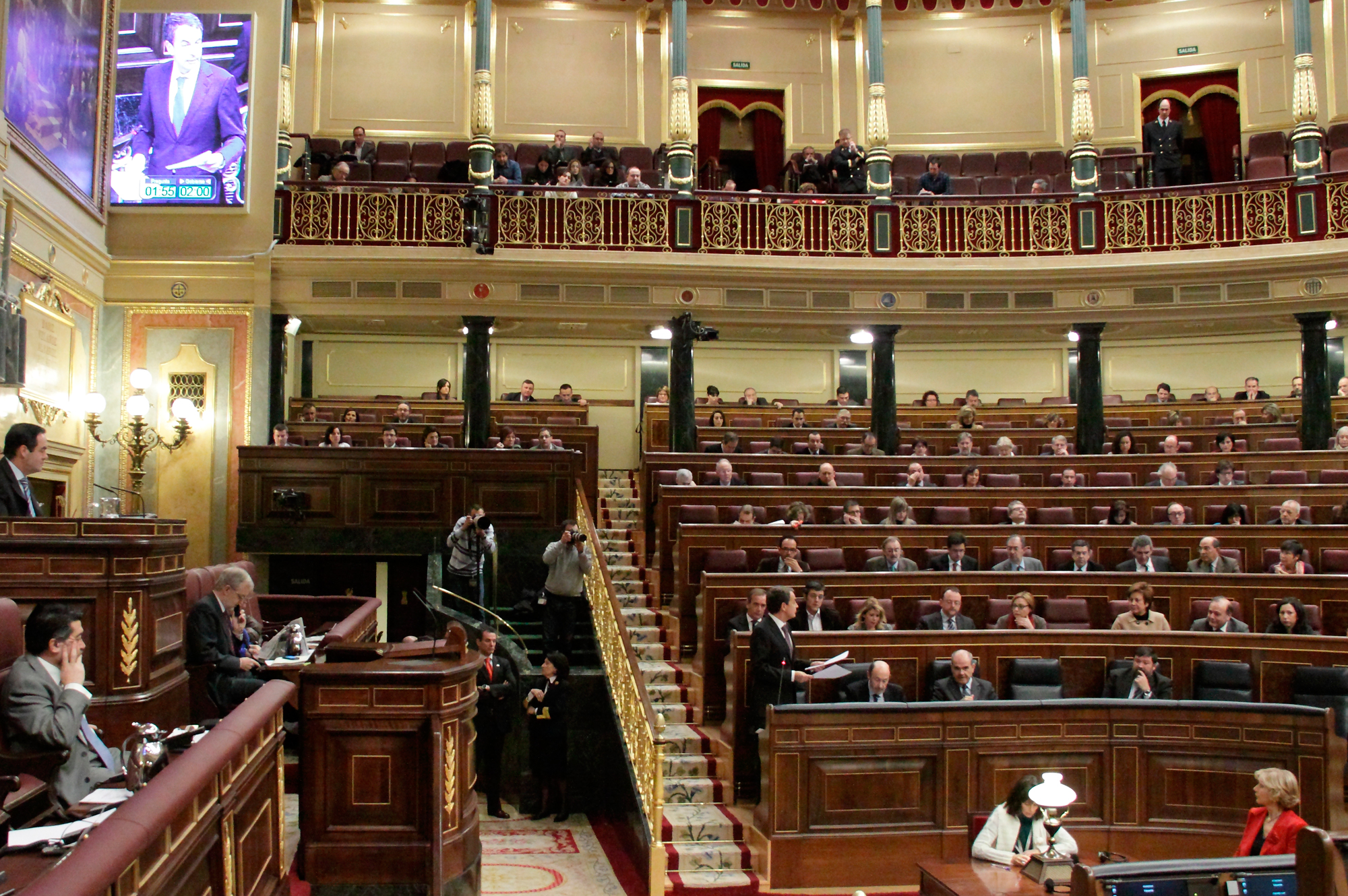
José Bono préside sa dernière séance plénière le 22 septembre 2011 et prononce de nombreux remerciements.

José Bono préside sa dernière séance plénière le 22 septembre 2011. Soulignant qu'il ne s'agit pas « d'un jour comme les autres », il remercie José Luis Rodríguez Zapatero « pour ce qu'[il a] fait pour l'Espagne, pour ce qu'[il a] souffert sans être reconnu, pour tout ce pourquoi [il ne sera] pas remercié » et de l'avoir choisi pour présider le Congrès des députés. Il salue le chef de l'opposition Mariano Rajoy, pourtant absent, pour avoir toujours « permis un dialogue cordial », et relève la création de liens d'amitiés « inimaginables », citant ceux qu'il a développés avec les nationaliste basque Josu Erkoreka et catalan Josep Antoni Duran i Lleida. Il rend ensuite hommage à Gaspar Llamazares, dont « l'honneur exemplaire ne peut être remis en question ». Il se tourne enfin vers ses collègues du groupe socialiste, se justifiant par son « inclinaison chrétienne » selon laquelle « les premiers seront les derniers », et les remercie d'avoir supporté sa personnalité, qu'il qualifie des « trucs de José Bono ».
Le 6 octobre suivant, alors que les chambres sont dissoutes, le Bloc nationaliste galicien (BNG) et la Gauche unie (IU) réclament l'audition de la ministre de l'Économie Elena Salgado et de la ministre de la Défense Carme Chacón pour des questions relevant de leurs ministères, tandis que le Parti populaire souhaite convoquer le ministre de l'Équipement José Blanco, mis en cause dans une affaire financière. Une telle demande contraint le président du Congrès à réunir le bureau de la députation permanente une semaine plus tard, afin que celui-ci décide ou non de convoquer la députation, seul organe compétent pour se prononcer sur ces réclamations. Lors de la séance du 12 octobre, les demandes sont rejetées par trois voix contre deux. Les socialistes font ainsi valoir que depuis 1982, il n'y a jamais eu de procédure de contrôle parlementaire de l'exécutif dans la mesure où les pouvoirs de la députation permanente ne le prévoient pas, une position totalement inverse à celle qu'ils défendaient en 2004.

### Mémoires

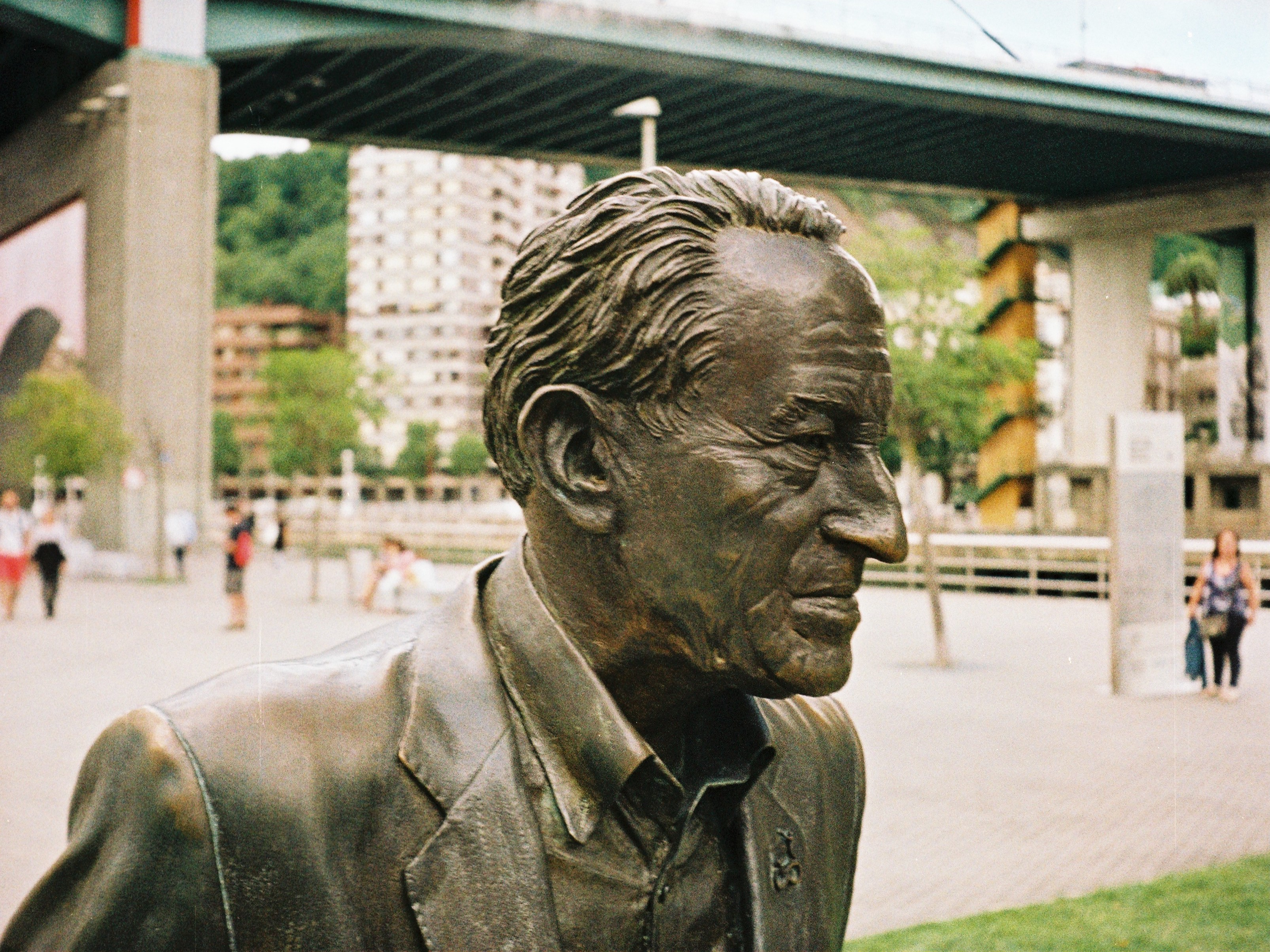
José Bono décide de tenir son journal après une discussion avec Ramón Rubial en 1992.

Le 25 septembre 2012, les éditions Planeta publient le premier volume des mémoires de José Bono, sous le titre Les voy a contar (en français : « Je vais vous raconter »). Depuis le 8 avril 1992, ce dernier tient en effet un journal quotidien où il couche les principaux événements de sa journée, ses conversations, ses impressions. L'idée lui est venue lors du voyage d'essai de la LGV Madrid - Séville, qui lui permettait de rallier Ciudad Real, après qu'il a raconté au président du Parti socialiste ouvrier espagnol Ramón Rubial son échange avec le vice-secrétaire général Alfonso Guerra, qui devait marquer la rupture entre eux deux.
Le premier tome fait référence aux années 1990. José Bono y raconte que le 21 juin 1993, après qu'un attentat d'ETA a tué sept militaires à Madrid, le président du gouvernement Felipe González se trouve très affecté et déclare que « cela réveille [ses] instincts les plus primaires, et la première chose [qu'il a] pensé, c'est d'organiser une opération consistant à faire sauter tous ces fils de pute lors d'une réunion qu'ils allaient tenir à Bayonne ». De même, il confirme qu'en 1996, le Parti populaire a brutalement mis fin à sa commission d'enquête parlementaire sur les Groupes antiterroristes de libération (GAL) après que le général José Antonio Sáenz de Santa María, ancien directeur général de la Garde civile, a menacé de révéler tout ce qu'il savait au sujet de la « guerre sale », notamment des faits commis avant la formation des GAL. Il partage aussi son ressenti envers Alfonso Guerra qu'il décrit comme un homme machiavélique « dont l'idée du pouvoir se résume à des subordonnés qui lui obéissent ou qui le flattent ».
Il présente le deuxième volume près de deux ans et demi plus tard, le 10 mars 2015, intitulé Diario de un ministro (en français : « Journal d'un ministre »). Revenant sur ses deux années au ministère de la Défense, il confesse notamment avoir démissionné en raison de son opposition au nouveau statut d'autonomie de la Catalogne. Il raconte notamment que lors d'une discussion entre le chef de l'opposition en Catalogne Artur Mas et le président du gouvernement José Luis Rodríguez Zapatero, le premier s'était dit prêt à renoncer au qualificatif de « Nation » pour la communauté autonome si le second renforçait le budget catalan. Pour José Bono, cet échange confirme qu'il n'était pas nécessaire de pousser aussi loin le texte statutaire, puisqu'il n'existait aucune demande sociale en ce sens. Il révèle en outre que le jour des élections générales du 14 mars 2004, le cardinal Antonio María Rouco Varela a organisé un envoi massif de textos appelant à voter en faveur du Parti populaire. Par ailleurs, il explique qu'en avril 2005, il a demandé à Julio Iglesias d'intercéder auprès de ses amis américains pour améliorer les relations avec l'administration Bush. Le chanteur s'est donc entretenu avec Henry Kissinger — qui a ensuite eu un échange avec le secrétaire à la Défense Donald Rumsfeld — et Oscar de la Renta, ami du couple présidentiel. Donald Rumsfeld s'est alors engagé à monter « très clairement » sa volonté d'améliorer les relations américano-espagnoles.

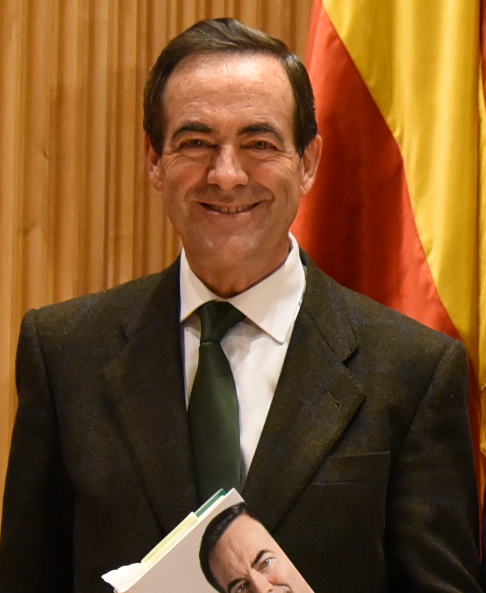
José Bono présente le troisième tome de ses mémoires en 2019.

Le troisième et dernier tome est publié trois ans et demi plus tard, le 19 novembre 2019, et porte le titre Se levanta la sesión (en français : « La séance est levée »). Dans cet ouvrage où il conte ses trois ans et demi passés à la présidence du Congrès des députés, José Bono évoque la réforme constitutionnelle de 2011, qui a vu le Parti socialiste ouvrier espagnol et le Parti populaire s'entendre pour inscrire la « règle d'or budgétaire » à l'article 135 de la Constitution de 1978. Il raconte avoir reçu le 25 août 2011 un appel d'Alfredo Pérez Rubalcaba qui se dit opposé à la révision de la loi fondamentale, qu'elle ruine sa campagne, que José Luis Rodríguez Zapatero l'a décidée sans se concerter avec lui, et que le vote défavorable des nationalistes catalans et de la gauche communiste brise le pacte constitutionnel de 1978. Le président du Congrès a ensuite contacté le président du gouvernement qui lui annonce que Josep Borrell, Guillermo Fernández Vara, Juan Fernando López Aguilar, Tomás Gómez et Patxi López se disent contre l'amendement, José Bono décidant alors de ne pas mentionner son échange avec Rubalcaba. Lors d'une discussion tenue le lendemain, la directrice de campagne Elena Valenciano a révélé à José Bono que le chef de file du parti n'a pu retenir ses larmes au cours de la nuit avant d'accepter la discipline du parti. Expliquant que José Luis Rodríguez Zapatero s'est opposé à toute convocation d'un référendum, José Bono indique l'avoir rassuré sur le fait que la révision constitutionnelle aurait bel et bien lieu tant que le Parti populaire tiendrait parole.